# Ukijo-e
Ukijo-e [a] (japonsky: 浮世絵, (výslovnost: [ɯkʲijoꜜe]); doslovně obrazy probíhajícího, pomíjivého života nebo deskotisk je typ japonského umění, které prosperovalo od 17. do 19. století. Veškerá produkce umělců tohoto žánru vytvářená ve městech během 17. a 18. století se specializovala na zobrazení krásných žen, herců divadla kabuki, zápasníků sumó, hrdinů a válečníků a také slavných krajin či erotických scén. Umělci těchto městských žánrových škol vytvořili dřevořez, pomocí kterého pak tiskem rozmnožovali vytvořené obrazy. Unikátnost japonského umění vychází jednak z naprosté izolovanosti země a také z 250 mírových let v období Edo (1603–1868).

Hidejori Kanó, Javor shlížející na Takao, jeden z prvních obrazů ukazující život obyčejných lidí, polovina 16. století, rozměr 1,5×3,6 m

## Vytvoření tiskového štočku
Pro vyrobení tiskového štočku bylo potřeba nejprve najít divokou sakuru a její dřevo nařezat na desky tak, aby řez probíhal po letech. Desky se nechaly vyschnout, poté se vyhladily a napustily. Teprve po této přípravě mohl začít pracovat řezbář, jenž má v japonštině stejné označení jako sochař: čókó, horiši. Řezbář totiž pracoval stejným způsobem jako sochař – neryl do desky jako evropští dřevorytci, ale postupně odřezával dřevo mezi liniemi kresby. Tak připravil desku k tisku z výšky. Návrh budoucího obrázku dostal řezbář od nakladatele. Návrh namaloval eši na transparentním papíře černou tuší, opravy byly vyznačeny tuší červenou. Každý návrh řezbář nalepil lícem dolů na impregnovanou desku. Poté ostrým rydlem kogatana vyznačil obrysové kontury. Dřevo mezi takto vyznačenými obrysy odstranili jeho pomocníci hrubším dlátem. Vyučení tomuto preciznímu řemeslu trvalo žákům dóbori až deset let. Teprve pak dostali žáci možnost vyřezávat jemnější linky, například šatstvo a jeho ornamenty. Tvář a účesy vyřezával mistr kaširabori. Po dokončení mistr poslal černobílý obtah základního štočku malíři. Malíř na obtahu označil pomocí zkratek rozložení barev. Pro každou barvu se řezal zvláštní štoček. Aby se ušetřilo, byly sakurové desky řezané z obou stran. Také černá barva se mnohdy tiskla nadvakrát. Nejprve se tiskly jemné detaily, například účesy dam, v tmavě šedé barvě. Následně se vyřezal speciální štoček s tisíci jemnými vrypy na detaily řas a účesů. Tam, kde se vyrýval vertikální a horizontální úsek pro zobrazení sítě, moskytiéry či transparentní tkaniny, tam se používal podobný způsob. Pro dosažení přesného soutisku se používaly speciální značky hentó. Tyto lokační značky byly ve tvaru růžku a čárky na každém štočku. Na konci tohoto procesu byl tiskař suriši, který si sám připravoval barevné pigmenty a papíry. Aby se papír po nanesení barvy neroztahoval, byl předem zvlhčován.
Jedním z nejúspěšnějších umělců byl japonský grafik Hišikawa Moronobu s monochromatickými výtisky krásných žen. Barevný deskotisk se vyvíjel postupně – nejprve se barva přidávala ručně za zvláštní příplatek. Později, po roce 1740, umělci jako byl Masanobu používali k tisku barevných ploch více dřevěných bloků. Od roku 1760 vedl úspěch umělce Harunobu Suzuki a jeho nišiki-e (brokátový obrázek) k tomu, že se barevný tisk stal standardem, přičemž každý tisk byl tvořen z mnoha bloků. Znalci si cenili portréty krásek a herců vytvořených mistry jako Kijonaga Torii (1752–1815), Kitagawa Utamaro (1753–1806) nebo Tóšúsai Šaraku (1794–1795). V 19. století se proslavila dvojice mistrů, kteří byli známí svými obrázky krajin: odvážný formalista Hokusai Kacušika, jehož obraz Vlny u Kanagawy – list ze série 36 pohledů na horu Fudži, barevný dřevořez z let 1830–1831 je jednou z nejznámějších prací japonského umění. Druhým umělcem byl atmosférický a klidný Utagawa Hirošige (1797–1858), nejznámější svou sérií Padesát tři stanic na cestě Tókaidó. Po smrti těchto dvou mistrů a v důsledku technologické a sociální modernizace, která následovala po rekonstrukci období Meidži v roce 1868, produkce ukijo-e prudce poklesla. Někteří ukijo-e umělci se specializovali na tvorbu nových obrazů, ale většina prací byly deskotisky. Umělci zřídkakdy řezali své vlastní tiskové štočky, spíše byla produkce rozdělena mezi tiskaře, řezbáře a vydavatele, kteří díla financovali, propagovali a distribuovali. Ukijo-e bylo ústředním bodem pro utváření západního vnímání japonského umění koncem 19. století – zejména pro obrázky krajin umělců Hokusaie a Hirošigy. Japonské umění mělo významný vliv na rané impresionisty, jako jsou Degas, Manet a Monet, stejně jako na postimpresionistické malíře jako například van Gogha nebo na secesní umělce jako byl Toulouse-Lautrec. Dvacáté století vidělo oživení v japonském tisku: žánr šin-hanga (nové tisky) využil západní zájem o tisky tradičních japonských scén a trend sósaku-hanga (tvůrčí tisky) propagoval individualistické práce navržené, vyřezané a vytištěné jediným umělcem. Od konce 20. století pokračují tisky v individualistickém stylu, často vyrobené technikami dováženými ze západu.

Výběr ze série Padesát tři stanic na cestě Tókaidó, Utagawa Hirošige, zvaný též Andó Hirošige
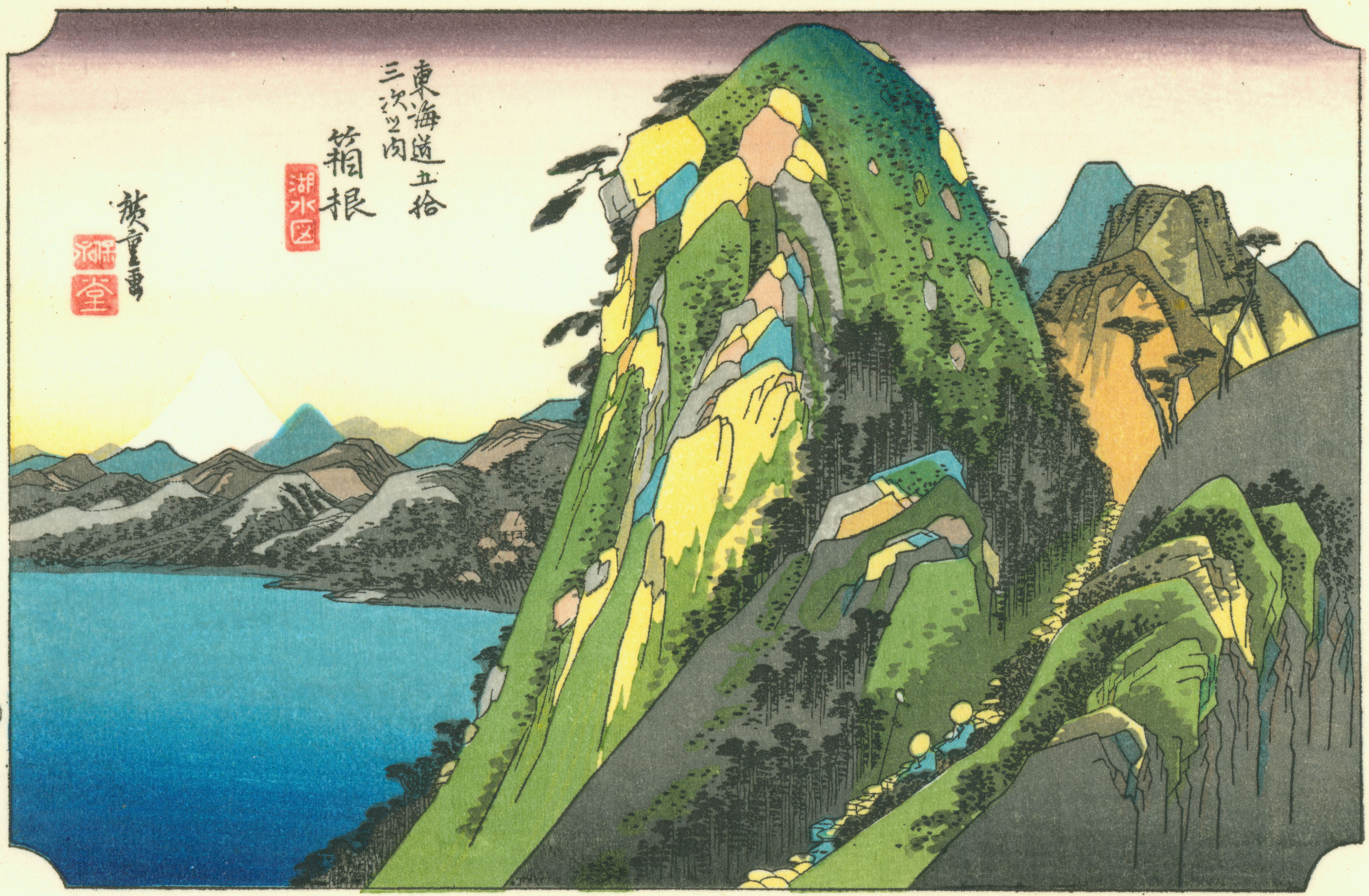
Tisk č. 11: Vysoké skály u jezera Hakone
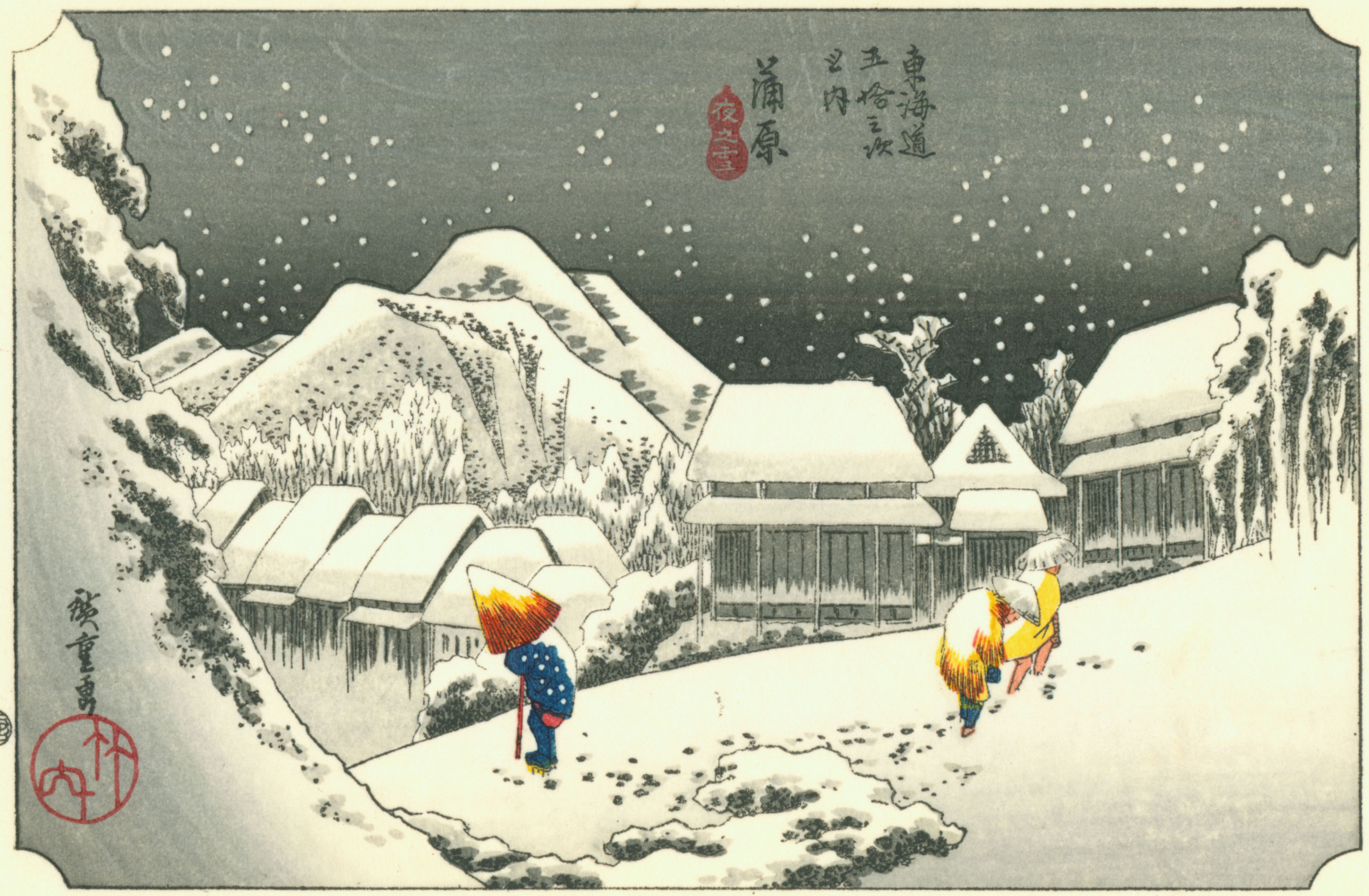
Tisk č. 16: Vesnice pod sněhem – Kanbara
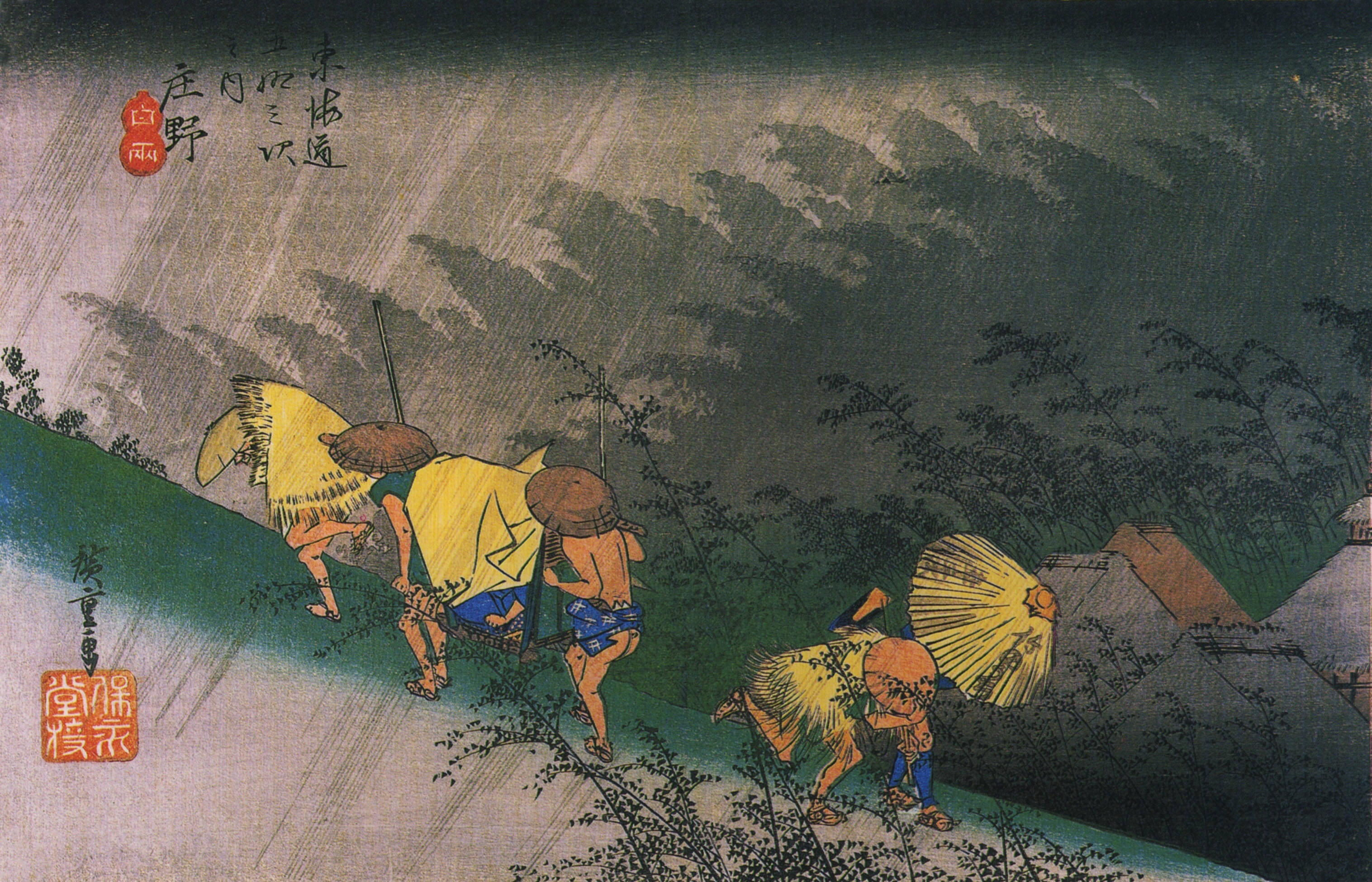
Tisk č. 46: Dešťová přeháňka u Šóno

## Historické počátky
Japonské umění od období Heian (794–1185) sledovalo dvě hlavní cesty: nativistickou a tradiční jamato-e, zaměřenou na japonská témata, nejlépe známou prací školy Tosa; a kara-e inspirovanou čínským uměním. Japonské umění nacházelo své patrony v aristokracii, vojenských vládách a náboženských autoritách. Až do 16. století nebyly hlavními tématy malby životy obyčejných lidí, ale práce umělců byla luxusní položkou určenou jen pro vládnoucí samuraje a bohatou obchodní třídu. Teprve později, když střední třída zbohatla, obrázky si objednávali i měšťané, včetně levných monochromatických obrazů krásných žen, divadelních scén a obrázků s výjevy z okresů potěšení, z oblastí, kde existovaly nevěstince povolené vládou. Rozsah produkce těchto šikomi-e byl původně omezen ruční výrobou, ale po rozšíření dřevotisku se produkce výrazně zvýšila.

Ukázky umění Ukijo-e
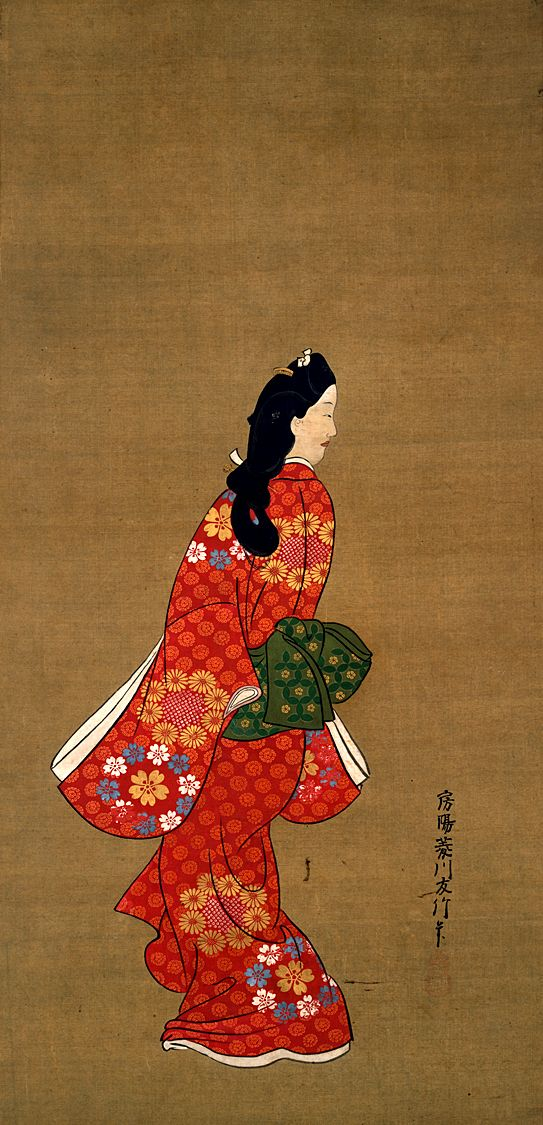
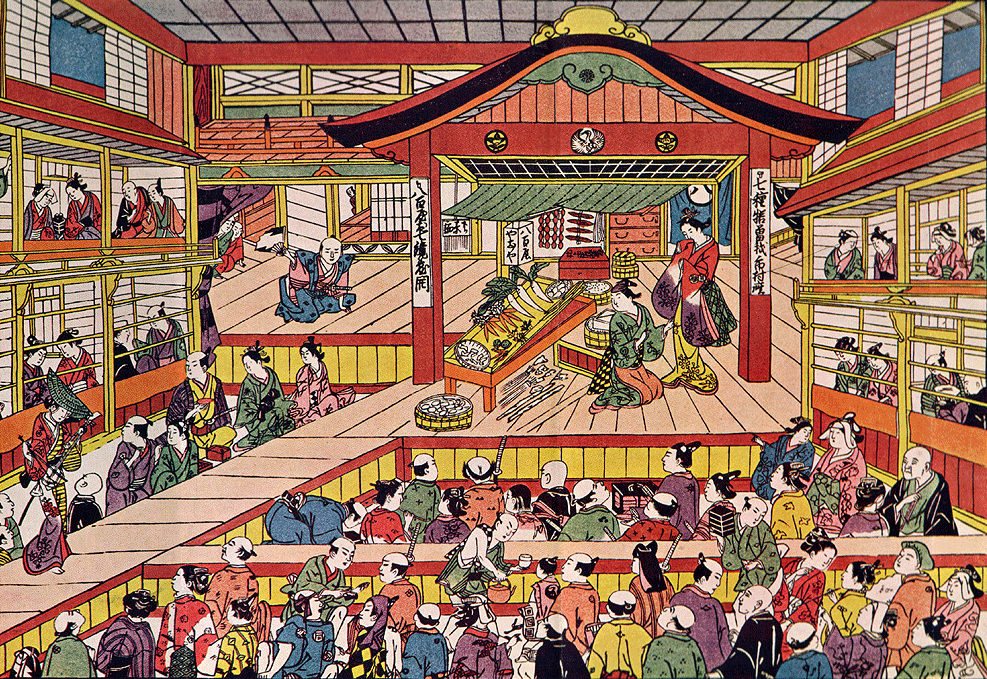
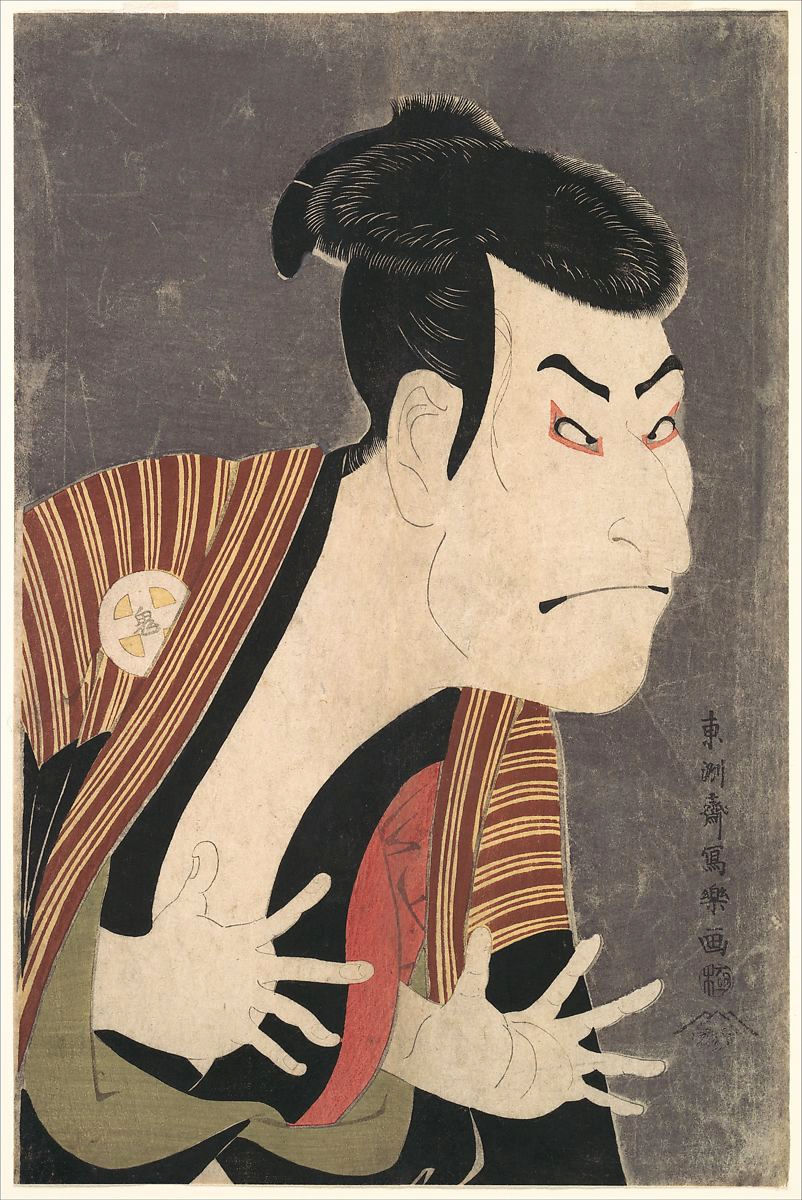
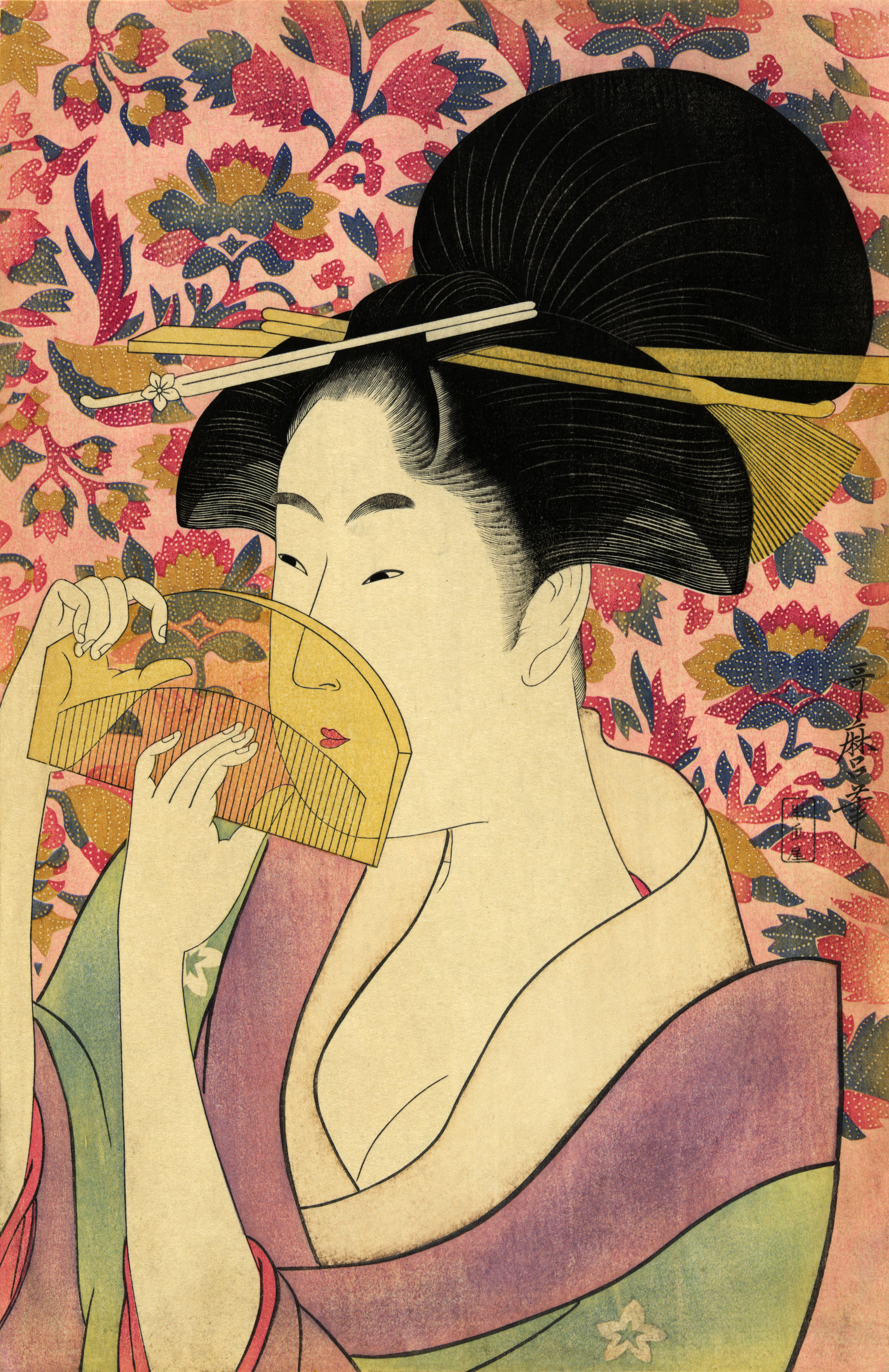
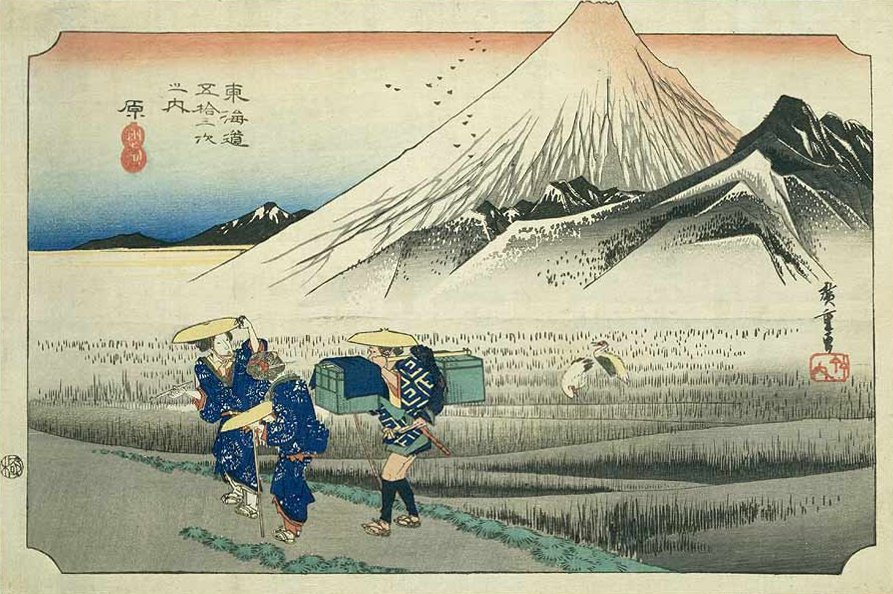
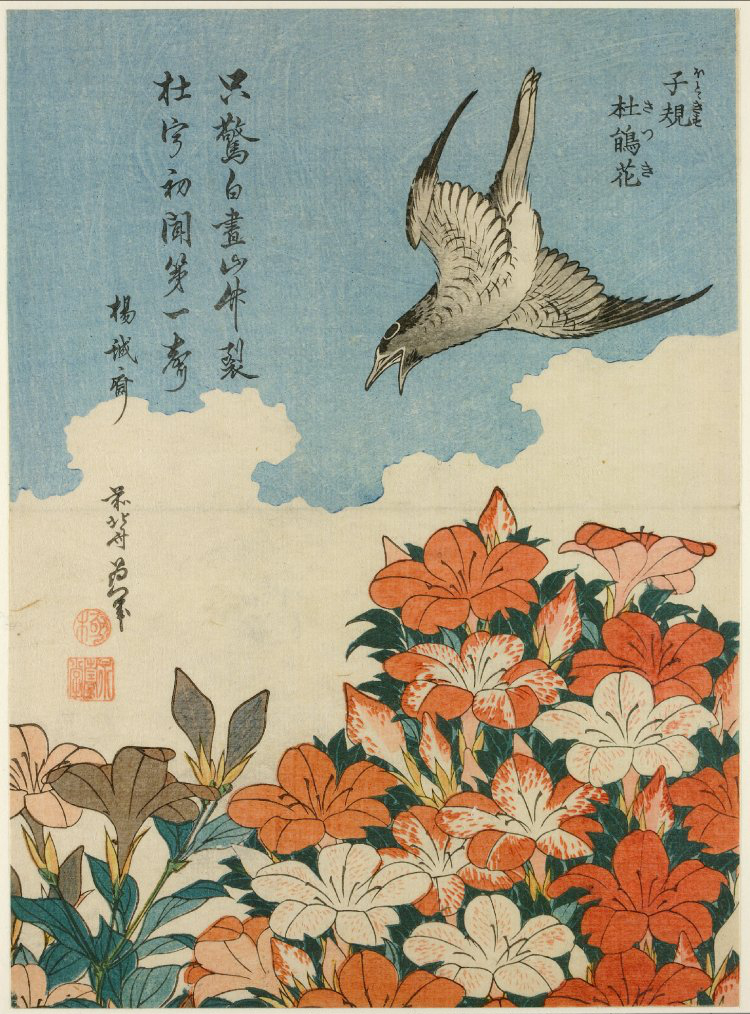
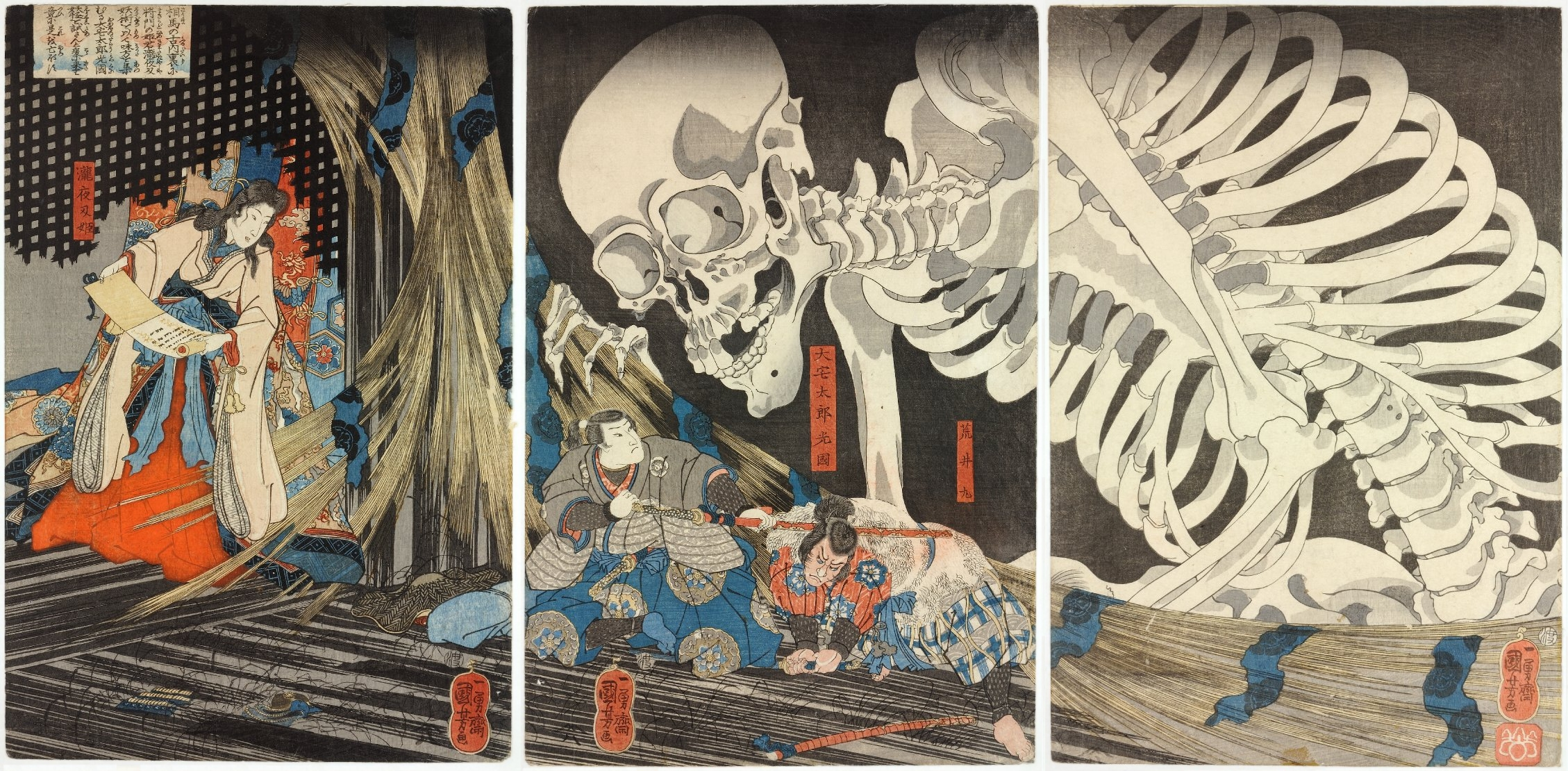

Popis obrázků v galerii:
- Ohlížející se kráska, Hišikawa Moronobu, pozdní 17. století
- Divadlo kabuki, Okumura Masanobu, mezi 1741–1744
- Onidži Ótani III. v roli sluhy Edobei, nišiki-e, barevný tisk, Tóšusai Šaraku, 1794
- Hřeben, Kitagawa Utamaro, 1798
- 13. obraz, série Padesát tři stanic na cestě Tókaidó, Utagawa Hirošige, 1833–1834
- Kukačky a azalky, Hokusai Kacušika, 1828
- Princezna Takijaša vystrašená kostlivcem, Utagawa Kunijoši, asi  1844

Během období občanské války, období Sengoku od konce 15. do počátku 17. století se vyvinula třída ekonomicky i politicky silných obchodníků. Tito maši-šú (označení pro bohaté měšťany v oblasti Kamigata v období Momojama a raném Edu, kteří se snažili vyrovnat aristokracii) podporovali umění, neboť si mohli dovolit utrácet peníze za obrazy. Jejich podpora vzbudila oživení v klasickém umění v pozdním 16. a raném 17. století. Na počátku 17. století sjednotil zemi Iejasu Tokugawa (1543–1616). Byl jmenován šógunem s nejvyšší mocí nad Japonskem. Za hlavní město své vlády zvolil malou rybářskou osadu Edo, dnešní Tokio. Spolu s ním se sice k moci dostali vojenští diktátoři, ale v zemi po dlouhém období válek zavládl mír. Centralizovaný šógunát ukončil moc maši-šú a rozdělil obyvatelstvo na čtyři společenské třídy, s vládnoucí samurajskou třídou na vrcholu a obchodní třídou na dně. Maši-šú byli sice zbaveni politického vlivu, ale dále těžili z ekonomického rozvoje a jejich rostoucí bohatství jim dovolovalo užívat si volný čas, který trávili často v okresech potěšení jako byla čtvrť Jošiwara v Edu a také sbíráním uměleckých děl k výzdobě svých domovů, což dříve bylo mimo jejich finanční možnosti.
Nejstarší dochované dřevoryty pocházejí z 8. století a vztahují se k buddhismu. Dřevoryt zavedl Hjakumantó Darani (rok 770). Japonská císařovna Kóken nechala tisknout buddhistická zaříkadla, vložit je do miniaturních pagod a poručila rozeslat je do deseti buddhistických chrámů, aby ochránily zemi a její vládu. Další dřevoryty se dochovaly z 12. století na vějířích zdobených figurální malbou ve stylu jamato-e. Obrázky byly na vějíře nejprve předtištěny a poté znovu domalovány. Další dochované památky také souvisejí s buddhismem, nesou už skutečné znaky stylu jamato-e, podle školy Tosa, jenž byla uměleckou školou u císařského dvora. Až do 17. století byl takový deskotisk vyhrazen pouze pro buddhistické pečetě a obrazy či potřeby vysoké aristokracie. Nejstarší tištěné knihy se objevily počátkem 17. století. Knihy ze Saga, zvané saga-bon vznikaly technikou černobílého dřevořezu. Kaligraf Honami Kóecu a kjótský patricij Soan Suminokura  (1571-1632), který byl pověřen obchodem s Čínou, měl tedy možnost seznámit se s čínskými tisky a jejich pohyblivými dřevěnými typy, se rozhodl rozšířit tuto techniku i v Japonsku. Kombinoval tištěný text a obrazy v adaptaci Příběhy Ise (1608) a dalších literárních dílech. Během období Kan'ei  (1624–1643) vycházely ilustrované knihy lidových pohádek, podle převládající barvy tisku nazývané knihy zelené a růžové zvané tanrjoku-bon, což byly první masově vyráběné knihy vytvářené dřevotiskem. Tištěné kanazóši byly obrázky ukazující kypící život v novém hlavním městě. Přestavba Edo následující po velkém požáru v roce 1657 byla příležitostí pro modernizaci města a byznys s vydáváním ilustrovaných tištěných knih se rychle rozvíjel.

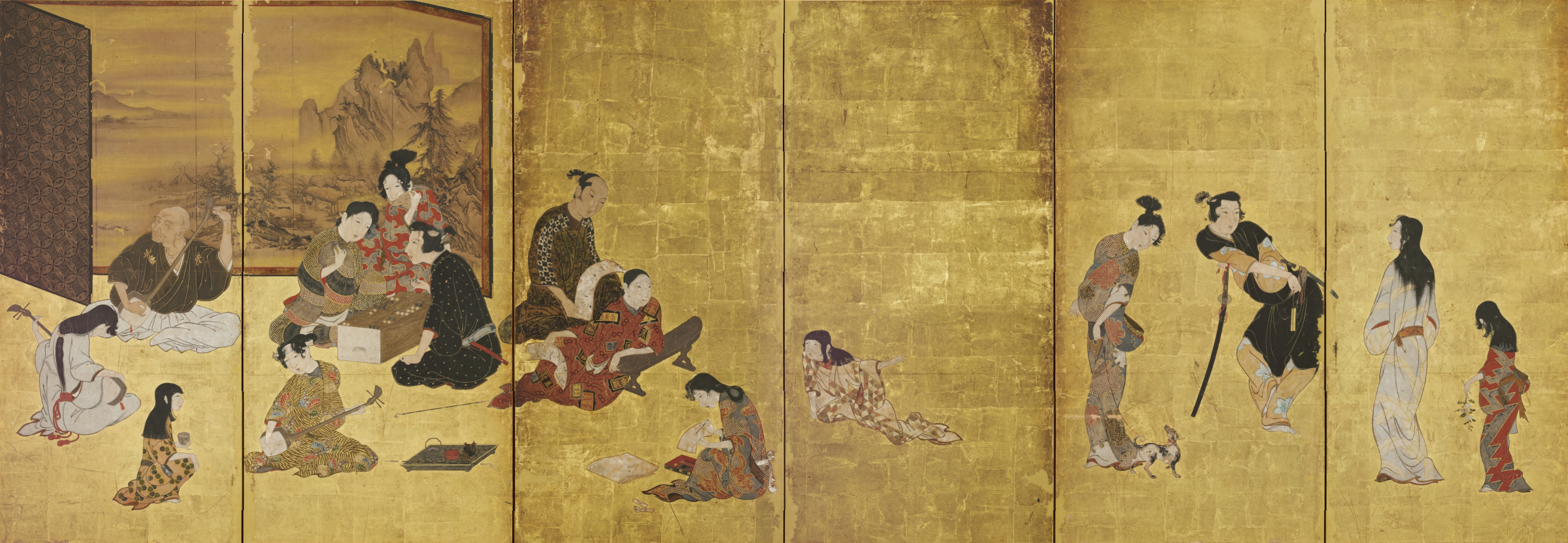
Hikone Screen, japonská skládací zástěna s hrajícími si postavami na zlatém pozadí, může být nejstarší dochovaná ukijo-e práce (asi 1624–1644)

### Vznik ukijo-e (konec 17. století – rané 18. století)
Kolem roku 1661 získávaly na popularitě závěsné svitky kakemono-e, což byl svitek s kaligrafií či malbou určený k zavěšení, používaný od počátku japonského písemnictví v 8. století. Ve 13. století byly oblíbené tušové malby suiboku-ga a od 17. století obrázky ukijo-e, často s portréty krasavic bidžin-e. Známý je svitek Portréty kanbunských krásek pocházející z období Kanbun (1661–1673) od neznámého autora. U většiny těchto obrazů není autor znám. Jsou označovány jako počátky ukijo-e. Obrazy Iwasa Matabei (1578–1650) se malbě stylu ukijo-e už velmi podobají. Učenci nesouhlasí s tím, zda je Matabeiova práce sama o sobě už ukijo-e, ale tvrzení, že byl zakladatelem žánru je mezi japonskými učenci celkem běžné. Někdy je tomuto umělci připisován i neautorizovaný obraz Hikone screen. V odezvě na rostoucí požadavky dostupnosti ukijo-e obrazy umělec Moronobu Hišikawa  (1618–1694) produkoval v roce 1672 první tisky ukijo-e. Jeho úspěch byl tak velký, že začal svou práci podepisovat – byl první z knižních ilustrátorů, kteří tak učinili. Jako ilustrátor byl velmi plodný, pracoval v široké paletě žánrů a ovlivnil styl zobrazování ženské krásy na mnoho let dopředu. Jeho významným počinem také bylo to, že nevytvářel pouze knižní ilustrace, ale tiskl i jednotlivé listy, které mohly existovat samostatně nebo být součástí série. Škola Moronobu přilákala velké množství stoupenců, stejně jako jeho imitátorů jako byl například Džihé Sugimura. To samo o sobě signalizovalo začátek popularizace nového umění. Umělci Torii Kijonobu I. a Ando Kaigecudó se stali pokračovateli Moronobuova stylu po jeho smrti, ačkoli ani jeden z nich žákem jeho školy nebyl. Zaměřili se na zobrazení lidské postavy – herců divadla kabuki v malbě jakuša-e (obrazy herců), volné listy zobrazující celé figury herců podle umělecké školy Torii. Ando Kaigecudó a jeho následovníci vytvořili stereotypní typ obrazu ženy, jehož design a pozice postavy se stal standardem. Postarali se také o masovou produkci a popularita jejich tisků vyvolala poptávku po obrazech, které využívali i ostatní umělci. Škola Kaigecudó a její populární Kaigecudó krása skončila po malířově nuceném exilu, když se v roce 1714 zapletl do skandálu Edžima-Ikušima.

Ranní mistři ukijo-e
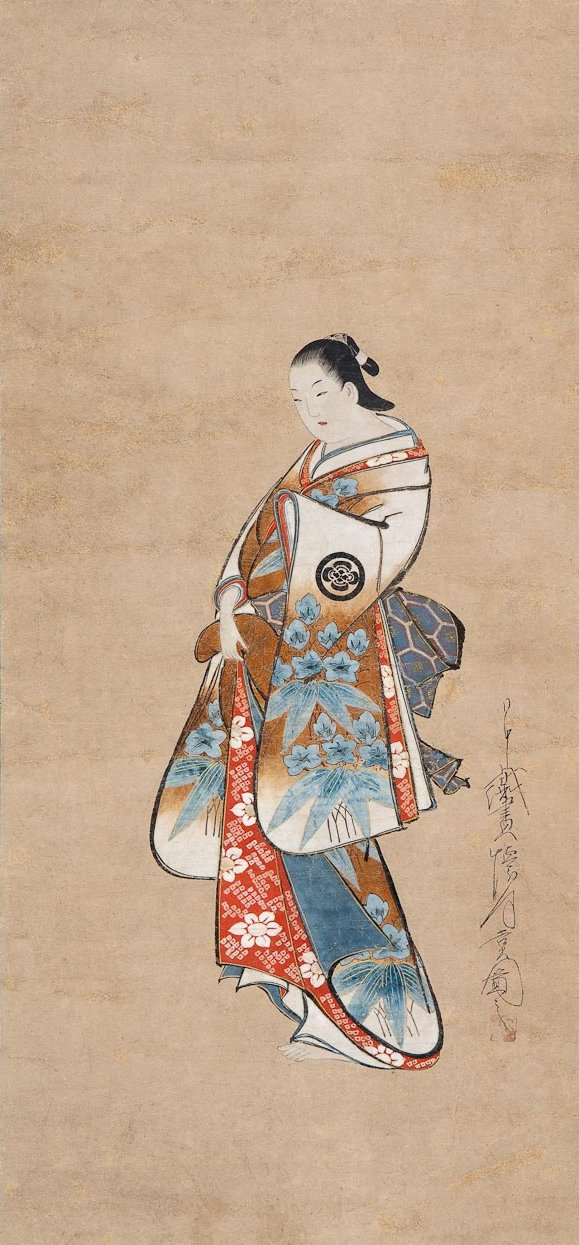
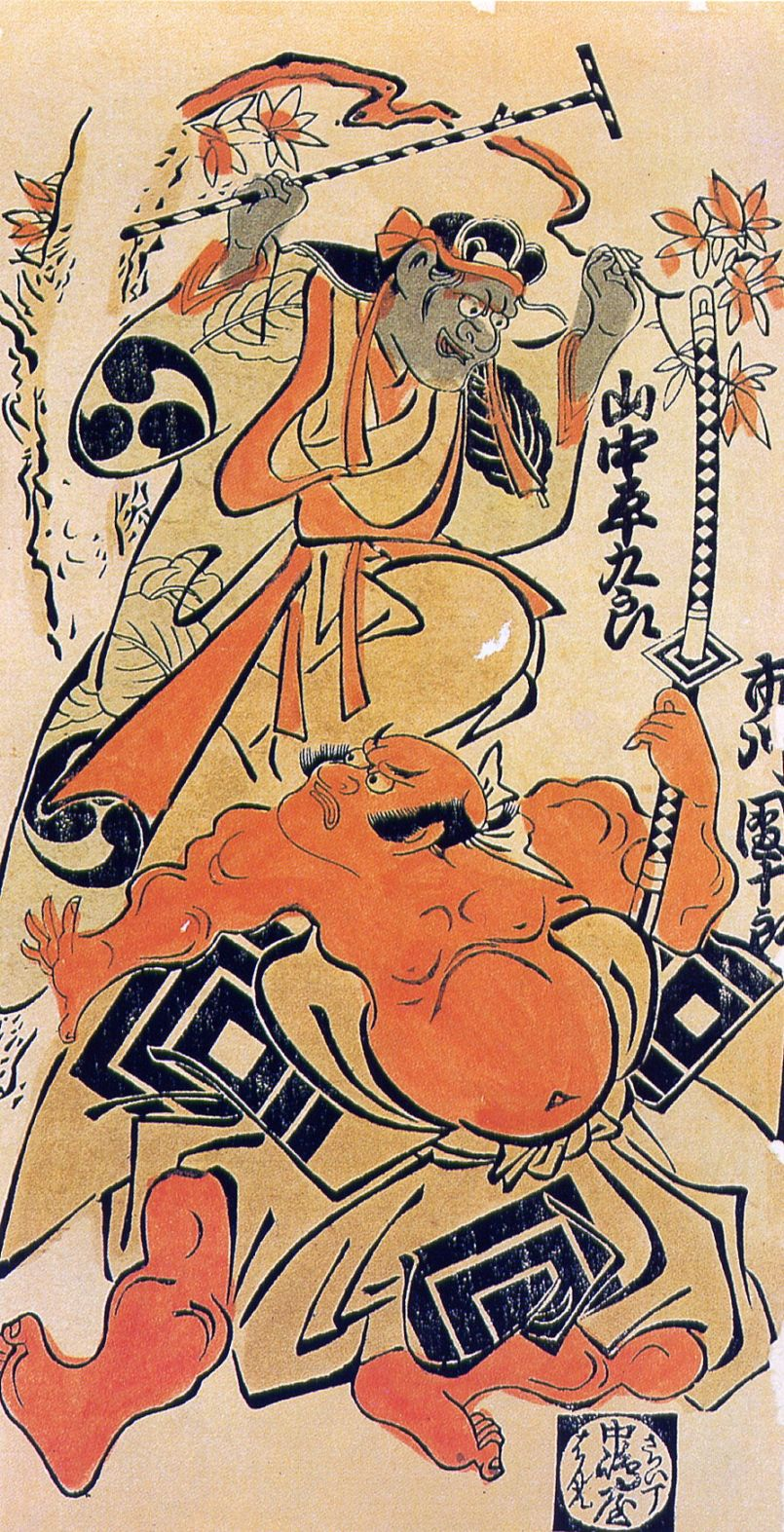
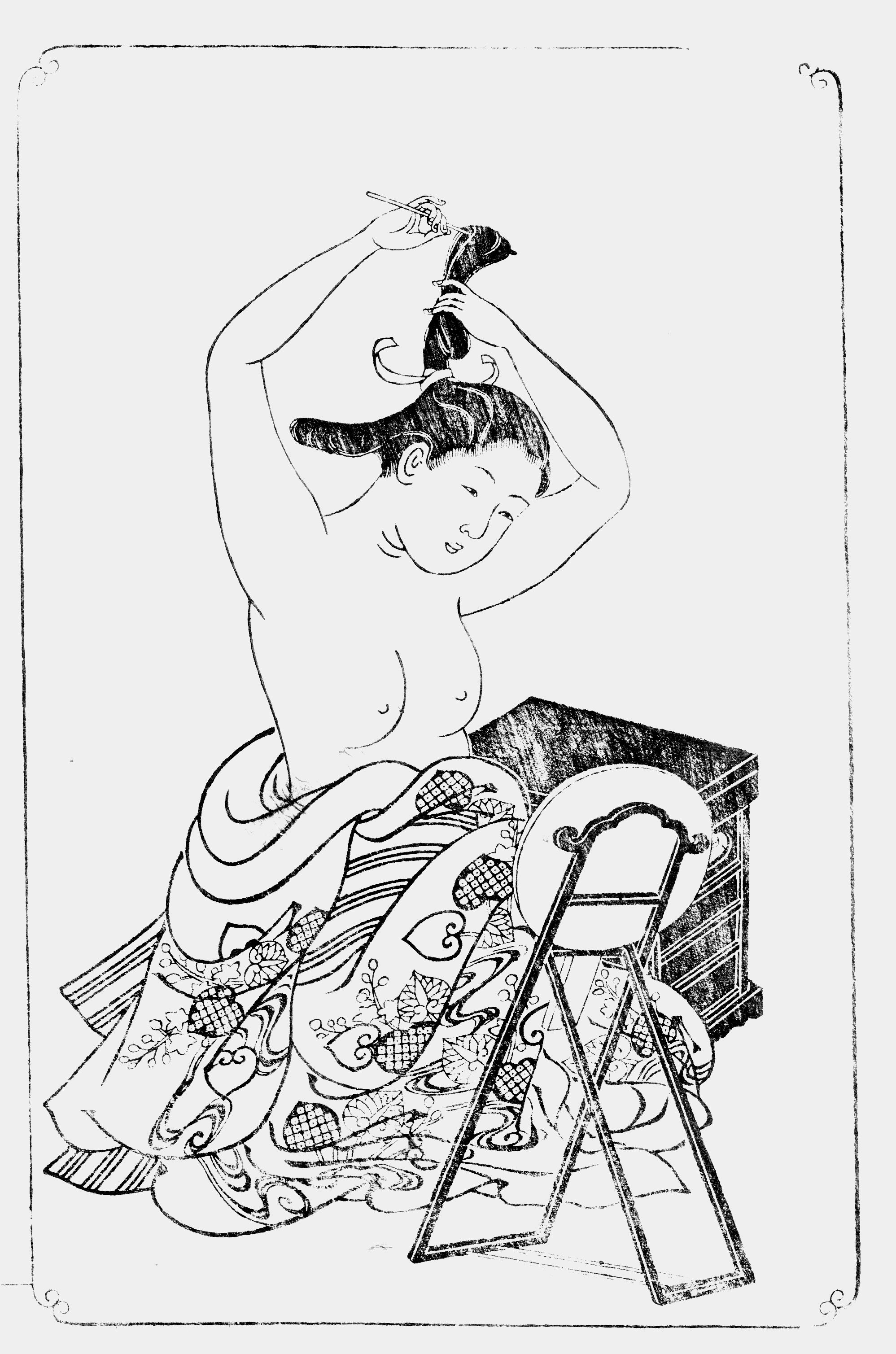
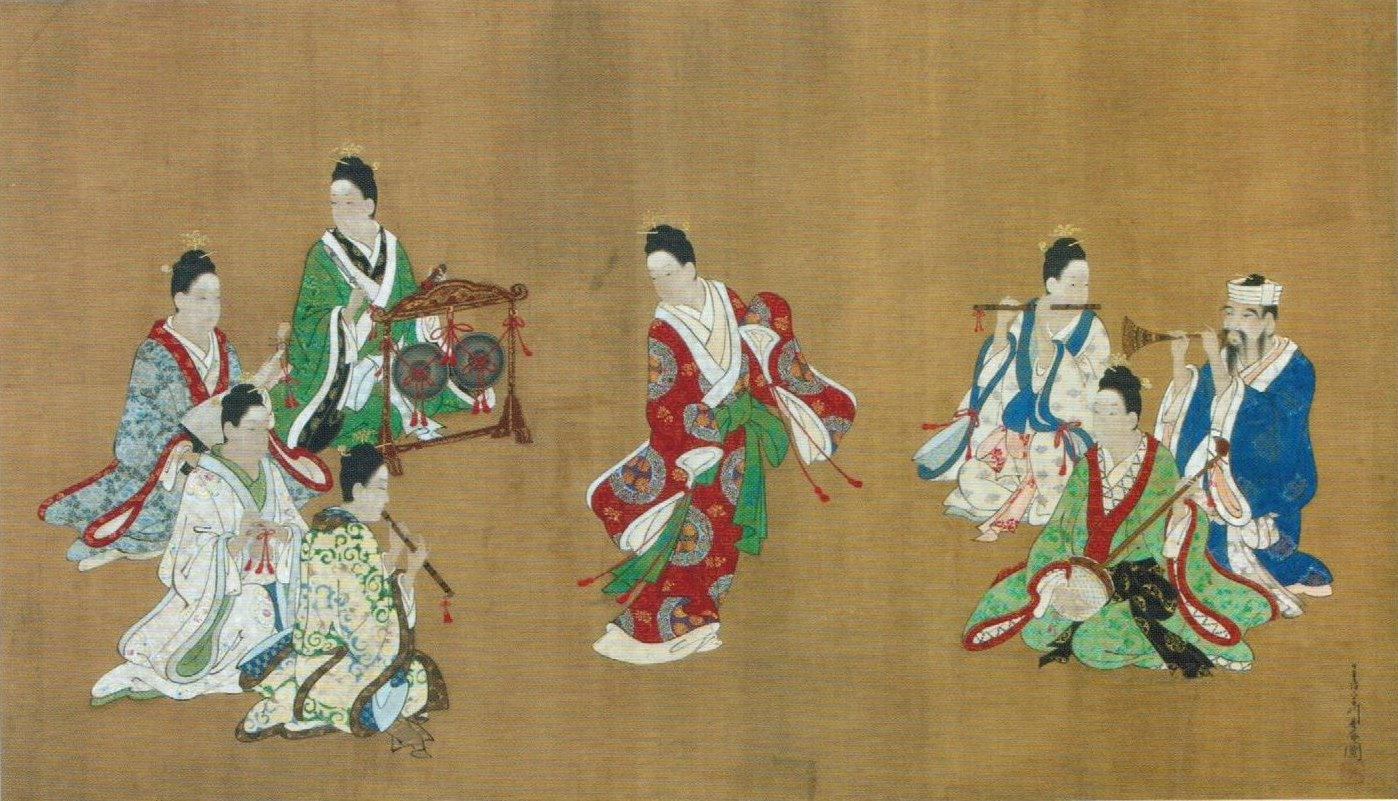
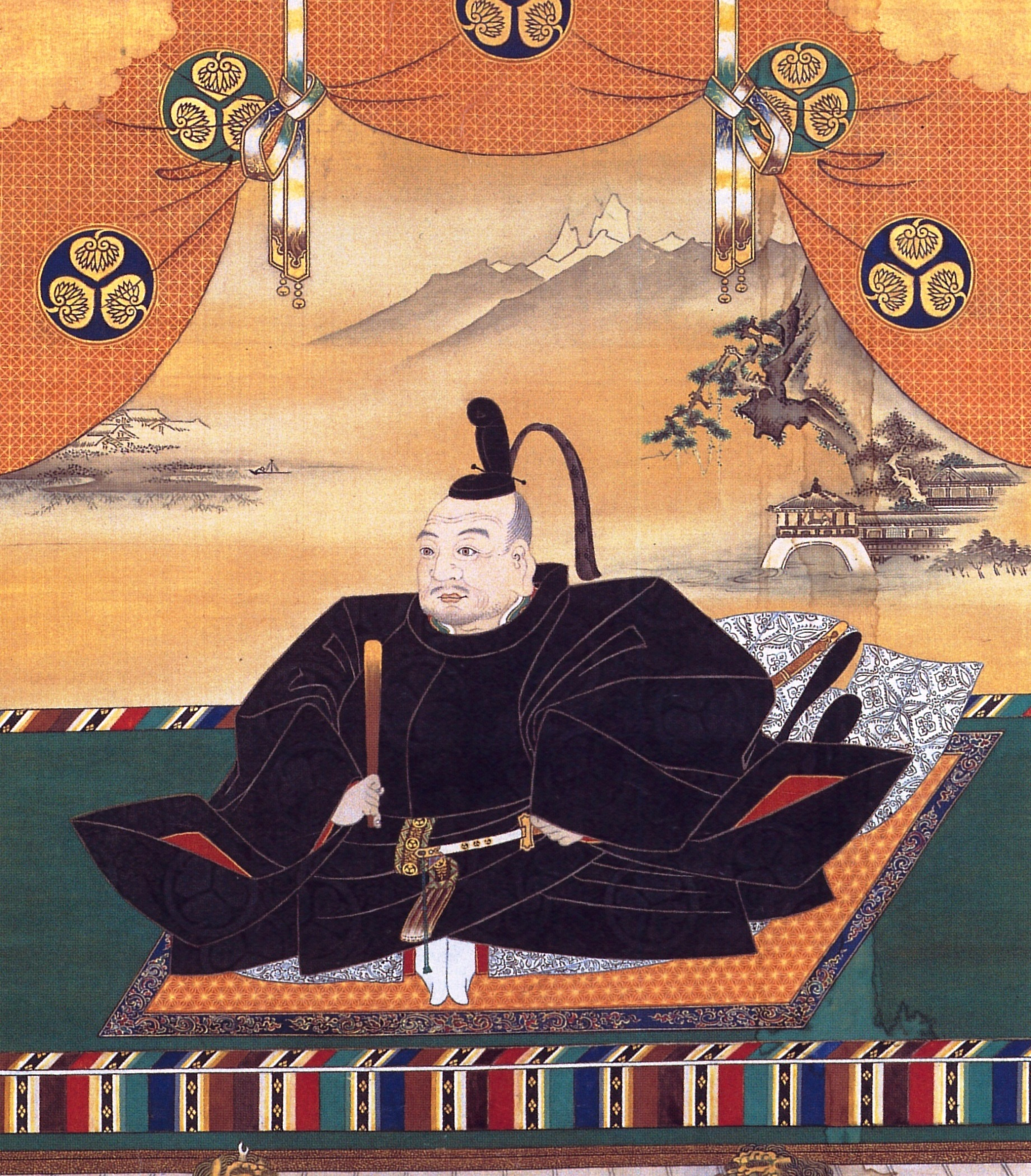
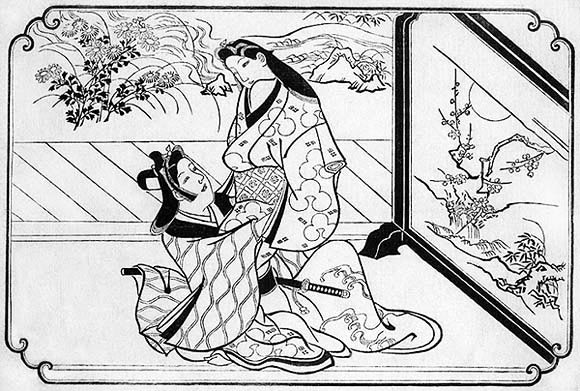

Popis obrázků v galerii:
- Stojící kurtizána, Kaigecudo Ando, 1705–1710
- Herci, Torii Kijonobu I., 1714
- List ze Asakayama E-hon, Nišikawa Sukenobu, 1739
- Tanečník a muzikanti z Rjúkjú, Mijagawa Chóšun, asi 1718
- Šógun Tokugawa Iejasu, zakladatel dnešního Tokia, počátek 17. století, produkce Škola Kanó, Kanó Tan'jú
- Černobílý dřevoryt, milenci v přepychovém oděvu, Hišikawa Moronobu, 1670–1680

Kjótský rodák Nišikawa Sukenobu (1671–1750) maloval technicky rafinované obrazy kurtizán. V roce 1722 byl považován za mistra erotických portrétů. Je možné, že mnohé práce vytvořil on, přestože obrazy byly v oběhu pod různými jmény autorů. Sukenobu strávil většinu své kariéry v Edo a jeho vliv byl značný také v Kantó v regionu Kansai. Obrazy umělce Mijagawy Chóšuna (1683–1752) zobrazovaly život 18. století, umělec používal jemné barvy a nevytvářel žádné tisky. Škola Mijagawa, kterou založil na počátku 18. století, se specializovala na romantické malby. Její styl byl rafinovanějším v linii a barvě než škola Kaigetsudó. Chóšun povoloval svým žákům větší uměleckou svobodu. Z této školy vyšel i umělec Hokusai Kacušika.

### Barevné tisky (polovina 18. století)
Pro speciální zakázky byla v nejstarších monochromatických tiscích barva přidávána ručně. Poptávka po barvě na počátku 18. století byla uspokojena malbou s tan-e, pigmentem vyrobeným z červeného olova smíšeného se sírou. Tisklo se ručně, tónovalo se oranžovou a někdy zelenou nebo žlutou barvou. Obliba růžové barvy vedla k typu obrázků beni-e, tzv. rumělkových obrázků, což byly ručně kolorované tisky 17. a počátku 18. století. Později se používal inkoust podobný laku, tak vznikaly obrázky uruši-e. Specialista na tuto techniku z počátku 18. století, kdy se do ručního kolorování přidával i černý lak, byl Okumura Masanobu (přibližně 1683–1783). První vícebarevné tisky benizuri-e vznikaly ve 40. a 50. letech 18. století. Byly tištěné ze dvou až tří štočků, pro každou barvu se vyřezával zvláštní štoček. Na obrázku převládala růžová. Tam kde rumělka beni nebyla byla použita, se užívá název benigirai-e – obrázky bez beni.
Popularita a umění Okumury Masanobu hrála velkou roli v období rychlého technického vývoje tisku od konce 17. do poloviny 18. století. V roce 1707 Masanobu založil obchod a kombinoval prvky předních současných škol v širokém spektru žánrů, i když on sám nepatřil k žádné škole. Jednou z jeho inovací tohoto žánru bylo vložení perspektivního pohledu do ukijo-e, čímž vytvořil styl uki-e (ubíhavé obrázky, obrázky s perspektivou), i když s menší důsledností než bylo perspektivní zobrazení užívané v Evropě. Masanobu sám sebe považoval za inovátora.
Žánr ukijo-e dosáhl vrcholu v pozdním 18. století s možností plně barevného tisku, vyvinutého v Edo, kam se vrátila po dlouhé době ekonomické deprese prosperita pod správou Tanuma Okitsugu, hlavního poradce šoguna Tokugawy, jenž zavedl úspěšné ekonomické reformy. Tyto populární barevné tisky se nazývají nišiki-e, či brokátové obrazy, neboť jejich brilantní barvy se podobaly importovaným čínským brokátům Šuchiang, známým v japonštině jako Šokkó nišiki. Jako první se objevily drahé kalendáře, potištěné několika štočky na velmi jemném papíru neprůhlednými inkousty. Tyto kalendáře měly počet dnů za každý měsíc skrytý v designu a byly posílány jako osobní pozdravy ke zvláštním příležitostem, například k Novému roku. Kalendáře nesly proto spíše jméno dárce než jméno umělce. Bločky pro tyto tisky byly později znovu použity pro komerční produkci, došlo k vyhlazení jména dárce a jeho nahrazení jménem umělce.
Suzuki Harunobu (1725–1770) patřil mezi první umělce, kteří realizovali expresivní a složité barevné vzory, vytvořené až desítkami samostatných štočků pro zpracování různých barev a polotónů. Jeho zdrženlivé, půvabné tisky vyvolaly vzestup klasicismu waka poezie a malby jamato-e (obrazy z Jamata, klasický styl japonské malby, užívaný od 9. století, tušová obrysová malba, kolorovaná krycími barvami a zlatem, vyhrazená pro malbu figur pro palácové interiéry). Harunobu byl dominantním a velmi plodným ukijo-e umělcem své doby. Úspěch jeho plně barevného nišiki-e z roku 1765 vedl k prudkému poklesu poptávky po méně barevných benizuri-e a uruši-e, stejně jako ručně kolorovaných obrázků.
Po Harunobuově smrti v roce 1770 umělec Kacukawa Šunšó (1726–1793) a jeho škola produkoval portréty herců divadla kabuki s větší věrností jejich skutečné podoby než byl idealizovaný pohled Harunobu. Další umělci jako Isoda Korjúsai (1735–1790) a Šigemasa (1739 – 1820) byli prominentními portrétisty žen. Posunuli ukijo-e od dominance Harunobova idealismu k většímu realismu, zaměřili se na současný městský život, módu a zobrazovali současné skutečné kurtizány a gejši. Korjúsai byl pravděpodobně nejplodnější ukijo-e umělec 17. století, vytvořil větší množství obrazů a tiskových sérií než kterýkoli jeho předchůdce. Škola Kitao, kterou Šigemasa založil, byla jednou z dominantních škol posledního desetiletí 18. století.
V roce 1770 Utagawa Tojoharu produkoval množství uki-e tisků s použitím perspektivy. Převzal tento způsob zobrazení, který unikl jeho předchůdcům, od západních umělců. Tojoharova práce pomohla vložit do žánru ukijo-e obraz krajiny. Do té doby byla krajina pouhým pozadím pro zobrazení postav. V 19. století byl západní styl používání perspektivy japonskou uměleckou kulturou zcela absorbován. Umělci jako Hokusai a Hirošige, kteří se později stali žáky školy Utagawa, kterou Tojoharu založil, používali perspektivu k vytvoření skvělých obrazů krajin. Tato škola se stala jednou z nejvlivnějších a produkovala daleko širší paletu žánrů než kterákoli jiná škola.

Umělci ukijo-e, počátek 18. století
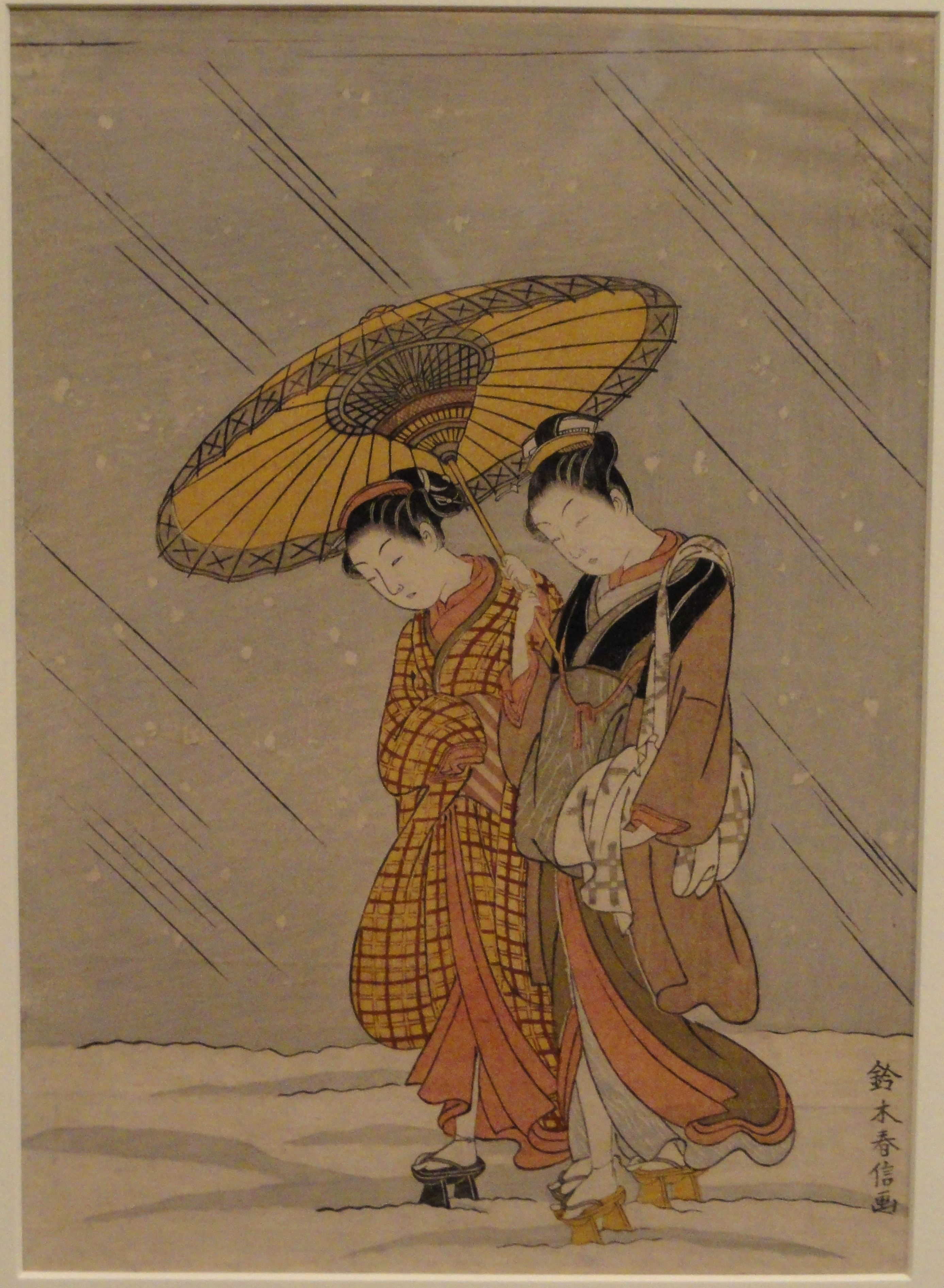
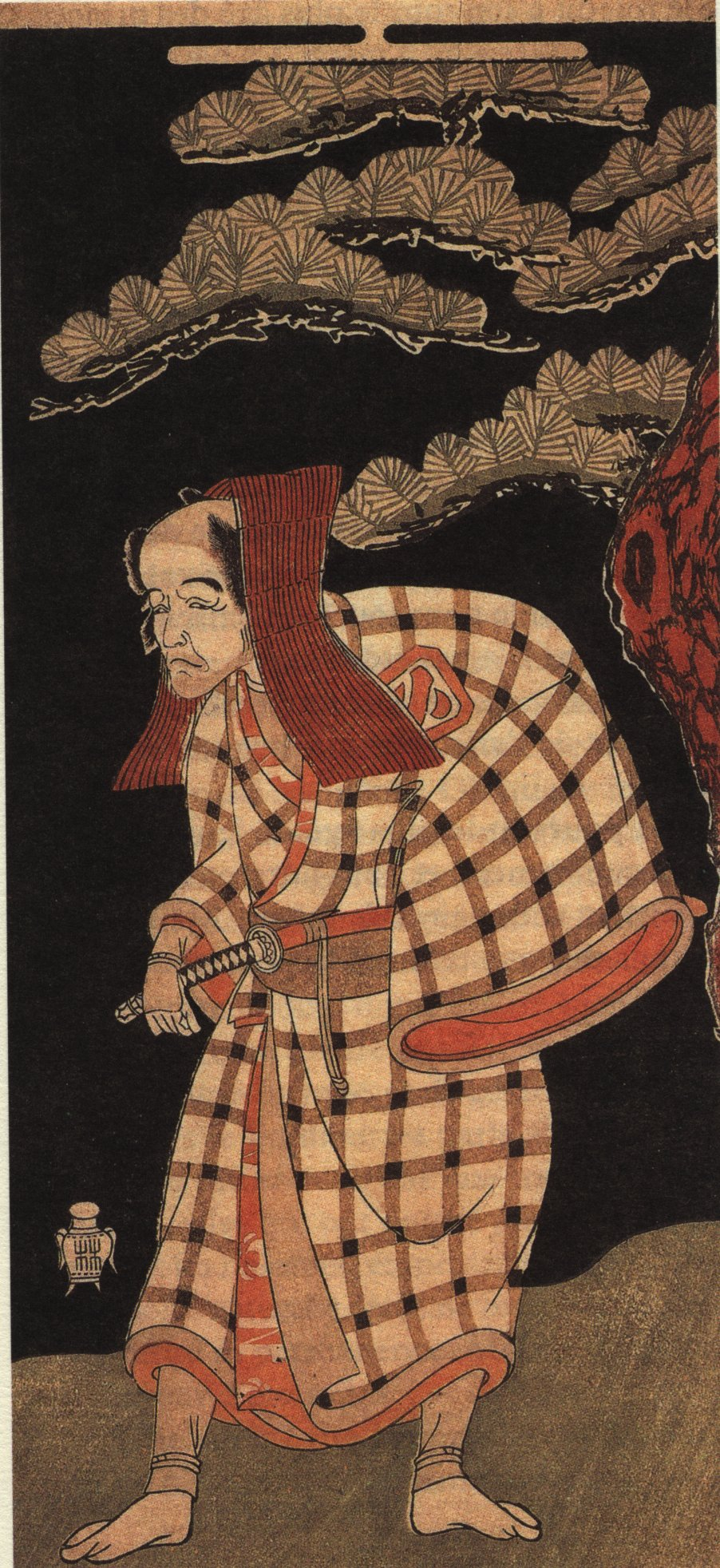
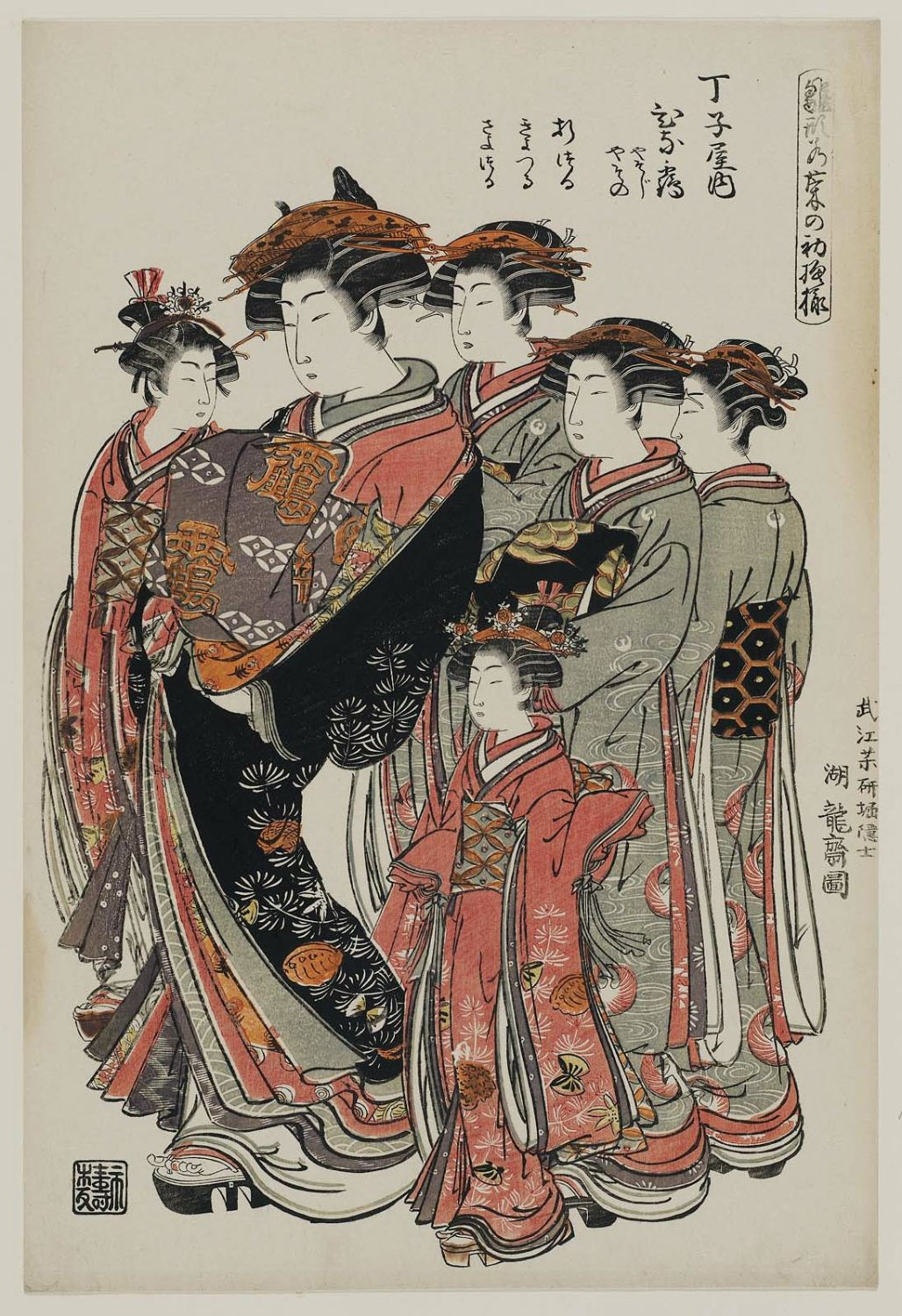
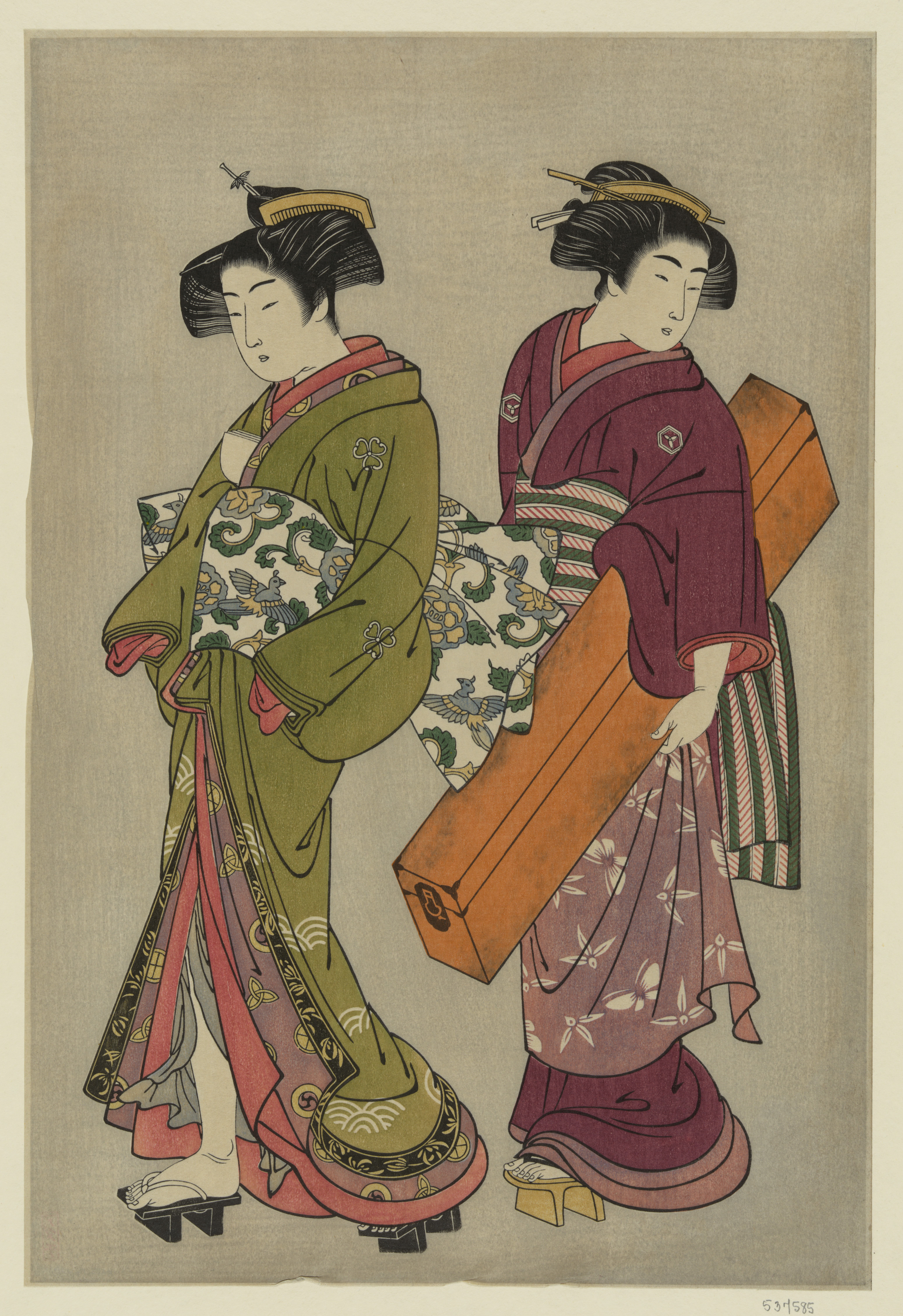
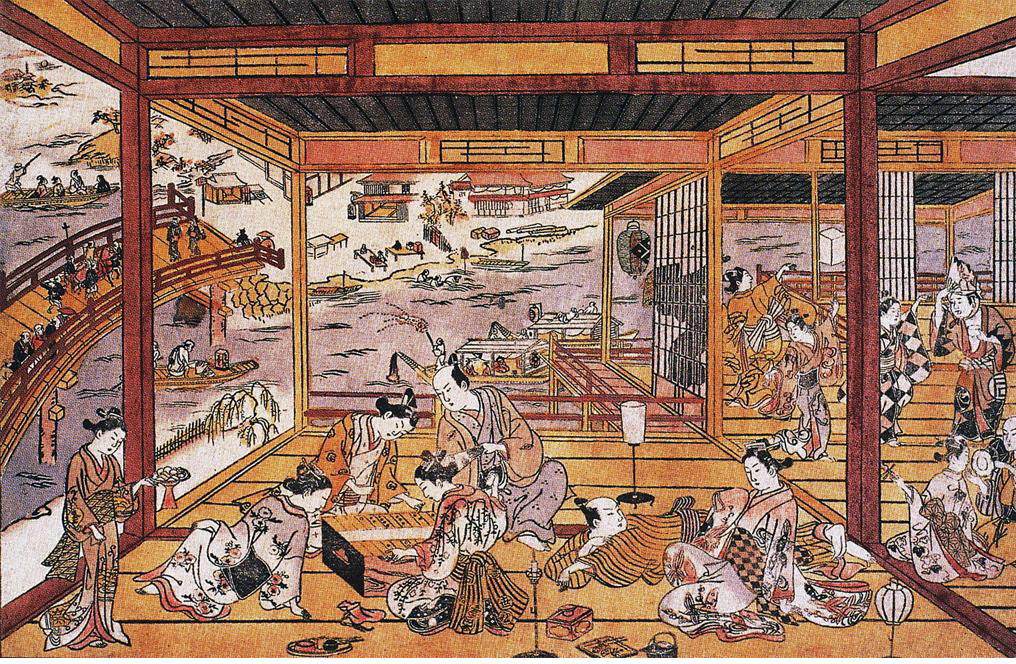
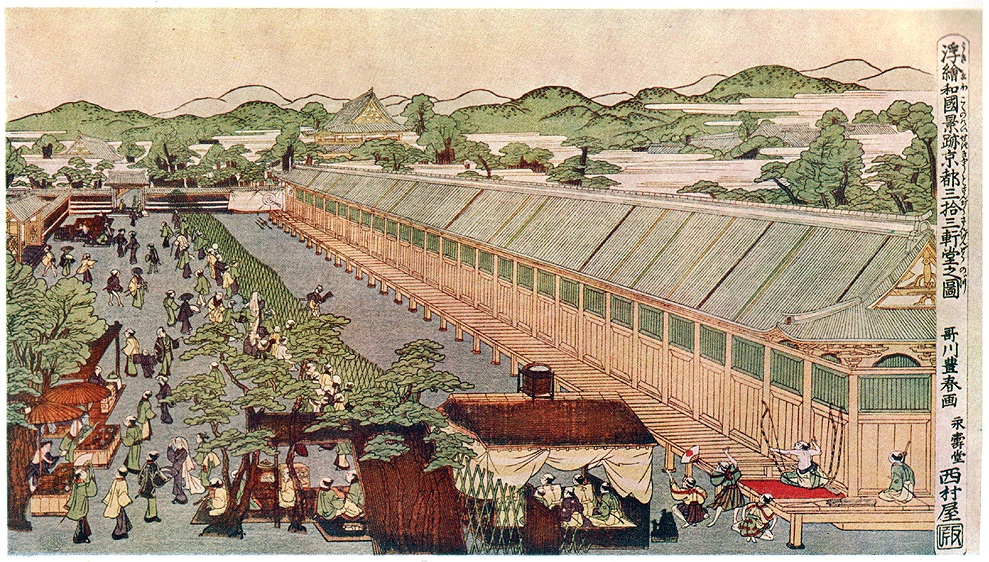

Popis obrázků v galerii:
- Pár ve vánici, umělec Suzuki Harunobu, 1768
- Kabuki herec Araši Otohači v roli Ippona Saemona ve hře Otokoyama Yunzei Kurabe v divadle Ičimura, umělec Šunšo Kacukawa, 1768
- Ukijo-e tisk ze série Módní modely: Novoroční design tak svěží, jako mladé listí, umělec Isoda Kóryúsai, kolem 1778–1780
- Gejša se služkou nesoucí šamisen, umělec Kitao Šigemasa, 1777
- Klidný večer u mostu Ryógoku, v západním stylu, umělec Okumura Masanobu, kolem roku 1745
- Obrázek s užitím perspektivy v západním stylu, umělec Tojoharu Utagawa, 1772–1781

### Vrchol období (pozdní 18. století)

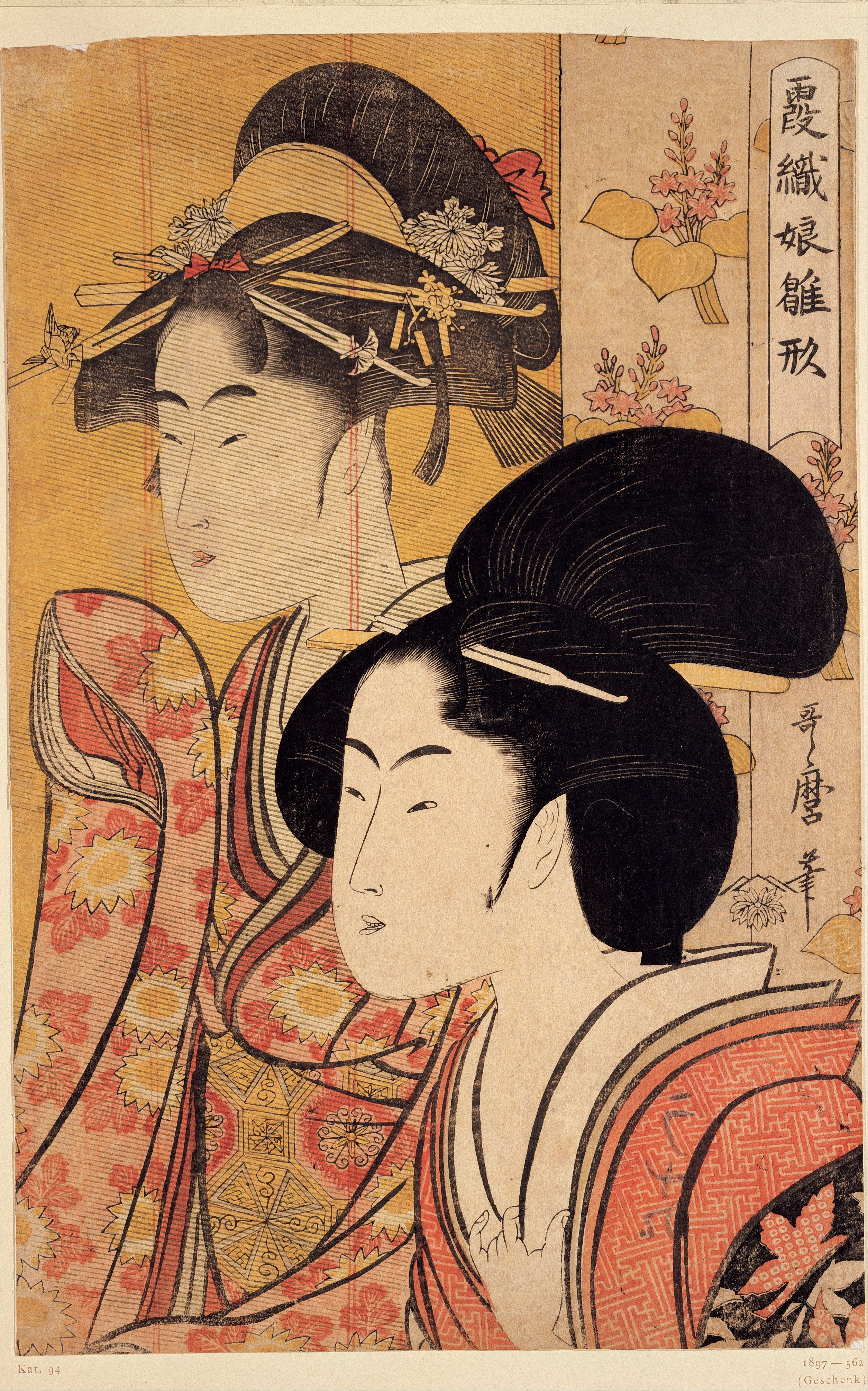
Dvě krásky s bambusem, Kitagawa Utamaro

Koncem 18. století přišly těžké ekonomické časy, přesto umění ukijo-e bylo na vrcholu co do množství a kvality. Obzvláště období Kansei (1789 – 1791) přineslo žánru nové zaměření na krásu a harmonii. Během příštího století však nastal umělecký úpadek, došlo k dekadenci a disharmonii. Reformy v období Meidži ukončily ekonomickou stagnaci. V roce 1853 v přístavu Edo zakotvil komodor Matthew Calbraith Perry s požadavkem, aby Japonsko otevřelo své přístavy mezinárodnímu obchodu. Tak se země otevřela Západu. V roce 1780 Kijonaga Torii (1752–1815) a jeho škola Torii zobrazovala tradiční ukijo-e náměty. Tiskl na velkých listech papíru, často jak multiprint, horizontální diptych nebo triptych. Jeho díla se vyhnula poetickým snovým scénám, jaké tvořil Harunobu a místo toho zvolila realistické zobrazení idealizovaných žen, oblečených podle nejnovější módy a ukazoval je v malebných lokalitách. Tiskl také portréty herců kabuki v realistickém stylu, který zahrnoval i doprovázející hudebníky a sbor. Podle zákona, který vstoupil v platnost v roce 1790 vyžadovaly tisky censorovu schvalovací pečeť, aby mohly být prodávány. Cenzura se v následujících desetiletích ještě zpřísnila a porušovatelé mohli dostat kruté tresty. Od roku 1799 vyžadovaly schválení i předběžné návrhy. Díla umělců kolem školy Utagawa, včetně Utagawa Tojokuni, byla zakazována až do roku 1801 a Kitagawa Utamaro byl v roce 1804 uvězněn za nedovolený tisk politického a vojenského vůdce Tojotomi Hidejoši ze 16. století. Kitagawa Utamaro (asi 1753–1806) se proslavil v letech 1790 obrazy bijin ókubi-e (bidžin-e, bidžin-ka), obrazy krasavic, vrchol žánru spadá do let 1780–1782, specializovali se na něj mistři Utamaro, Kijonaga, Čógi, Eiši a další svými portréty zaměřenými na hlavu a trup, jiní vytvářeli portréty kabuki herců. Utamaro experimentoval s linkou, barvou a technikami tisku, aby zvýraznil jemné rozdíly ve vlastnostech, výrazech a pozadí námětů ze široké škály všech sociálních tříd. Důraz, který kladl na individuální krásu mistr Utamaru byl v ostrém kontrastu se stereotypními, idealizovanými obrazy, které byly tehdy normou. Koncem dekády, obzvláště po smrti jeho patrona Tsutaja Júzaburó v 1797 se Utamarův umělecký vývoj zastavil, kvalita jeho obrazů začala upadat. Utamaro zemřel v roce 1806.
V roce 1794 a se náhle objevil a stejně náhle o deset měsíců později zmizel tajemný umělec Tóšúsai Šaraku (1794–1795). Patří mezi nejznámější ukijo-e umělce té doby. Tvořil portréty současných kabuki herců, vnášel vyšší úroveň realismu do svých tisků, zdůrazňoval rozdíly mezi hercem a charakterem, který herec představuje. Expresivní, zkroucené tváře, které maloval, ostře kontrastovaly se zobrazením klidné, masce podobné tváři, které bylo běžnější pro umělce jako Harunobu nebo Utamaro. V roce 1795 Šaraku zmizel a jeho identitu se nepodařilo dodnes objasnit. Utagawa Tojokuni (1769–1825) vytvářel portréty kabuki herců ve stylu městských obyvatel Edo, byl více přístupný, zdůrazňoval dramatické pozice a vyhýbal se Šarakovu tvrdému realismu.
Koncem 18. století byla vysoká úroveň kvality umělců ukijo-e konzistentní. Ale práce umělců jako Utamaro a Šaraku často zastiňuje jiné mistry tohoto období. Jeden z Kijonagových následovníků, Eišii (1756–1829), opustil své místo dvorního malíře pro šóguna Tokugawu a rozhodl se zvýšit úroveň ukijo-e. Vnesl do svých portrétů půvabných, štíhlých kurtizán rafinovanou smyslnost a zanechal p sobě řadu žáků. Edo bylo primárním centrem výroby ukijo-e po celé období Edo. Další hlavní centrum se vyvinulo v regionu Kamigata v oblasti Kjoto a Osaka. Jako kontrast tisků z Edo umělci z regionu Kamigata inklinovali spíše k portrétům herců. Styl Kamigata tisků se jen málo lišil od stylu Edo pozdního 18. století. Částečně proto, že umělci se často se pohybovali mezi těmito oblastmi. Barvy obrazů z Kamigata bývají měkčí a pigmenty výraznější. V 19. století bylo mnoho tisků navrženo obdivovateli herců kabuki a dalšími amatéry.

Mistři vrcholného období
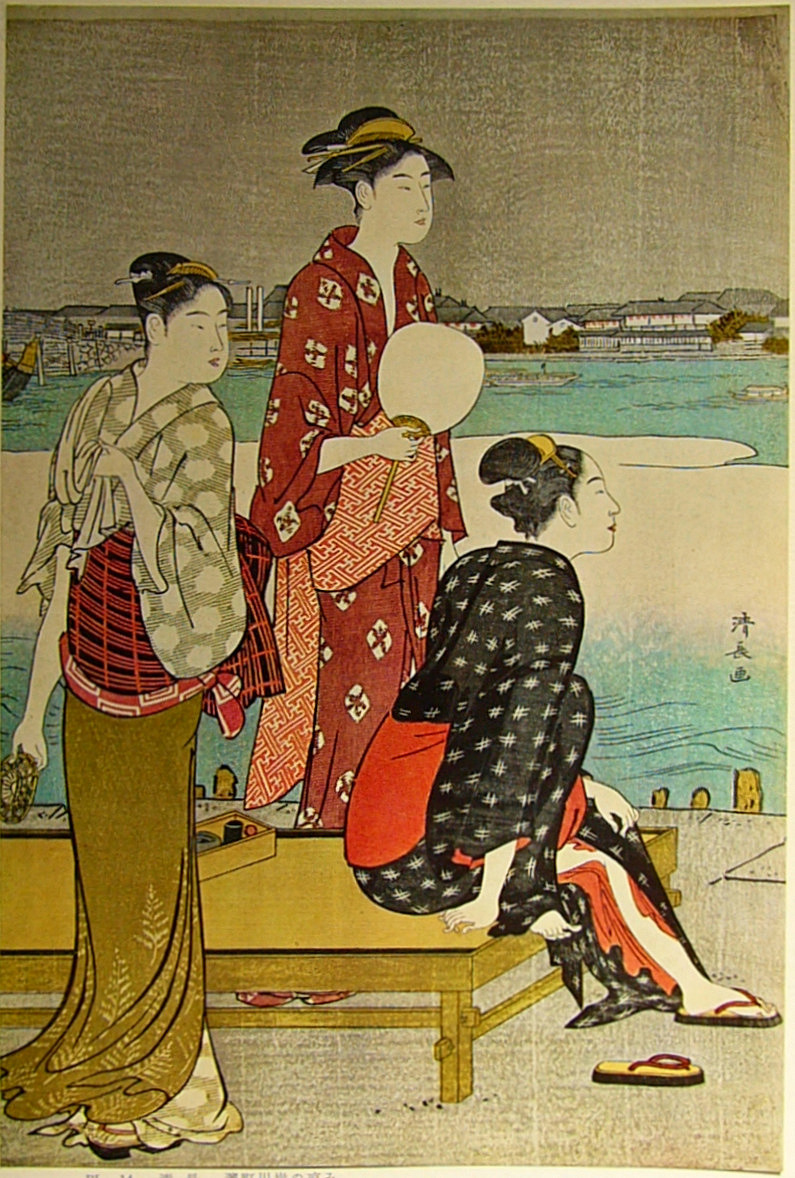
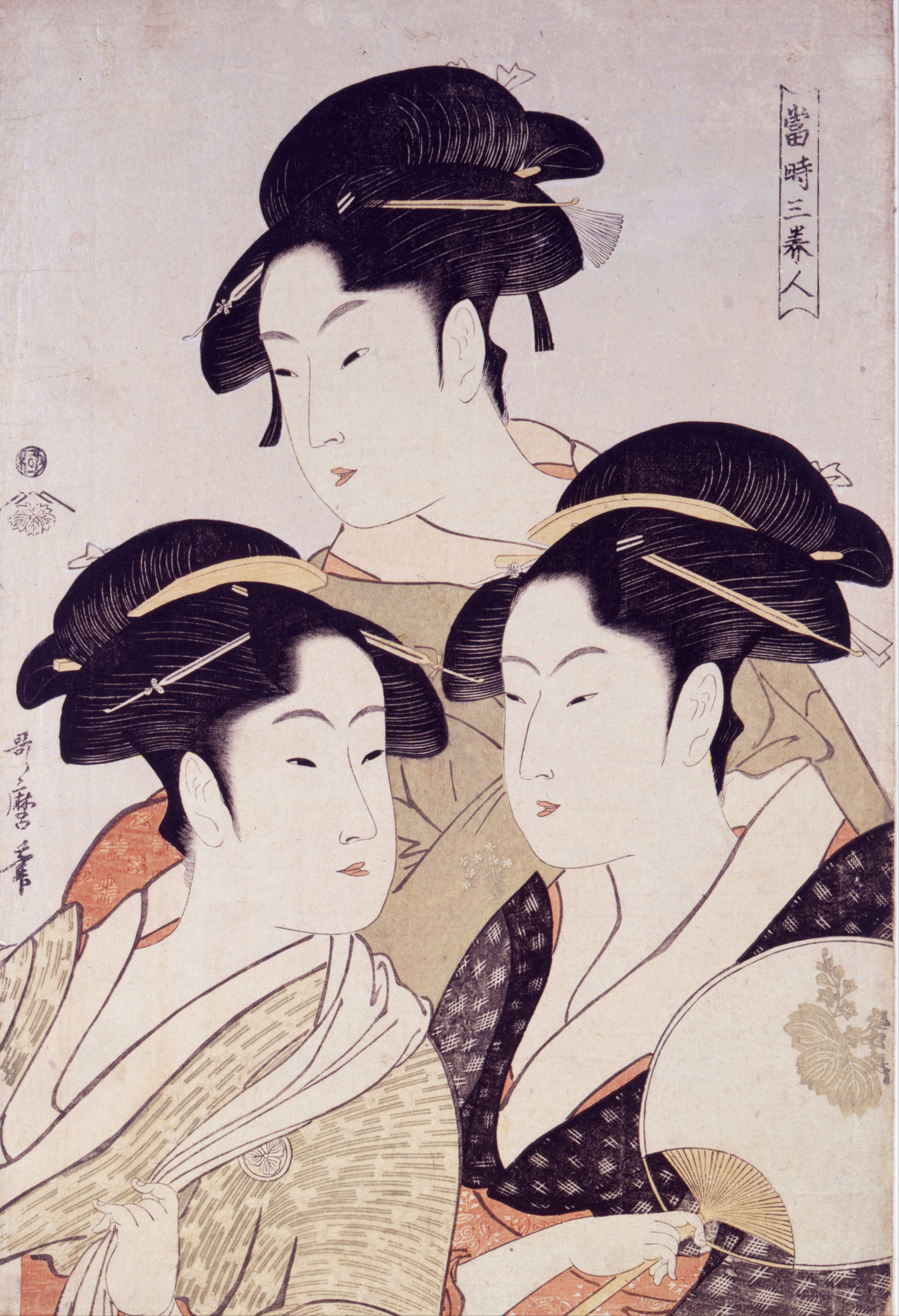
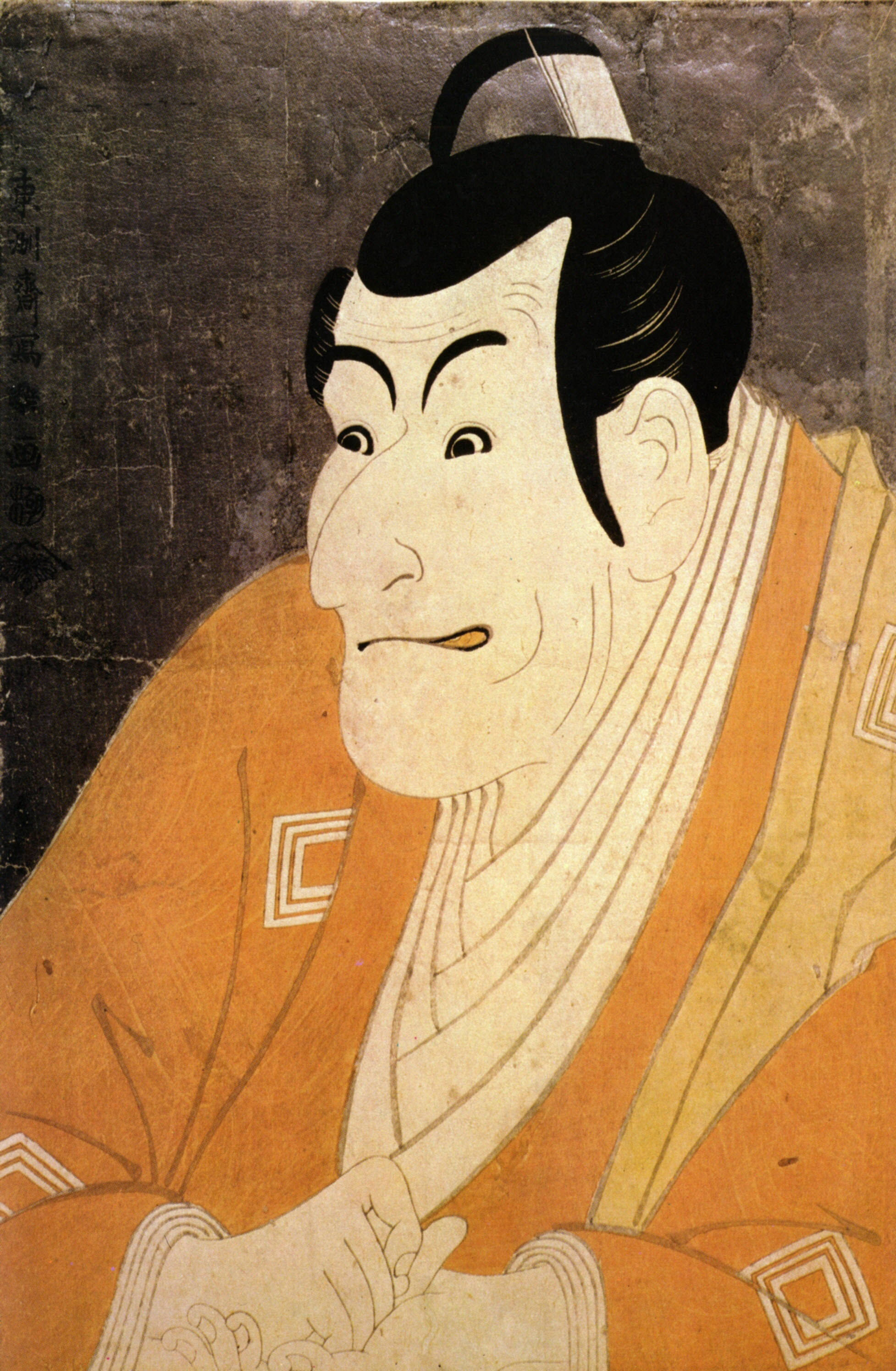
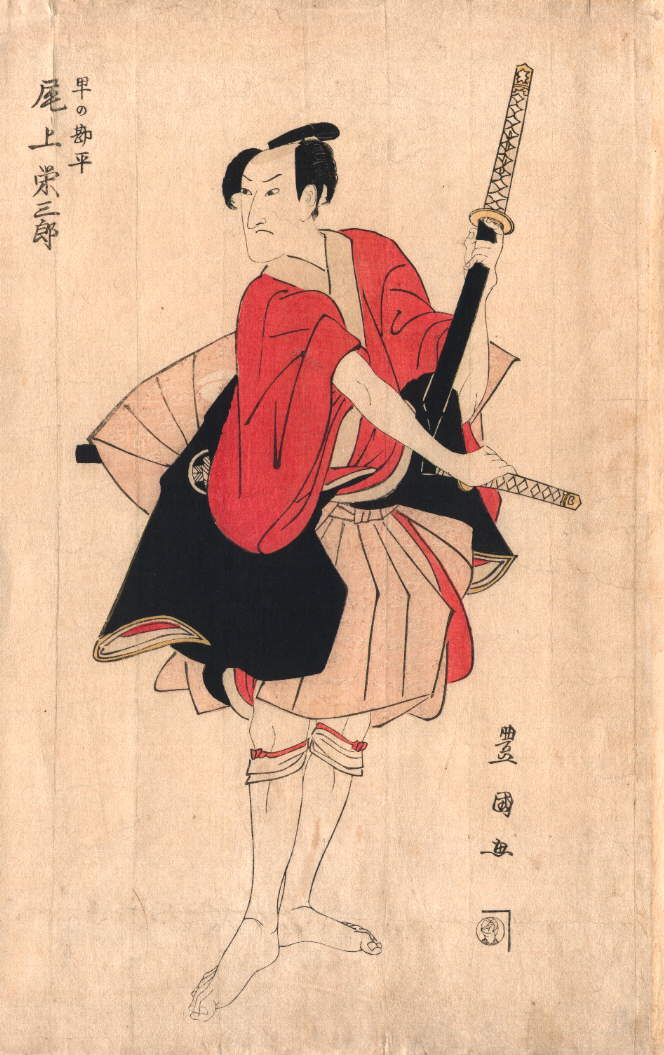
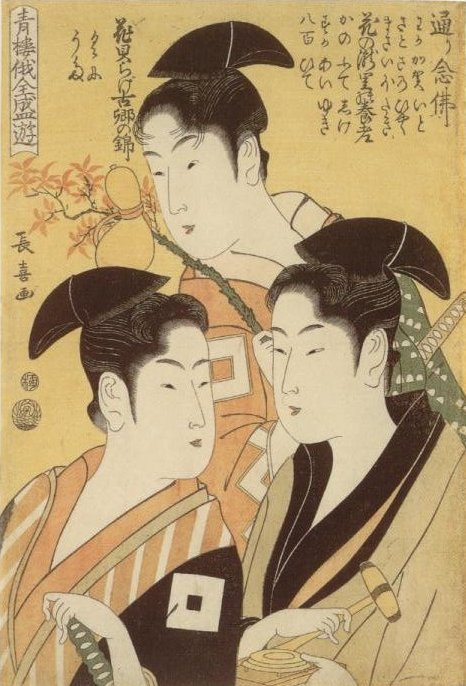

Popis obrázků v galerii:
- Na pobřeží, umělec Kijonaga Torii, kolem 1785
- Tři současné krásky, bidžin-ka, umělec Kitagawa Utamaro, kolem roku 1793
- Herec Ichikawa Ebizo jako Takemura Sadanošin, umělec Šaraku, 1794
- Onoe Eisaburo I., umělec Utagawa Tojokuni kolem 1800
- Niwaka festival v licencovaných čtvrtích, umělec Chóki, kolem 1800

### Pozdní tvorba: flóra, fauna a krajiny (19. století)

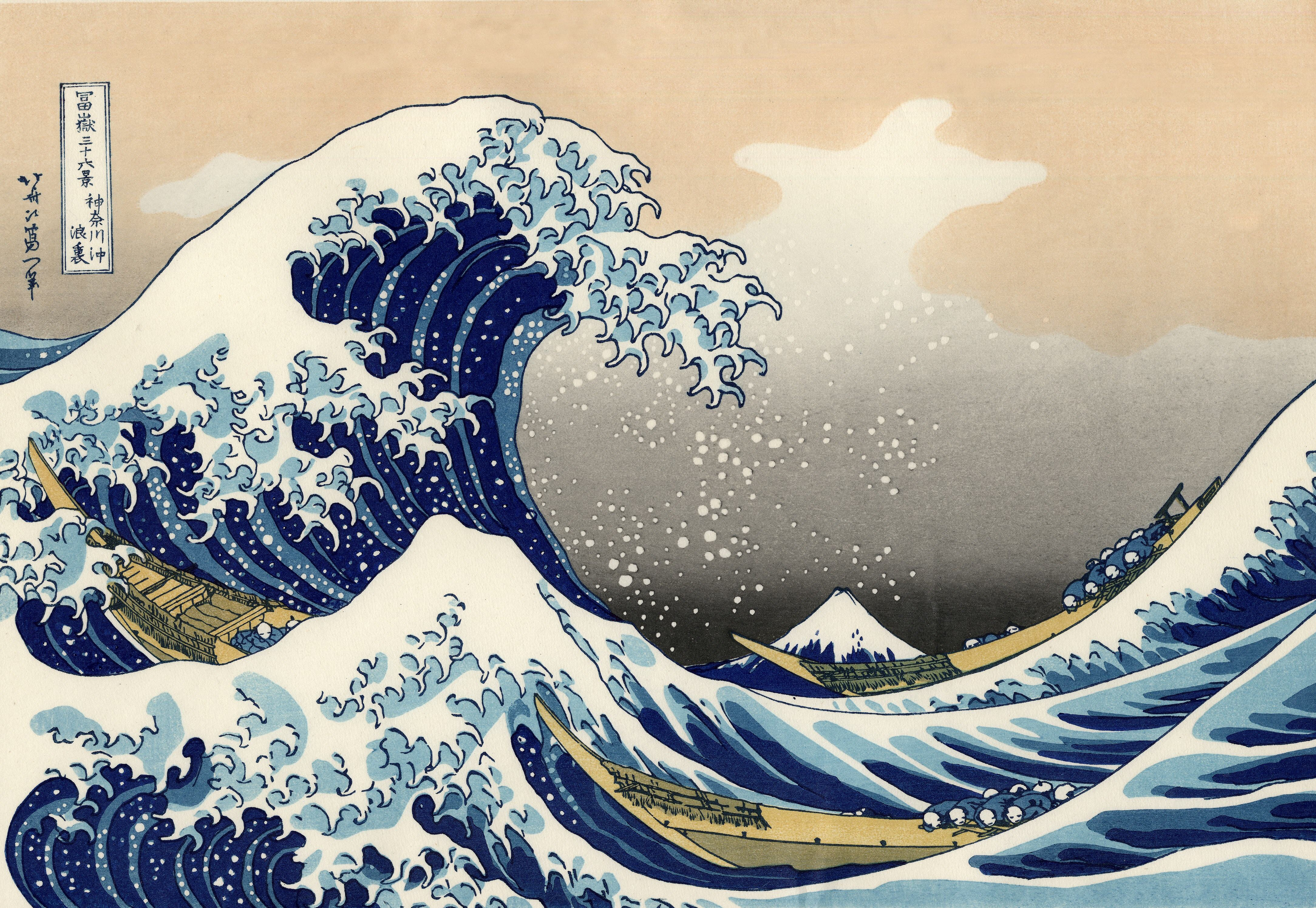
Velká vlna u Kanagawy, kolorovaná ilustrace, Hokusai Kacušika, 1831. Claude Debussy na titulní stranu prvního vydání skladby Moře (La Mer) použil slavnou reprodukci Hokusaiovy Vlny v různých odstínech zelené, modré, hnědé a béžové.

Reformy Tenpó z let 1841–1843 byly řadou ekonomických a politických reforem zavedených v Japonsku v roce 1842 šógunem Tokugawou. Tyto reformy byly snahou o vyřešení vojenských, hospodářských, zemědělských, finančních a náboženských problémů. Reformy se staly předchůdcem reforem zahájených v období Meidži o dvě desetiletí později. Tokugawovy reformy se snažily potlačit vnější projevy luxusu, včetně zobrazení kurtizán a herců. Proto mnoho umělců ukijo-e obrátilo svou pozornost ke krajinomalbě, obrazům přírody, věnovali se obzvláště zobrazování ptáků a květin.  Od doby malíře Moronubu byla krajině věnována jen malá pozornost. V té době krajina tvořila důležitý prvek v obrazech Kijonagy a Kacukawy Šunšó. Až do pozdního období Edo nebyla krajinomalba vnímána jako žánr, kromě práce umělců Kacušiky Hokusaie (1760–1849) a Hirošiga Utagawagyho (1797–1858). Západní vnímání pojmu ukijo-e přetrvávalo jako obraz krajiny, třebaže tento styl měl za sebou dlouhou tradici, nejen práce těchto umělců pozdního období. Obraz japonské krajiny se od tradičního zobrazení krajiny v západním umění lišil. Japonský umělec více spoléhal na představivost, kompozici a atmosféru než na přísné dodržování reálné přírody.
Hokusai, který sám sebe prohlašoval za šíleného malíře si užil dlouhé, pestré kariéry. Jeho práce je poznamenána nedostatkem sentimentality obvyklé v ukijo-e a zaměřením na formalismus ovlivněný západním uměním. Mezi jeho úspěchy patří jeho ilustrace románu Takizawa Bakina Půlměsíc, jeho série skicáře s náčrtky Hokusai Manga, obsahující tisíce obrazů a jeho popularizace žánru krajinomalby vydáním série Třicet šest pohledů na horu Fuji, která obsahuje i jeho nejznámější tisk Velká vlna u Kanagawy, což je jedno z nejslavnějších děl japonského umění. Na rozdíl od práce starších mistrů byly barvy Hokusaie odvážné, plošné a abstraktní a jeho tématem nebyly obrázky ze čtvrtí potěšení, ale životy a prostředí běžných lidí v práci. Další mistři jako Keisai Eisen (1790–1848), Utagawa Kunijoši (1798–1861) nebo Utagawa Kunisada (1786–1865) také následovali Hokusaie vytvářením tisků krajin v letech 1830 a produkovali tisky s odvážnými kompozicemi a pozoruhodnými účinky.
Utagawova škola v tomto období netiskla mnoho mistrů ukijo-e. Plodný Kunisada měl málo soupeřů v tvorbě tradičních portrétních tisků kurtizán a herců. Jeden z těch soupeřů byl Eisen (1790–1848), který byl také zběhlý v krajinomalbě. Snad poslední významný člen tohoto pozdního období, Kunijoši (1797–1861) vyzkoušel svou ruku v různých tématech a stylech, stejně jako mistr Hokusai. Jeho historické scény válečníků v násilném boji byly populární, zejména jeho série hrdinů z čínského románu Suikoden (1827–1830) a Chúšingura (1847), patřící k nejznámějším z historických japonských příběhů. Kunijoši byl zběhlý v krajinářských a satirických scénách – tato oblast byla zřídka tématem v diktátorské atmosféře období Edo; že tento umělec se mohl odvážit vypořádat se s takovými tématy, bylo znamením oslabení šógunátu v té době.
Výsadní postavení Hokusaie asi nejvíce ohrožoval malíř Hirošige (1797–1858), který se specializoval na obrazy ptáků, květin a klidné krajiny. Nejznámější jsou jeho série z cest, jako například Padesát tři stanic na cestě Tókaidó a 60 zastavení na cestě do Kiso Kaidó, druhá jmenovaná série byla vytvořena ve spolupráci s umělcem Eisenem. Jeho práce byly realističtější, jemněji kolorované a atmosféričtější než Hokusaiovy; příroda a roční období hrály v jeho obrazech klíčovou roli: mlha, déšť, sníh a měsíční svit byly prominentními součástmi jeho obrazů. Jeho následovníky byly Hirošigeho adoptovaný syn Hirošige II. a zeť Hirošige III. Jejich kariéra pokračovala i v období Meidži.

Mistři pozdního období ukijo-e
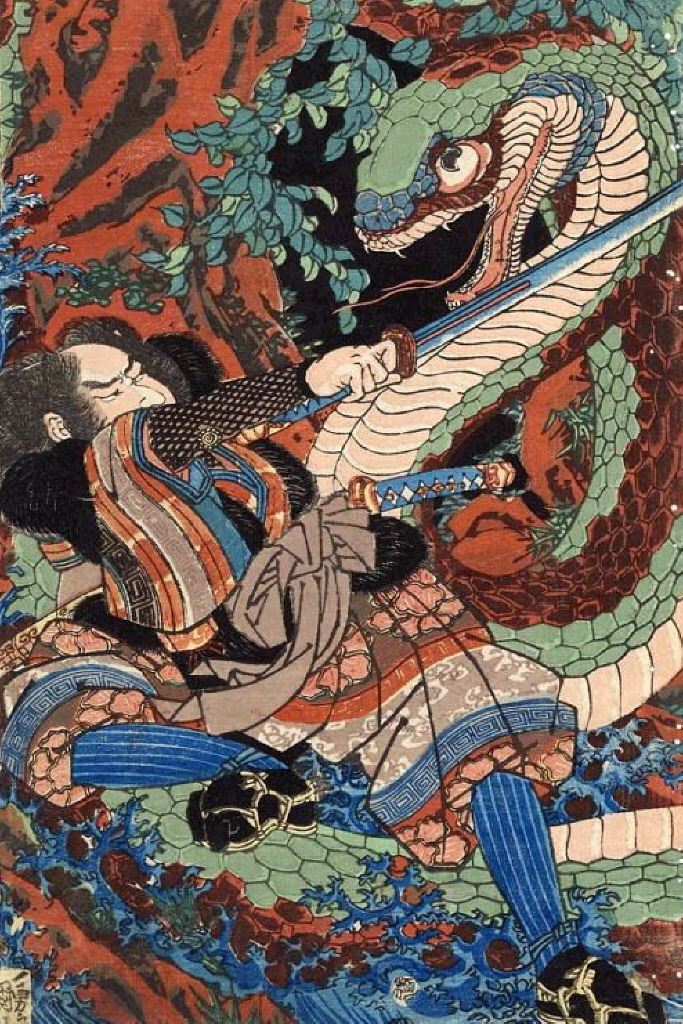
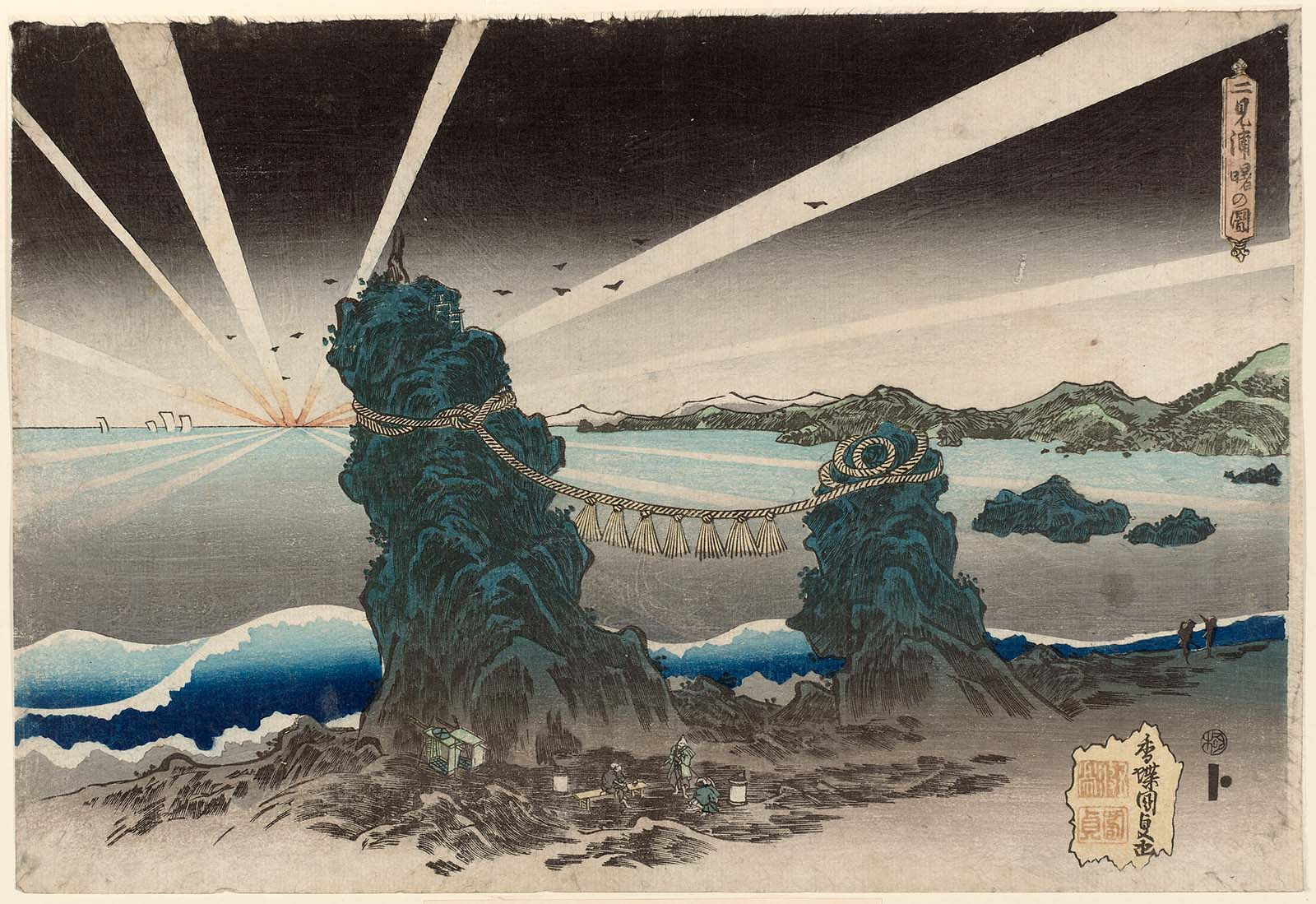
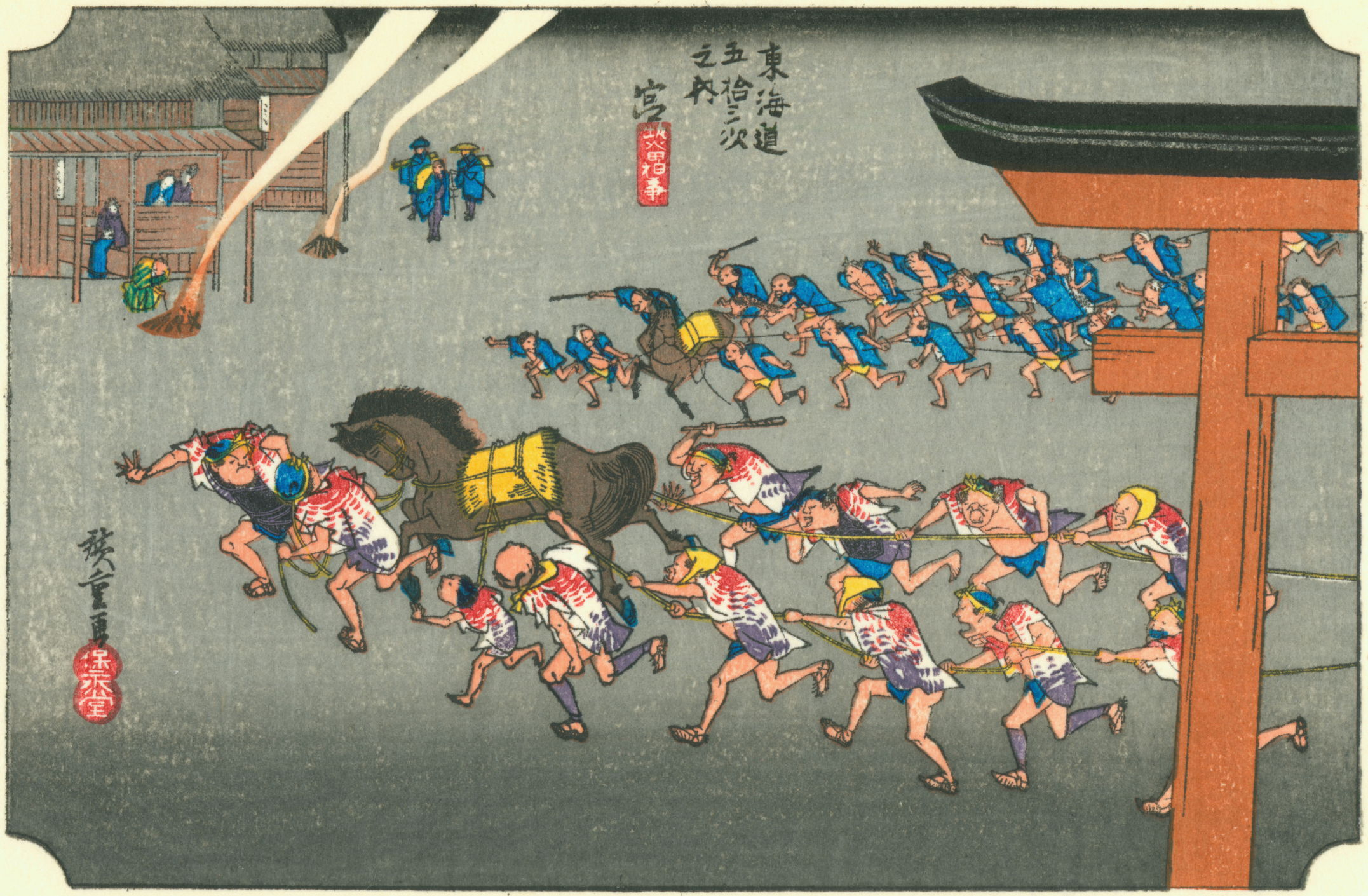
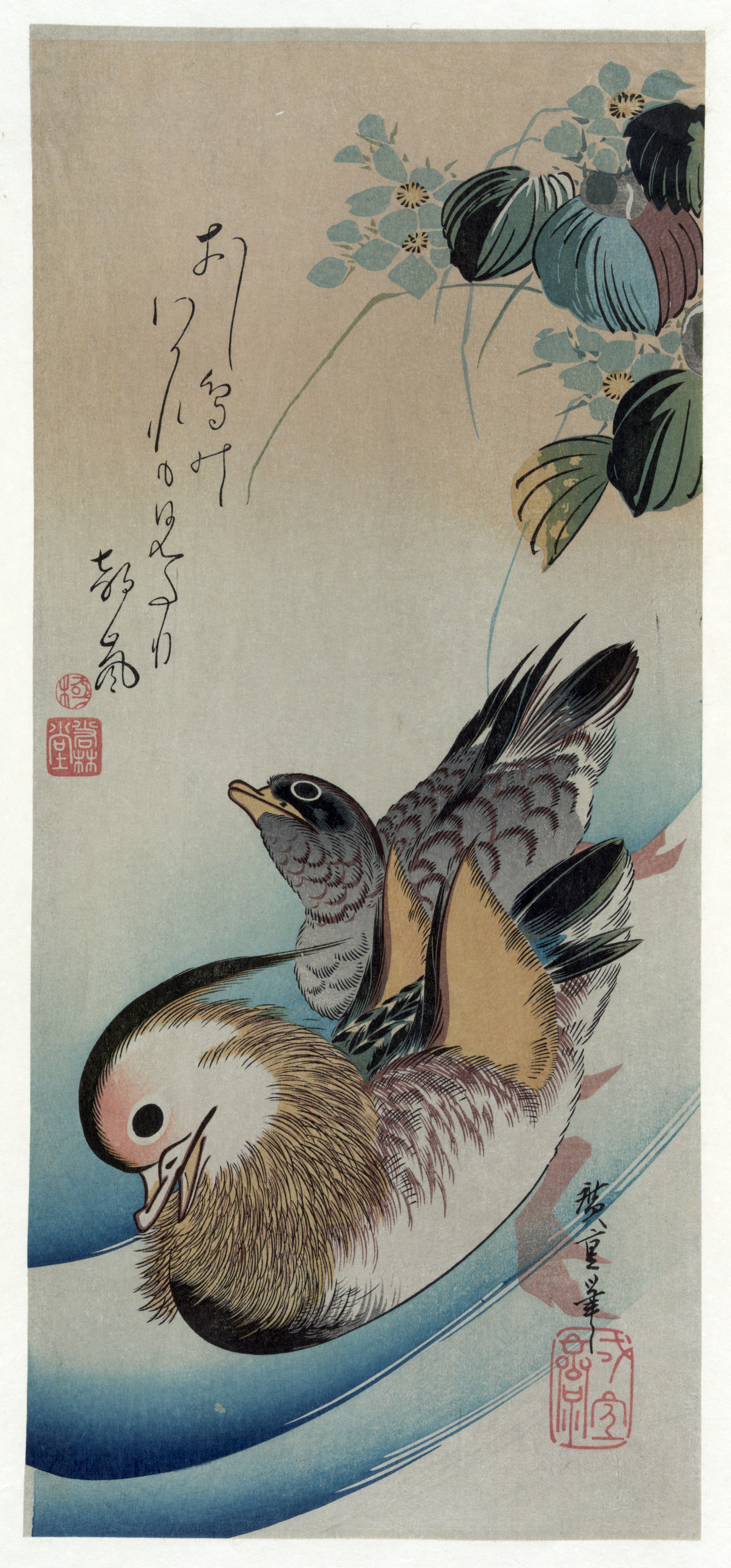
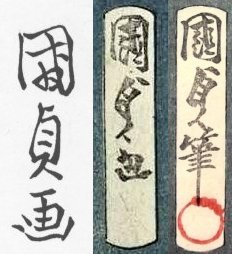

Popis obrázků v galerii:
- Ilustrace k románu Suikoden, Utagawa Kunijoši, 1830
- Svítání u Futami-ga-ura, Utagawa Kunisada, kolem 1830
- Ceremoniální závod koní ve stanici Mija. Ze série Padesát tři stanic na cestě Tókaidó, Utagawa Hirošige, 1833–34
- Dvě mandarinské kachny, Utagawa Hirošige, 1838
- Podpisy Kunisada I. (vlevo) a Kunisada II. (uprostřed a vpravo)

### Úpadek ukijo-e na konci 19. století
Po smrti Hokusaie a Hirošigeho a následné restauraci císařství Meidži v roce 1868, umění ukijo-e ztratilo nejen na kvalitě, ale ubylo i množství prací. Rychlé otevření Západu v tomto období způsobilo, že používání dřevotisku se zdálo užitečné pouze pro žurnalistiku. Malbě také začala konkurovat fotografie. Umělci pracující v čistém ukijo-e se stali vzácnými a s chutí se odvrátili od žánru, který byl považován za symbol staré éry. Malíři sice pokračovali v produkci příležitostných pozoruhodných děl, ale zdálo se, že další pokračování tradice bylo kolem roku 1890 odsouzeno k zániku. V polovině 19. století začaly syntetické pigmenty dovážené z Německa nahrazovat tradiční japonská přírodní barviva. Mnoho tisků z této éry rozsáhle využívalo zářivě červené barvy a bylo nazýváno aka-e (červené obrázky). Umělci jako Jošitoši (1839–1892) v šedesátých letech 19. století malovali hrůzné scény vražd a strašidel, monster a nadpřirozených bytostí, či legendárních japonských a čínských hrdinů. Jeho Sto aspektů Měsíce (1885–1892) zobrazuje různé fantastické, ale i světské motivy s motivem Měsíce. Malíř Kobajaši Kijočika (1847–1915) je známý svými tisky, které dokumentující rychlou modernizaci Tokia, například zavedení železnic a také zobrazení japonských válek s Čínou a s Ruskem. Malíř školy Kanó Tojohara Čikanobu (1838–1912) se v 70. letech 19. století k tiskům vrátil, zaměřil se zejména na císařskou rodinu, nobilitu a scény západního vlivu na japonský život v období Meidži.

Ukijo-e v období Meidži
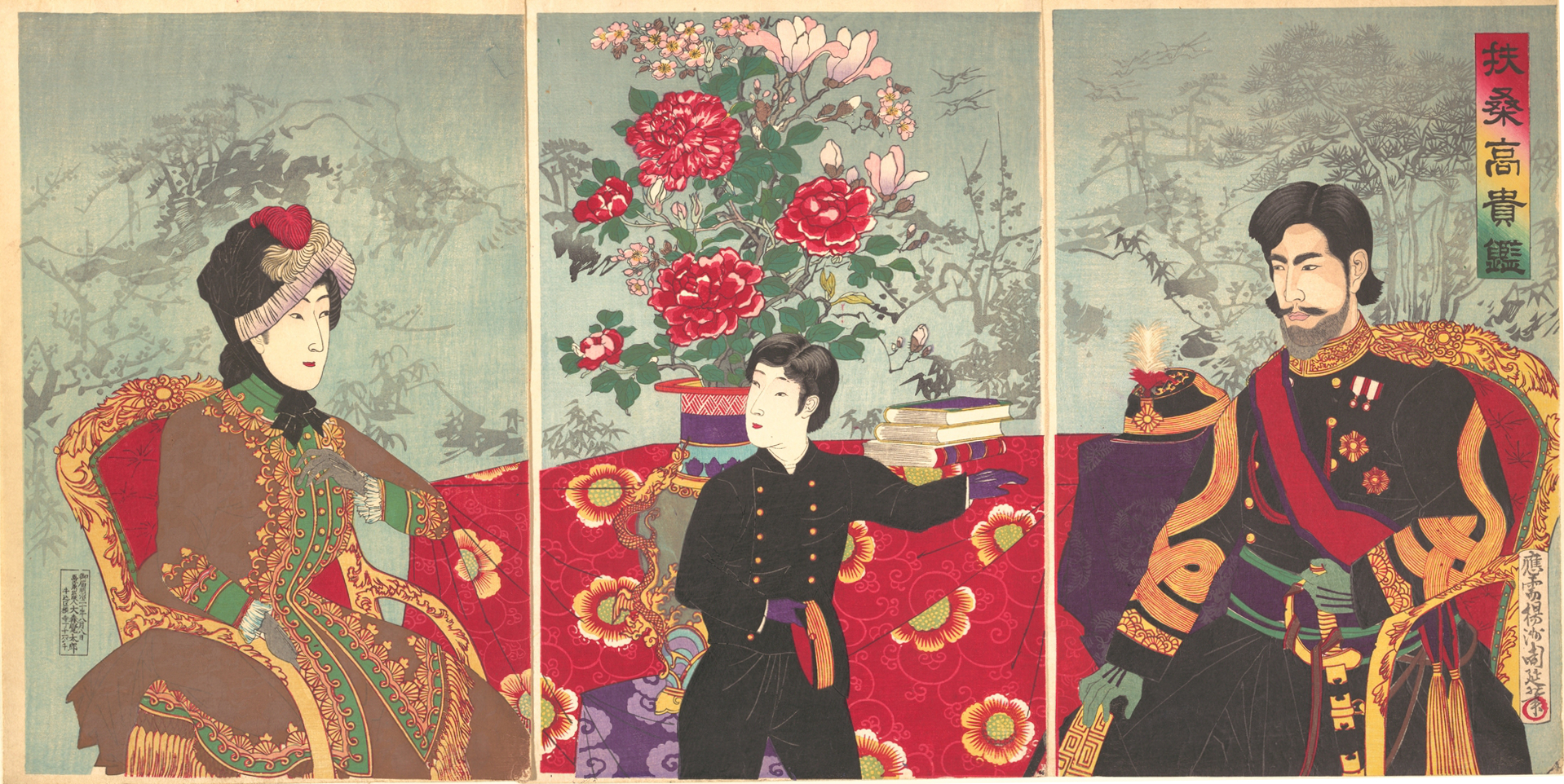
Zrcadlo japonské nobility, Tojohara Čikanobu, 1887
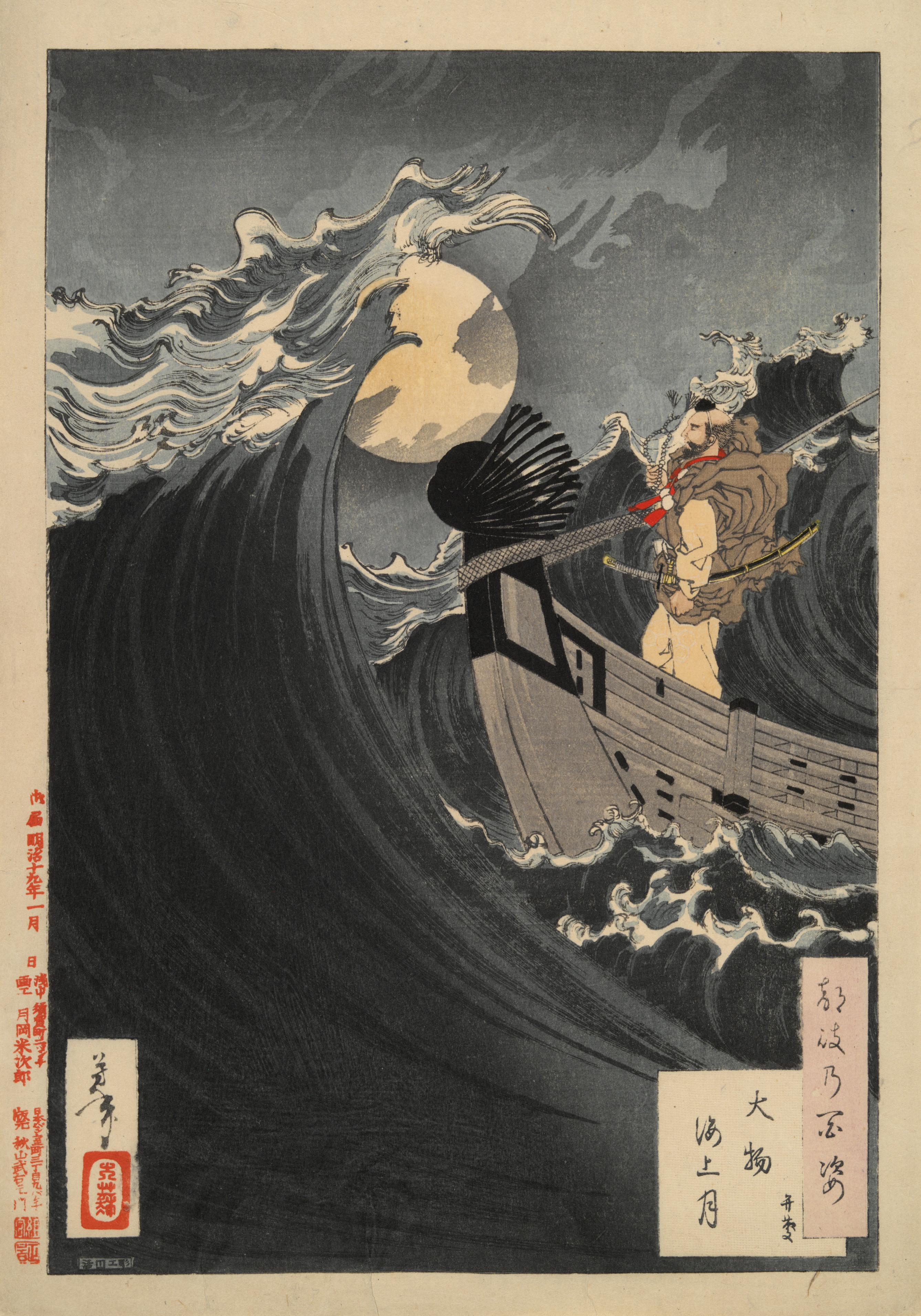
Sto aspektů měsíce, umělec Cukioka Jošitoši, 1891
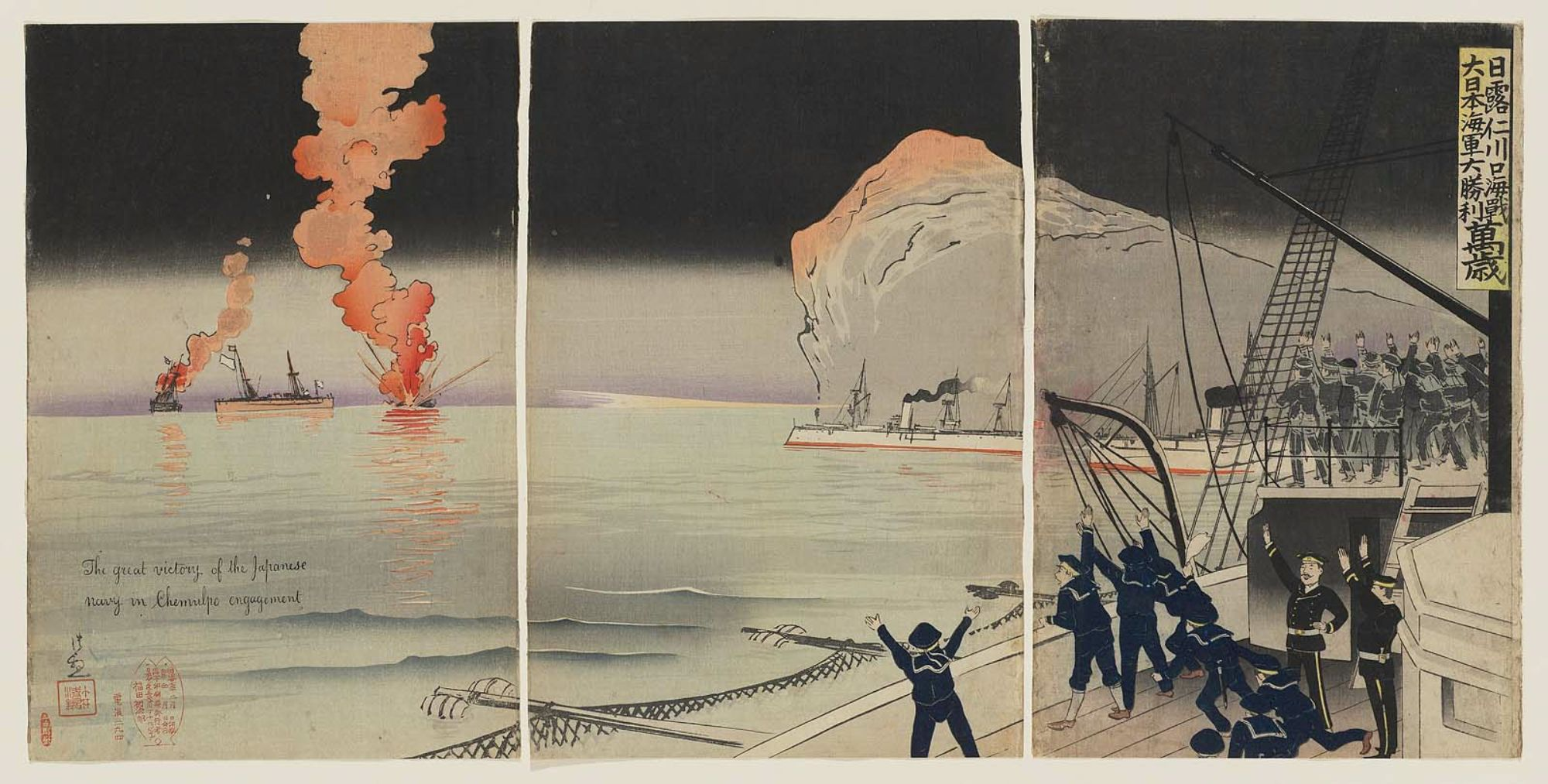
Rusko-japonská námořní bitva o Inčchon: Velké vítězství japonského námořnictva - Banzai!, Kobajaši Kijočika, 1904

### Západ objevuje japonské umění - 20. století
Kromě nizozemských obchodníků, kteří obchodovali s Japonskem od počátku období Edo, věnovali západní obchodníci v první polovině 19. století jen malou pozornost japonskému umění a když už to udělali, zřídka odlišovali japonské umění od ostatního východního umění. Švédský přírodovědec Carl Peter Thunberg strávil rok jako holandský obchodník v městě Dedžima poblíž Nagasaki, tradičním středisku holandského obchodu. Byl jedním z prvních západních sběratelů japonských tisků. Export ukijo-e pak pomalu rostl a počátkem 19. století sbírka holandského obchodníka Isaaca Titsingha přitáhla pozornost znalců umění v Paříži.

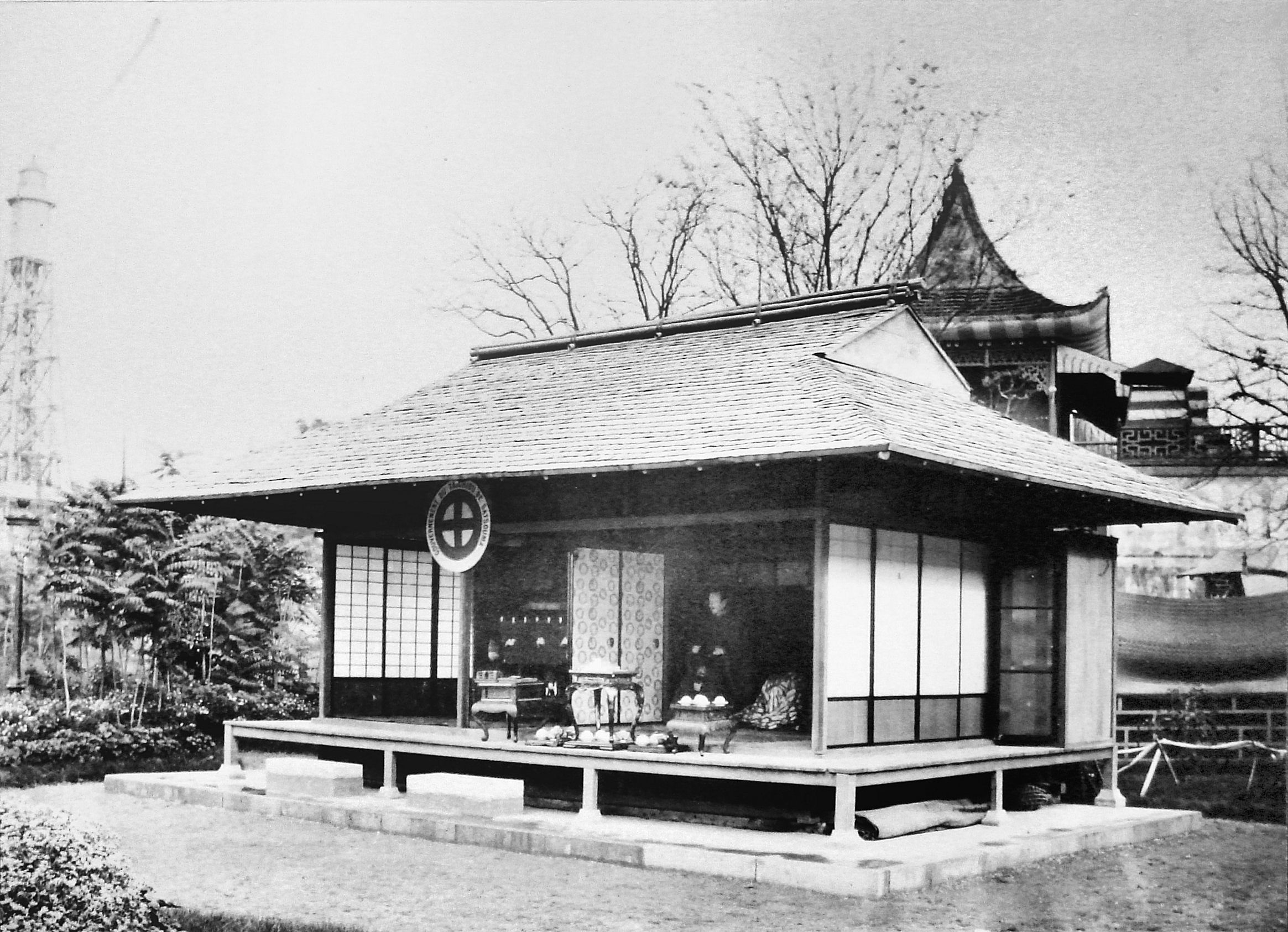
Japonský pavilon Satsuma na světové výstavě v Paříži roku 1867

V roce 1853 do japonského přístavu vplul se svým konvojem americký komodor Matthew C. Perry. Donutil Japonsko k uzavření obchodních smluv mezi Japonskem a Západem, nazvané Ansejské dohody, které po dvou stoletích izolace otevřely Japonsko vnějšímu světu. Ukijo-e tisky byly mezi položkami, které komodor přivezl do Spojených států. Obrázky se objevovaly v Paříži přinejmenším od roku 1830 a roce 1850 už těchto tisků bylo mnoho. Názory na toto umění byly smíšené, dokonce i když byly chváleny, byla umělecká úroveň ukijo-e obecně považována za horší než úroveň západních děl, která zdůrazňovala mistrovství naturalistického pohledu a anatomie. Japonské umění na sebe upozornilo na Světové výstavě v Paříži v roce 1867 a mezi lety 1870 a 1880 se stala ve Francii a Anglii módní. Tisky Hokusaie a Hirošigeho hrály významnou roli ve formování západního vnímání japonského umění. V době, kdy Západ začal toto umění objevovat, sami Japonci považovali tisky ukijo-e za předmět běžné masové spotřeby a nevěřili v jejich trvalou hodnotu.
Opakem byli přední evropští znalci a propagátoři ukijo-e a japonského umění včetně spisovatele Edmonda de Goncourta či uměleckého kritika Philippa Burtyho. Burty razil od roku 1872 termín japonismus. Obchodů prodávající japonské zboží přibývalo, včetně těch Édouarda Desoyeho v roce 1862 a obchodníka s uměním Siegfrieda Binga. Od roku 1888 do roku 1891 vydával Bing časopis Artistic Japan (Japonské umění) v angličtině, francouzštině a němčině. V roce 1890 byl kurátorem výstavy tisků ukijo-e v École des Beaux-Arts, které se kromě jiných umělců zúčastnil také Mary Stevenson Cassatt.
Američan Ernest Fenollosa byl jedním z prvních západních oddaných obdivovatelů japonské kultury a pro jeho podporu udělal hodně - byl prvním kurátorem inaugurační výstavy tisků Hokusaie a dalších japonských umělců v Muzeu výtvarného umění v Bostonu a v roce 1898 byl kurátorem první ukijo-e výstavy v Tokiu. Stoupající popularita ukijo-e na západě koncem 19. století zvýšila ceny tisků nad prostředky většiny sběratelů - někteří, například Edgar Degas, vyměňovali za japonské tisky své vlastní obrazy. Tadamasa Hajaši byl prominentním a respektovaným pařížským obchodníkem, jehož tokijská kancelář byla zodpovědná za vyhodnocování a export velkého množství tisků ukijo-e na západ a to v takovém množství, že ho japonští kritici později obvinili z odčerpávání národních pokladů Japonska. Odliv uměleckých děl zpočátku zůstal v Japonsku bez povšimnutí, neboť domácí umělci se spíše věnovali klasickým malířským technikám západu.
Japonské umění a zvláště ukijo-e tisky, ovlivňovalo západní umění od dob raného impresionismu. Raní malíři včlenili japonská témata a kompoziční techniky do svých prací již v 60. letech 19. století: vzorované tapety a koberce v obrazech Maneta byly inspirovány ukijo-e s jejich vzorovanými kimony, Whistler zaměřil svou pozornost na pomíjivé elementy přírody jako v krajinomalbě ukijo-e. Van Gogh byl vášnivý sběratel a maloval kopie tisků Hirošigeho a Eisena olejovými barvami. Degas a Cassattová líčili prchavé, každodenní momenty v kompozicích a perspektivách ovlivněných japonským uměním. Plochá perspektiva a nemodulované barvy ukijo-e ovlivnil grafické designéry a tvůrce plakátů. Litografie Toulouse-Lautreca ukázaly jeho zájem o ukijo-e nejen v použití plošných barev a nastíněných formách, ale také v jejich tématech: umělci a prostitutky. Velkou část těchto svých prací podepisoval Toulouse-Lautrec iniciálami v kruhu, napodobujíc pečetě na japonských tiscích. Další umělci té doby, kteří byli ovlivněni ukijo-e: Claude Monet, La Farge, Paul Gauguin, dále členové umělecké skupiny Les Nabis, aktivní v Paříži v letech 1888 až 1900, jako byl Pierre Bonnard a Édouard Vuillard. Francouzského skladatele Claude Debussyho inspirovaly tisky Hokusaie a Hirošigeho k napsání skladby La mer (1905). Básníci imagisté jako Amy Lowellová a Ezra Pound v deskotiscích ukijo-e nacházeli inspiraci; Lowellová v roce 1919 publikovala knihu poezie nazvanou Pictures of Floating World o orientálních tématech a orientálním stylu.

Vliv ukijo-e na západní umění
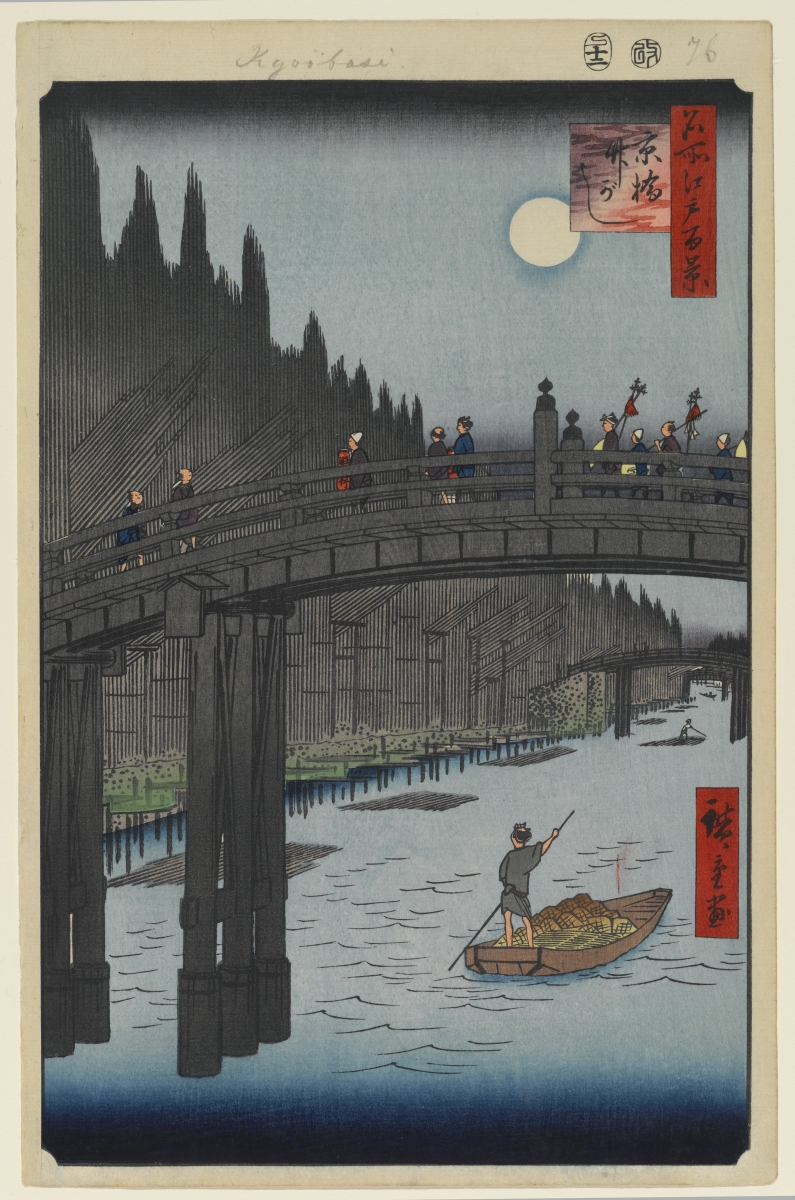
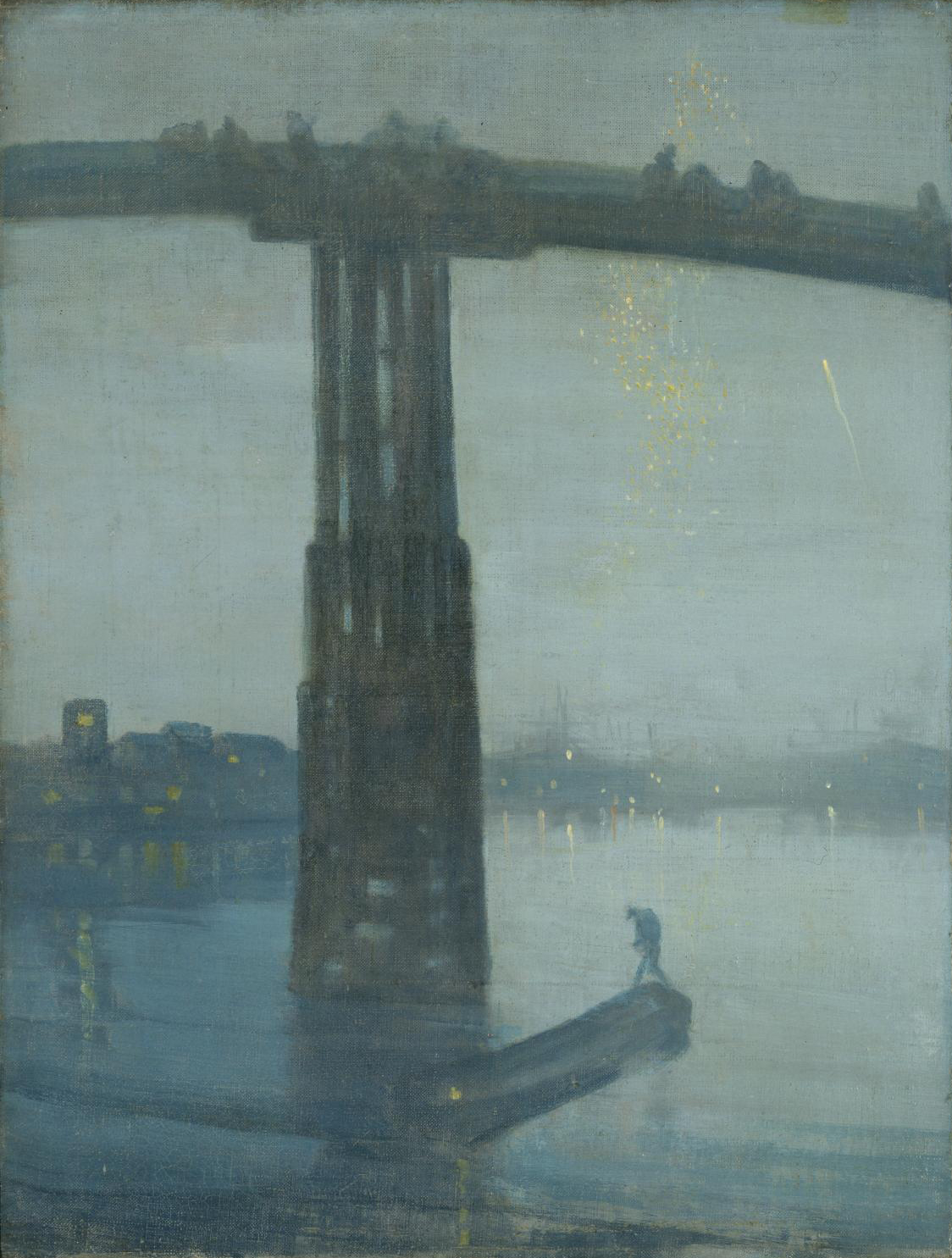
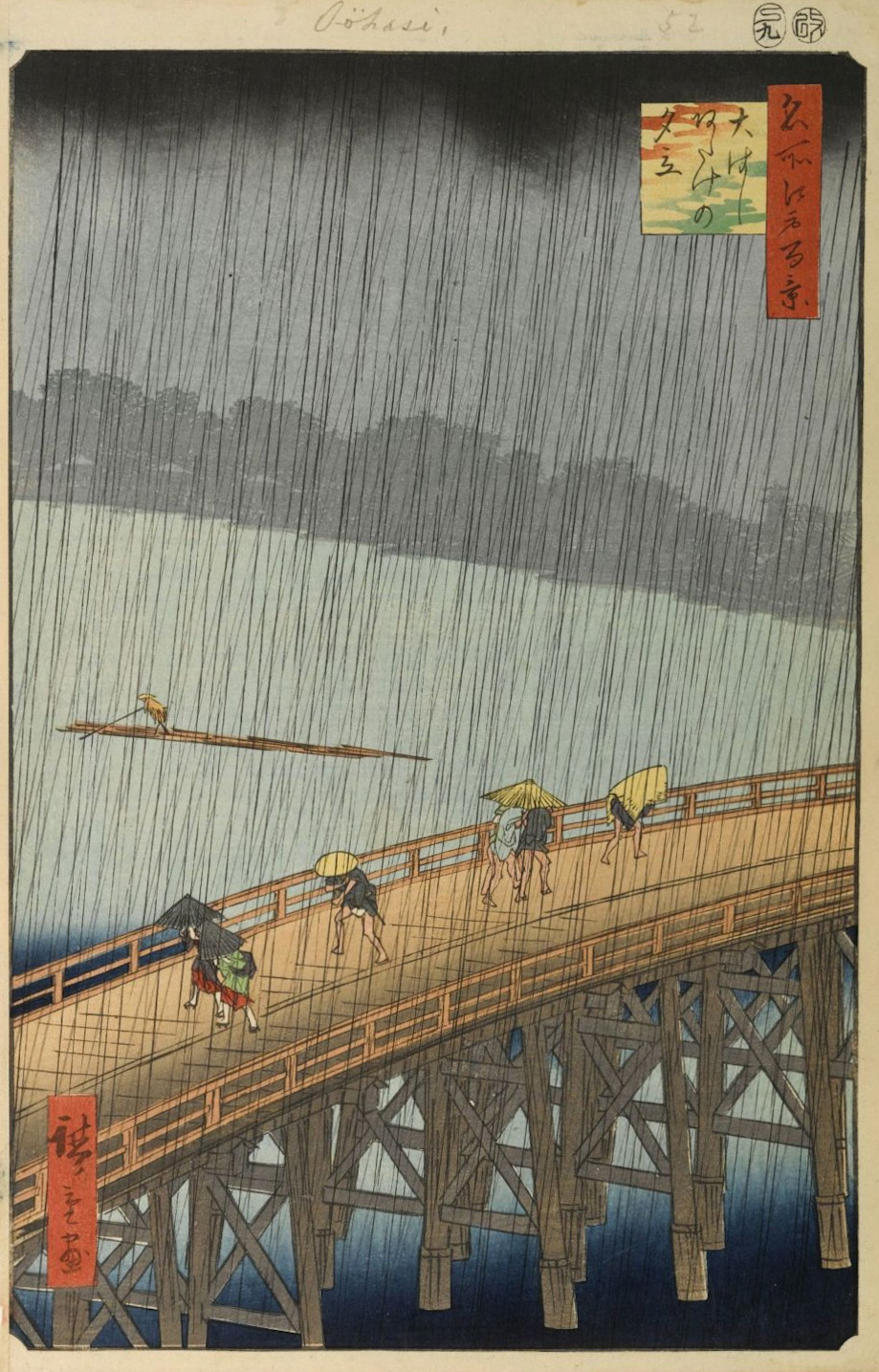
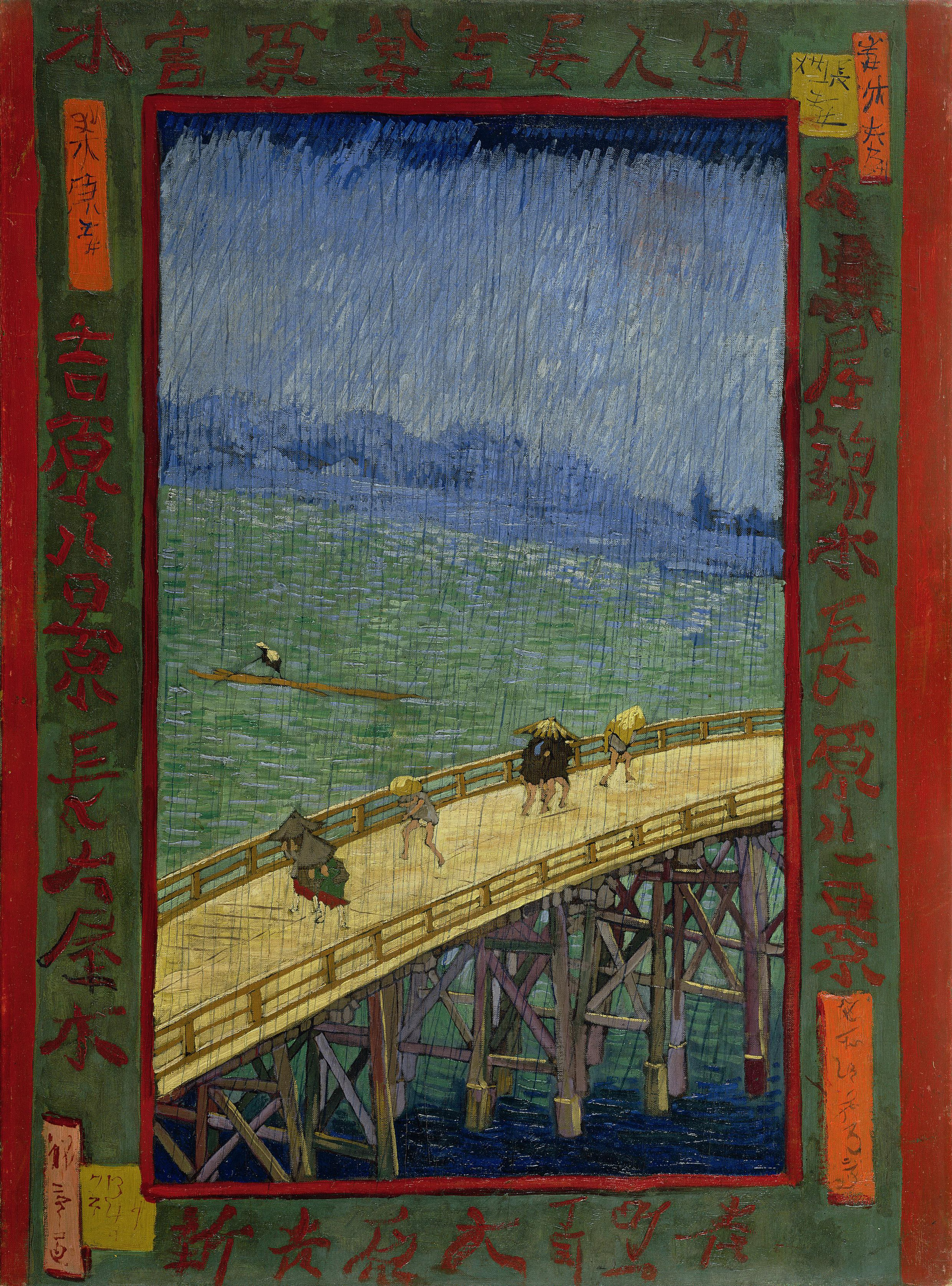
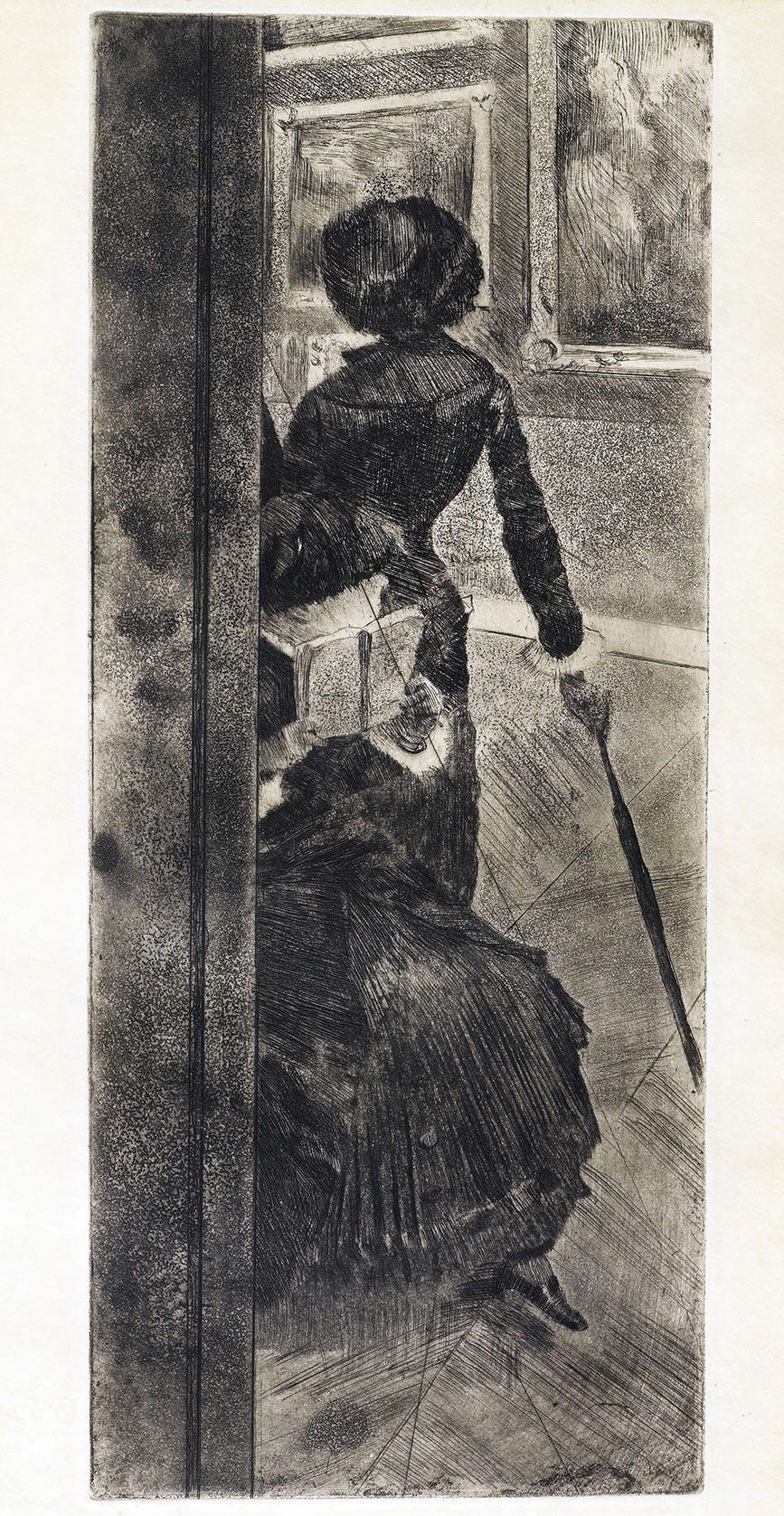
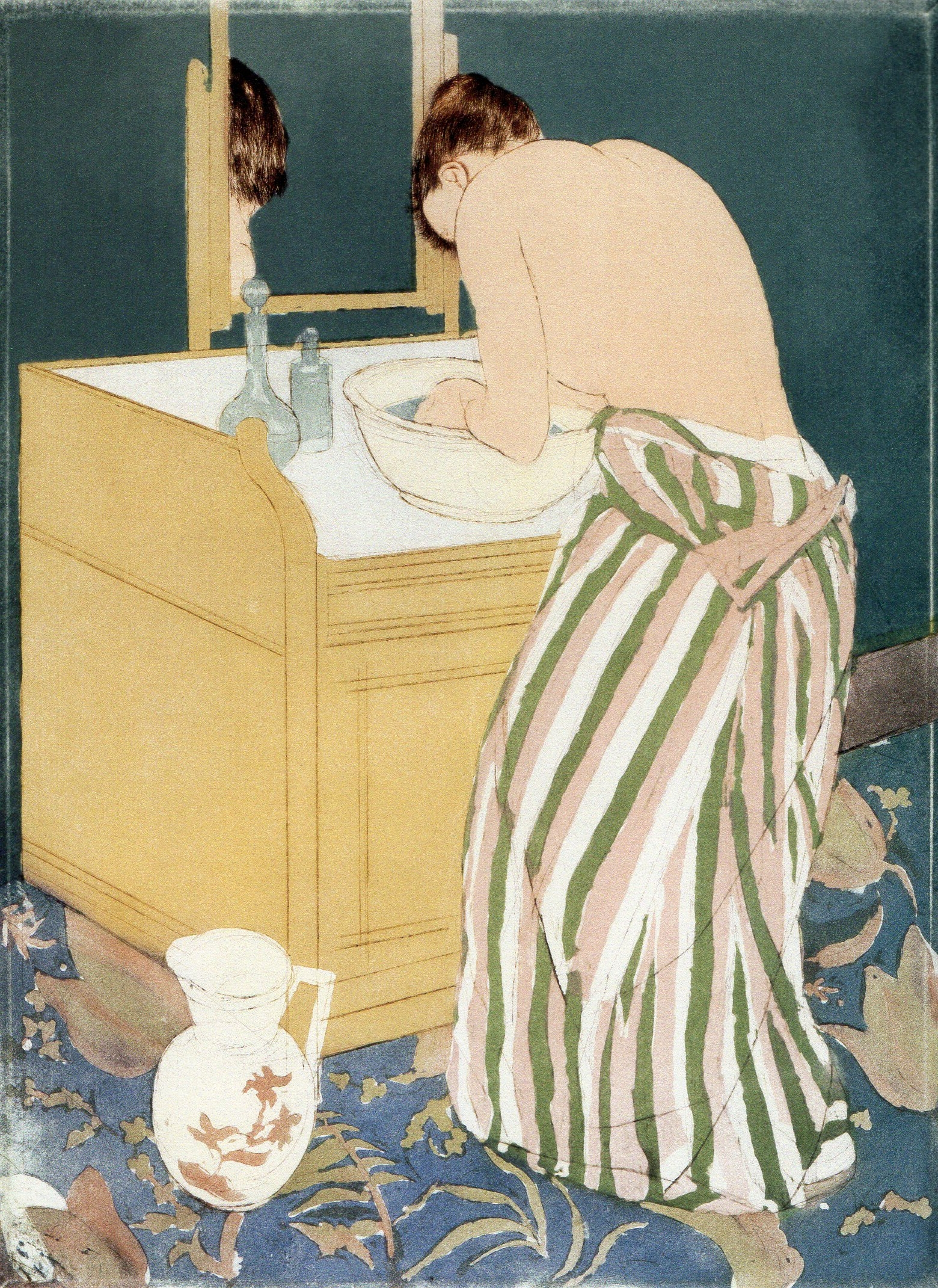

Popis obrázků v galerii:
- Bambusové loděnice, most Kyóbaši, část 3: podzim; ze série Sto slavných pohledů na Edo, č. 76, malíř Hirošige, kolem 1857–1858,
- Nokturno: Modrá a zlatá - Old Battersea Bridge, James McNeill Whistler, kolem 1872–1875
- Náhlá sprška na mostě přes Šin-Ohaši a Atake, část 2: léto; ze série Sto slavných pohledů na Edo, č. 58, malíř Hirošige, 1857
- Most v dešti (podle Hirošige), autor Vincent van Gogh: Bridge in the rain, 1857
- Mary Cassattová v Louvre, malíř Edgar Degas, 1879–1880
- Koupající se žena, malířka Mary Cassattová, mezi 1890–1891

### Odezva v Čechách
Od 2. poloviny 19. století nacházelo japonské umění odezvu také v Čechách. Na zdejší umělce nejvíce zapůsobili kromě Hirošiga také Hokusai Kacušika a Ogata Kórin. Podrobně se tomuto procesu, projevujícímku se nejen v malířství, ale i v uměleckém řemesle a architektuře, věnovala ve své monografii Markéta Hánová. Nejvýraznějším představitelem japonismu v Čechách byl malíř Emil Orlik, kterého jeho zájem zavedl až do Japonska. Pod vlivem japonských výtvarníků vytvářel barevné lepty v prvním desetiletí 20. století Vojtěch Preissig. Japonizující motivy ve větší či menší míře nalezneme i v tvorbě malířů T. F. Šimona, Maxe Švabinského (obraz Rajky, 1904), Josefa Váchala nebo pohádkových ilustracích Artuše Schreinera.

### Pokračovatelé tradice (20. století)

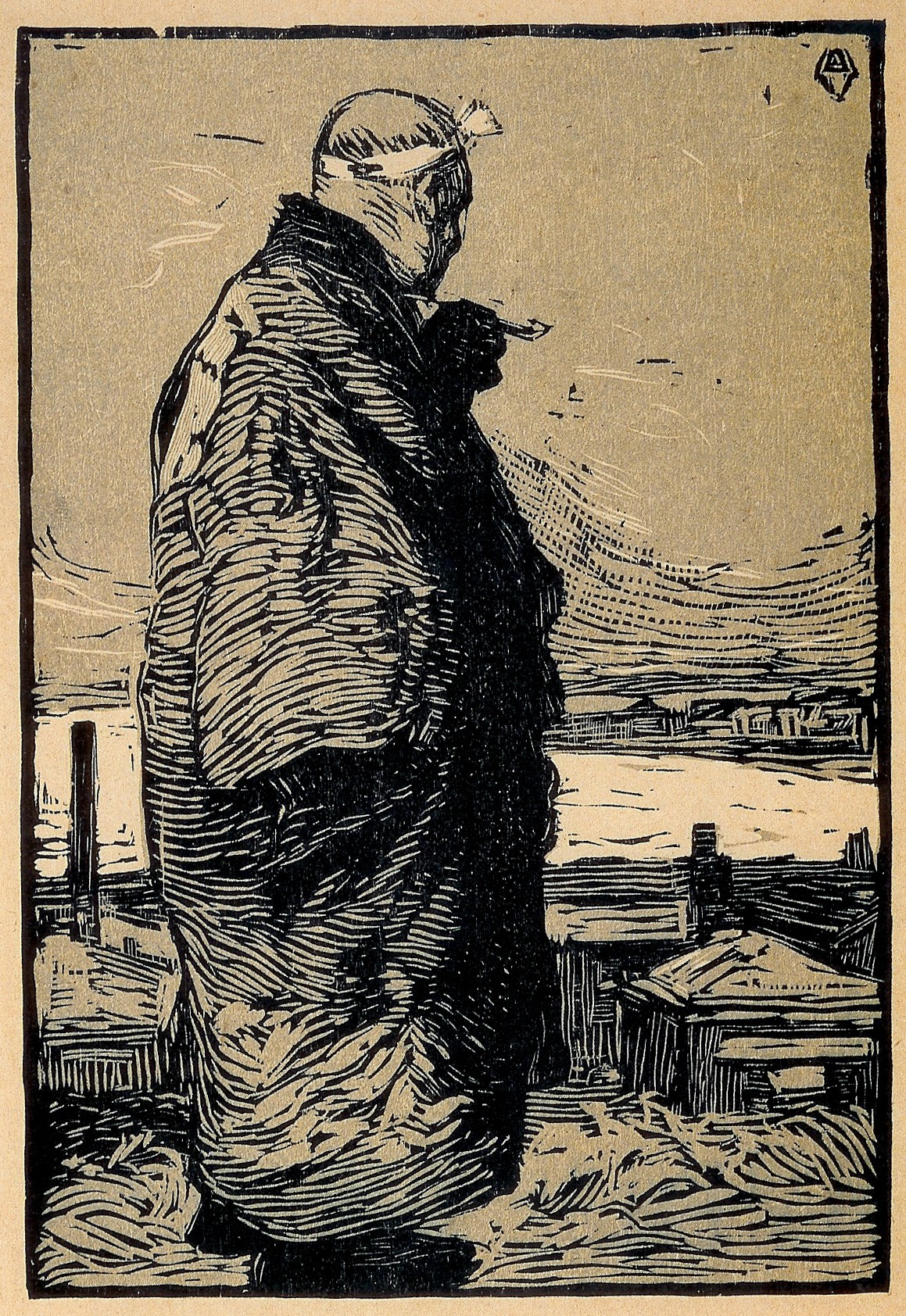
Rybář, Kanae Jamamoto, černobílý tisk, 1904

Kolem roku 1905 se populárním žánrem staly skicy z cest, s tím jak vláda Meidži podporovala cestování občanů, kteří tak měli lépe poznat svoji zemi. V roce 1915 vydavatel Šózaburó Watanabe zavedl termín šin-hanga (nové tisky), kterým označoval styl jím vydávaných tisků s tradičními japonskými náměty, určených pro cizince a Japonce vyšších vrstev. Mezi významné umělce této doby patřil například Goyó Hašiguči, označovaný za Utamara období Taišó pro jeho způsob zobrazení žen; Śinsui Itó, který přinesl modernější pojetí do zobrazování žen a Hasui Kawase, novátorský krajinomalíř. Watanabe také publikoval díla nejaponských umělců, první úspěch slavil v roce 1916 souborem tisků s japonskými a indickými náměty od anglického malíře Charlese W. Bartletta (1860–1940). Watanabeho úspěch následovali další vydavatelé. Někteří umělci stylu šin-hanga, jako byli malíři Goyó a Hiroši Jošida, dokonce začali své práce publikovat sami.
Umělci hnutí sósaku-hanga (kreativní tisky) převzali kontrolu nad všemi kroky tiskařského procesu od návrhu, přes vyřezání štočků až po tisk. Kanae Jamamoto (1882–1946), který studoval na Tokijské univerzitě múzických umění, je považován za průkopníka tohoto přístupu. V roce 1904 vytvořil obraz Rybář s použitím dřevotisku, techniky považované japonským uměleckým establishmentem za nemoderní, zastaralou a nevhodnou pro komerční produkci. Založení Sdružení japonských dřevořezbářských umělců v roce 1918 představuje začátek stylu sósaku-hanga jako hnutí. Hnutí podporovalo individualitu umělců a jako takové neprosazovalo žádná dominantní témata ani styly. Témata se pohybovala od zcela abstraktních děl Kóširóa Ončiho (1891–1955), až ke zcela tradičnímu pojetí zobrazení japonských scén Uničiho Hiracuky (1895–1997). Tito umělci tvořili tisky, jejichž cílem nebylo oslovit masové publikum, nýbrž vytvořit umělecké dílo a nemínili se nechat omezovat tradičním stylem ukijo-e.
Tisky z konce 20. a počátku 21. století vycházely z dřívějších hnutí, zejména sósaku-hanga, s jeho důrazem na individuální vyjádření. V tiskařských technikách se tradiční japonský dřevotisk spojil se západními postupy jako sítotisk, lept, mezzotinta a další.

Následovníci ukijo-e
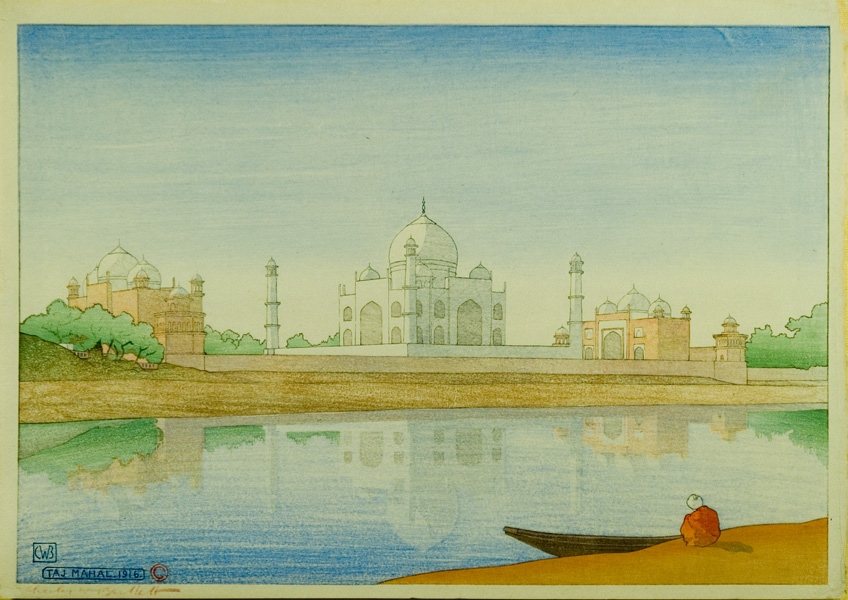
Tádž Mahal, Charles W. Bartlett, 1916
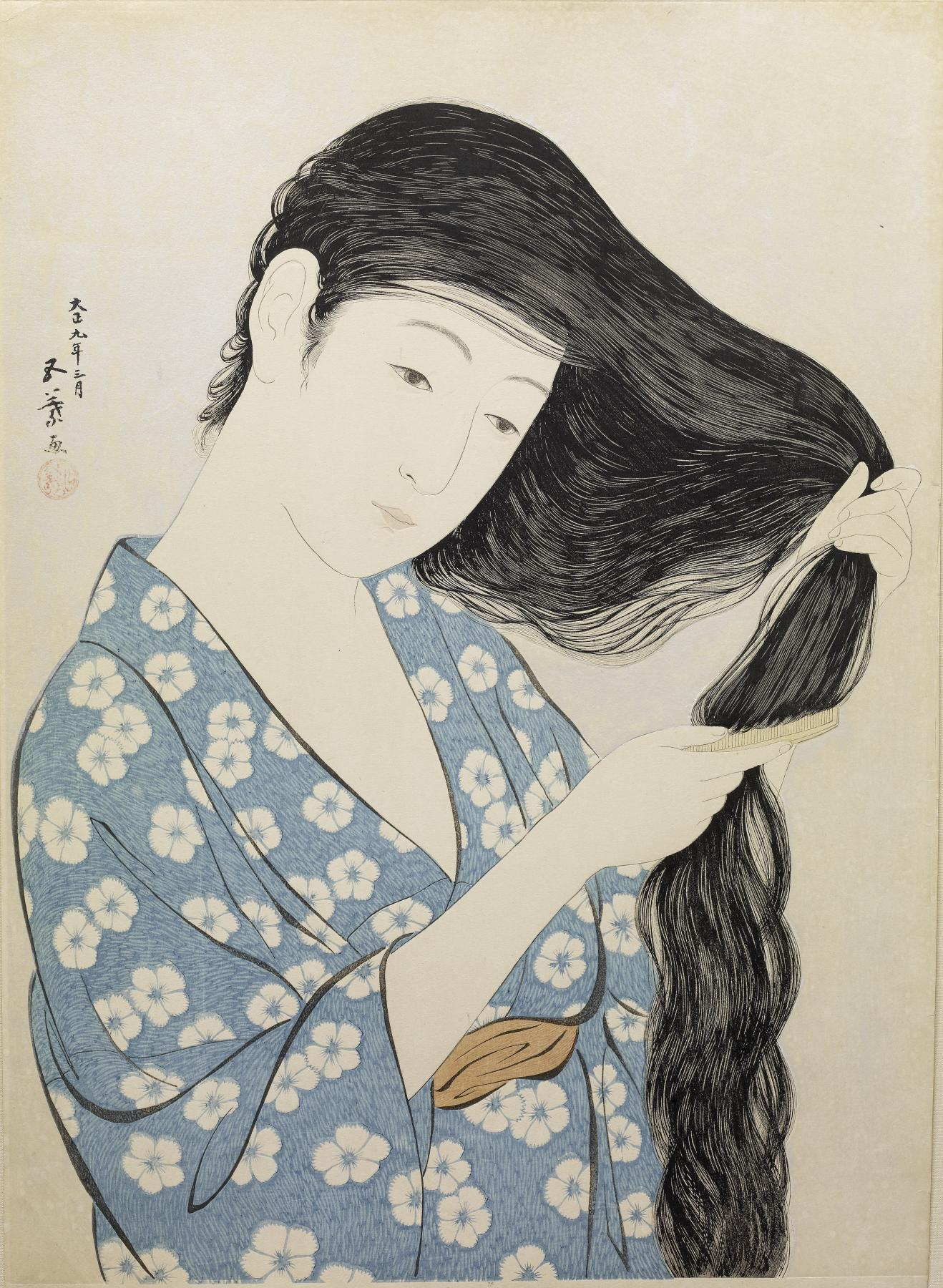
Česání vlasů (Kamisuki 髪すき) Gojó Hašiguči, 1920
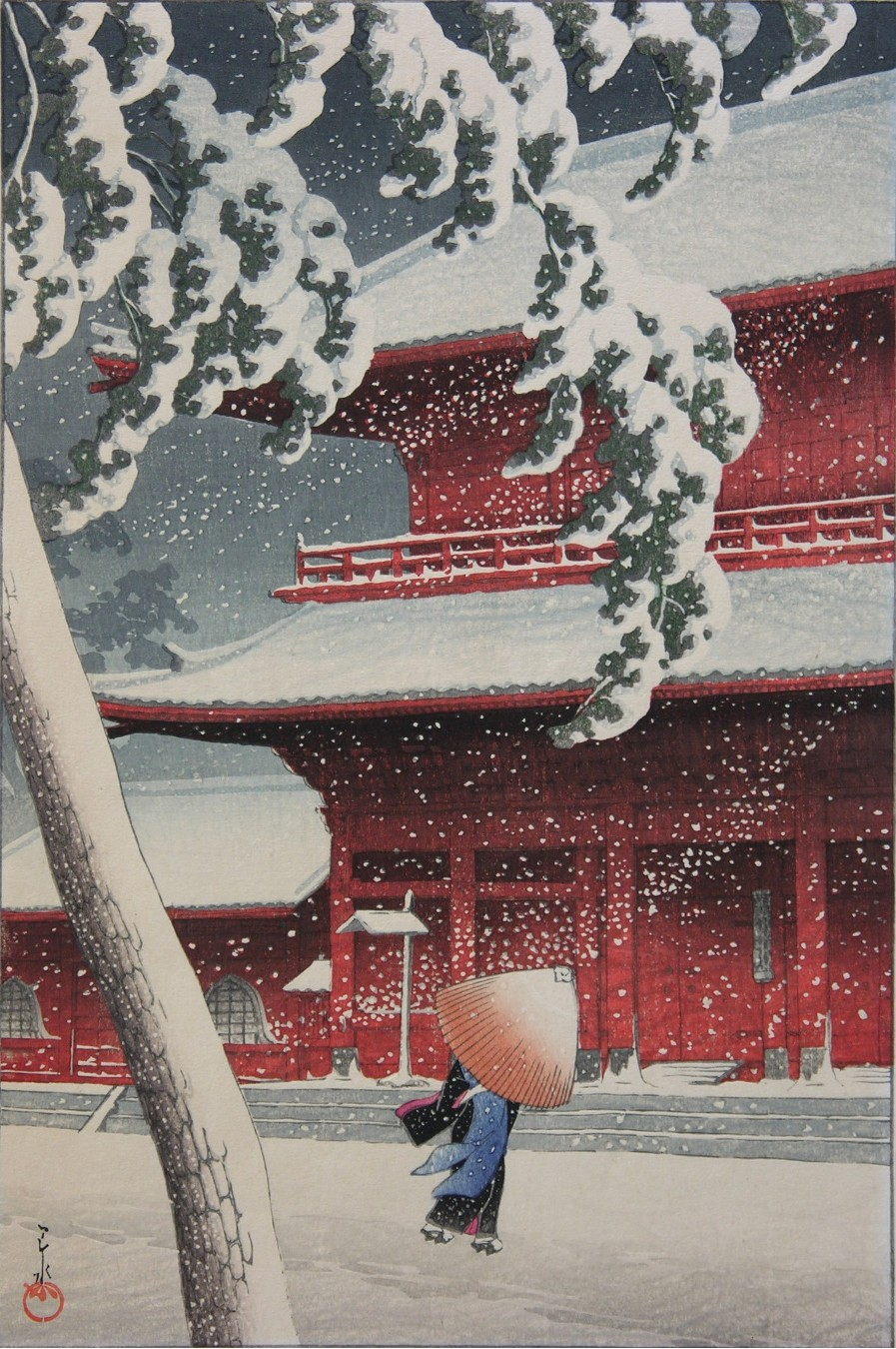
Šiba Zójóji, Hasui Kawase, 1925, dřevotisk, ze série 20 pohledů na Tokio
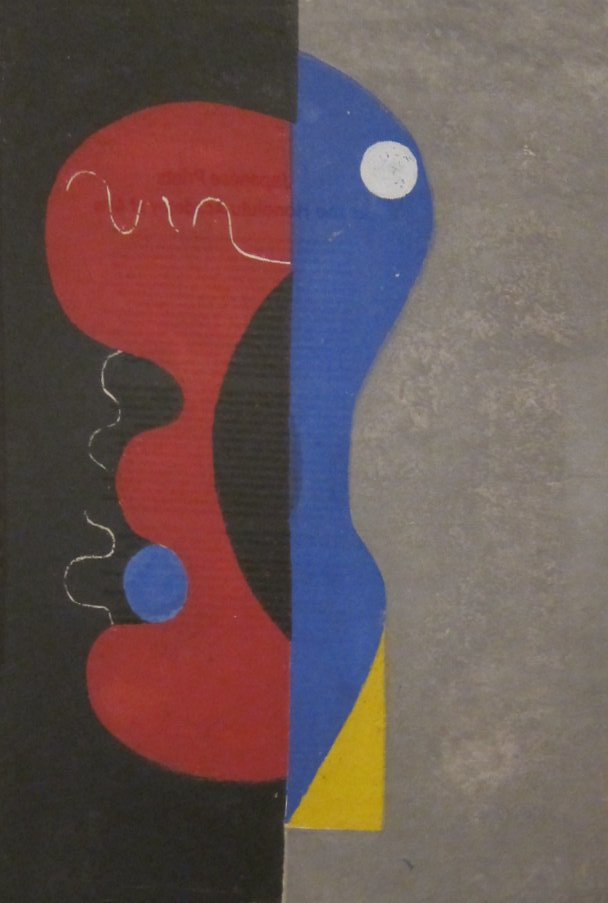
Lyrická báseň č. 23 Kóširó Onči, 1952

## Styl

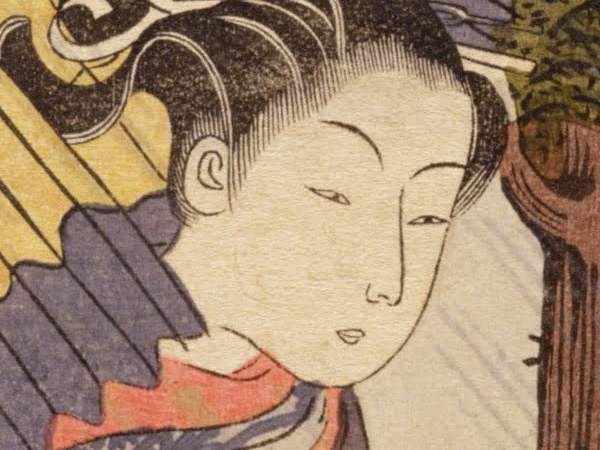
Žena navštěvující svatyni v noci, Suzuki Harunobu, 17. století, barevný tisk tváře japonské ženy, černé silné a rovné čáry definují obrysy, barvy jsou v plochách a jednoduché

Japonští ranní ukijo-e umělci vnášeli do svého umění sofistikované znalosti, principy a školu klasické čínské malby. Tito umělci postupně zavrhli zjevný čínský vliv a vyvinuli vlastní nativní styl japonský. Práce těchto raných umělců ukijo-e byly označovány jako Primitivní umění v tom smyslu, že tisk jako médium byl pro ně novou výzvou, které přizpůsobili staletí starou techniku, ale jejich návrhy obrazu nejsou považovány za primitivní. Mnoho ukijo-e umělců studovalo pod mistry Kanó školy a dalších malířských škol. Definujícím znakem většiny tisků ukijo-e je dobře definovaná, tučná, rovná čára. Nejstarší tisky byly monochromatické a linie byly jediným tištěným prvkem; i s příchodem barvy tato charakteristika dominovala. V ukijo-e kompozicích jsou formy uspořádány do ploch s obrázky typicky v jediné rovině hloubky. Pozornost byla věnována vertikálním a horizontálním vztahům, stejně jako detailům, jako jsou linie, tvary a vzory, příkladem jsou například oděvy. Kompozice byly často asymetrické a pohled byl často ukazován z neobvyklých úhlů, například shora. Prvky obrazu byly často oříznuty, svým složením vyvolávaly pocit spontánosti. V barevných výtiscích jsou kontury většiny barevných oblastí ostře definovány, obvykle lineárním způsobem. Estetika ploch barevných oblastí kontrastuje s modulovanými barvami očekávanými podle západních tradic a s dalšími tradicemi v japonském umění, oblíbenými u prominentní vyšší třídy. Příkladem jsou monochromatické malby ve stylu zenga, což je styl japonské kaligrafie a malby, provedené černým inkoustem pomocí speciálních štětců nebo v tónových barvách školy Kanó. V mnoha případech je kaligrafie i malba na obraze společně. Kaligrafie vypráví báseň nebo učí nějaký prvek pravé cesty zenu. Malba štětcem je charakteristicky jednoduchá, tučná a abstraktní.

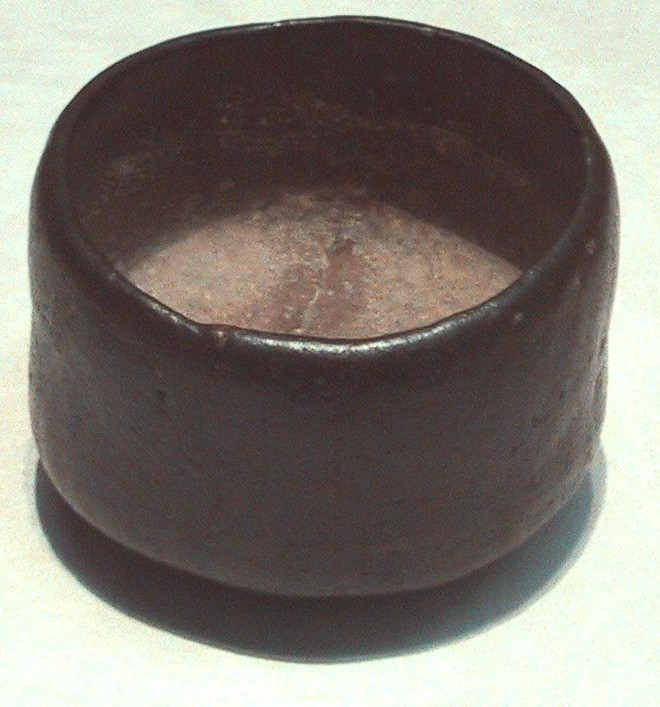
Estetika wabi-sabi promítnutá na čajovou nádobu ze 16. století

Barevné, ostentativní a složité vzorce, obavy z měnící se módy a napjaté, dynamické pozice a kompozice v ukijo-e jsou v pozoruhodném kontrastu s mnoha koncepty v tradiční japonské estetice. Prominentní mezi nimi, wabi-sabi favorizuje jednoduchost, asymetrii a nedokonalost, s důkazem na ubíhající čas; a šibui hodnoty subtilnosti, pokory a zdrženlivosti. Ukijo-e se tak dostává do menšího rozporu s estetickými koncepty jako je pikantnost, urbanistický styl a iki (specifický estetický ideál). Zobrazuje neobvyklý přístup ke grafické perspektivě, který se může jevit jako nedostatečně rozvinutý ve srovnání s evropskými malbami stejného období. Geometrická perspektiva v západním stylu byla v Japonsku známa - nejvýrazněji ji praktikovali malíři krátce trvající školy malby Akita ranga v 70. letech 19. století - stejně jako čínské metody pro vytvoření pocitu hloubky pomocí homogenních a paralelních linií. Techniky se někdy objevily společně v dílech ukijo-e v geometrické perspektivě poskytující iluzi hloubky v pozadí a výraznější čínskou perspektivu v popředí. Tyto techniky byly s největší pravděpodobností vyvinuty nejprve podle čínských obrazů západního stylu, spíše než přímo ze západních děl. Dlouho poté, co se s těmito technikami japonští umělci seznámili, nadále je harmonizovali s tradičními metodami podle svých kompozičních a expresivních potřeb. Jiný způsob, jak ukázat hloubku, bylo použití čínské kompoziční metody používané v buddhistických obrazech, kde je velká forma umístěna v popředí, menší uprostřed a nejmenší v pozadí; toto může být viděno v Hokusaiově obraze Velká vlna s velkou lodí v popředí, menší za ní a malou horou Fudži v pozadí. Tendencí raného ukijo-e bylo představovat krásu tak, jak to nazval historik umění Midori Wakakura: serpentine posture (hadovitý postoj), který zobrazuje těla subjektů stojících za sebou nepřirozeně zkroucené. Historik umění Motoaki Kóno předpokládal, že to mělo své kořeny v tradičním tanci; Haruo Suwa s tímto názorem nesouhlasil, tvrdil, že pózy byly uměleckou licencí umělců ukijo-e. Tak tomu bylo i v případě, kdy byly na jiné části kompozice aplikovány realistické perspektivní techniky.

### Témata a žánry
Typickými subjekty byly ženské krásky (bijin-ga), divadelní herci kabuki (yakuša-e) a krajiny. Znázorněné ženy byly nejčastěji kurtizány a gejši, které podporovaly zábavu v tzv. okresech potěšení. Detaily, kde umělci zobrazovali módu a účesy kurtizán umožňují datovat tisky s určitou spolehlivostí. Menší pozornost byla věnována přesnosti ženských fyzických rysů, tváře jsou stereotypní, těla jsou v jedné generaci vysoká a štíhlá a drobná v jiné. Portréty osobností byly velmi žádané, obzvláště portréty herců kabuki a zápasníků sumó, dvou z nejpopulárnějších zábav této éry. Zatímco pro mnoho obyvatel Západu bylo zobrazení krajiny určující definicí pro tisky ukijo-e, v historii ukijo-e se krajinomalba rozvíjela relativně pozdě.

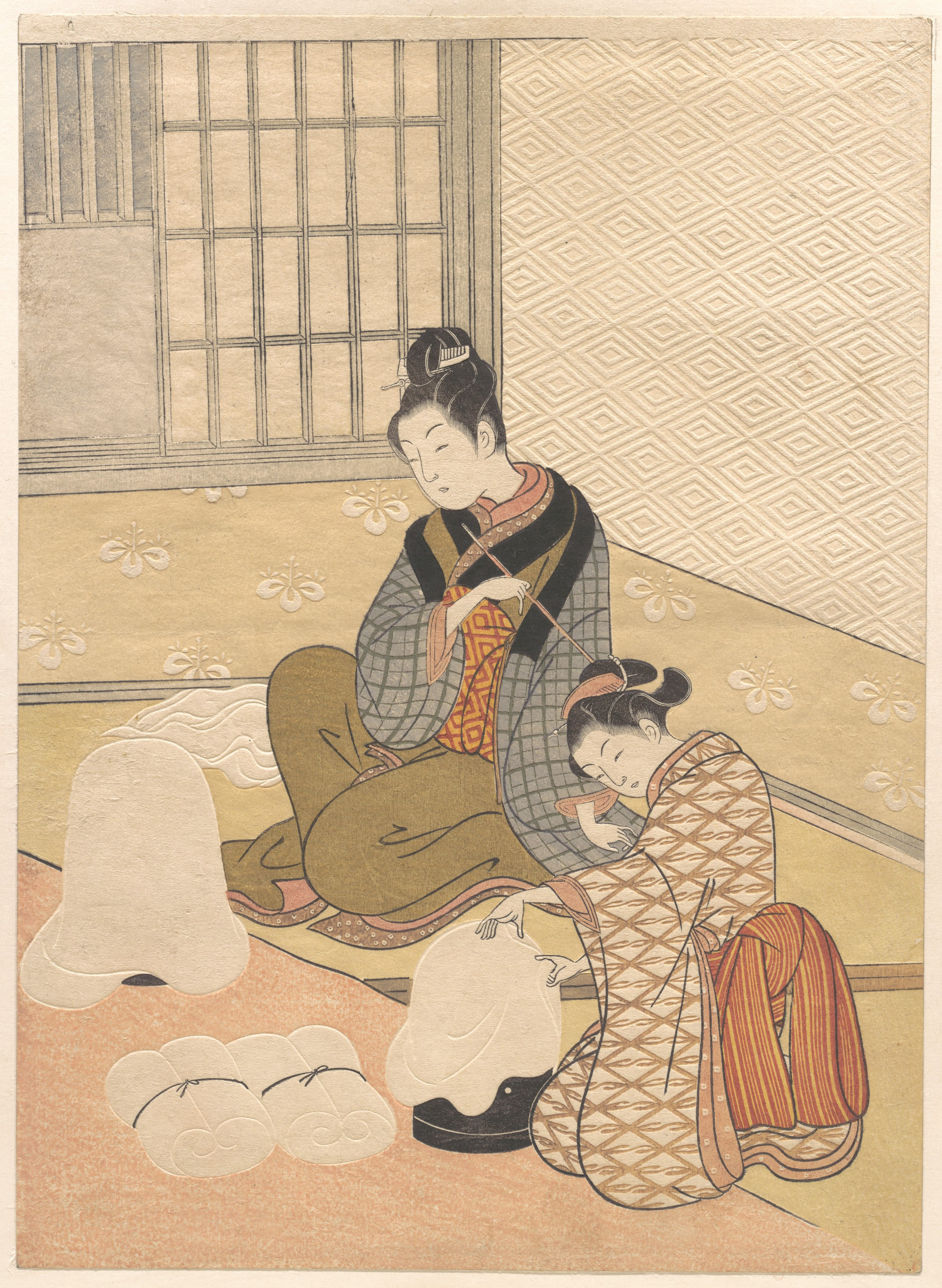
Portréty krásek byly základem ukijo-e. Tapeta a další objekty v tomto brokátovém tisku jsou značně reliéfní. Večerní sníh na Nurioke, Harunobu, 1766

Tisky ukijo-e byly původně určeny pro knižní ilustrace - mnoho z nejranějších jednostránkových Moronobuových tisků bylo určeno pro knihy, které měl malíř ilustrovat. E-hon knihy - japonský termín pro obrázkové knihy - byly populární a byly důležitou předlohou pro ukijo-e umělce. V pozdním období Hokusai vytvořil tisky Sto pohledů na horu Fudži a Hokusai Manga. Tradiční japonská náboženství nepovažují sex nebo pornografii za morální korupci v judaisticko-křesťanském smyslu, a dokud měnící se morálka období Meidži nevedla k jeho potlačení, pro šóguny byly erotické tisky hlavním žánrem. Zatímco režim Tokugawy podrobil Japonsko přísným cenzurním zákonům, pornografie nebyla považována za trestný čin a obecně se setkávala se souhlasem cenzorů. Mnoho z těchto tisků dokazovalo vysokou úroveň kresby a často i humor v jejich explicitním zobrazení scén z ložnic, voyeurství a nadměrné anatomie. Podobně jako u zobrazení kurtizán, i tyto obrazy byly úzce spjaty se zábavami v okresech potěšení. Téměř každý ukijo-e mistr produkoval šunga (japonský termín pro erotické umění) na stále stejném místě. Záznamy o úrovni společenské přijatelnosti tisků šunga nemáme, ale profesor dějin umění a specialista na rané moderní Japonsko Timon Screech předpokládá, že téměř jistě existovalo nějaké znepokojení nad touto záležitostí a že úroveň přijatelnosti byla přehnaná pozdnějšími sběrateli, obzvláště pak sběrateli západními. Scény z přírody byly důležitou součástí asijského umění v průběhu historie. Umělci pečlivě studovali správné formy a anatomii rostlin a živočichů, i když zobrazování lidské anatomie zůstalo spíše fantazijní až do moderní doby. Ukijo-e přírodní tisky jsou volány kachó-e, který se překládá jako obrazy květin a ptáků, ačkoli žánr nezobrazoval jen květiny nebo ptáky a květiny a ptáci se ne vždy nutně objevovali na obraze spolu. Založení kachó-e jako žánru je přičítáno Hokusaiovi pro jeho detailní, přesné zobrazení přírody.
Reformy období Tenpó ze 40. let 19. století potlačily zobrazování herců a kurtizán. Kromě krajin a kachó-e se proto umělci obrátili k zobrazení historických scén, jako jsou starověcí bojovníci nebo scény z legend, literatury a náboženství. Příběh z 11. století The Tale of Genji (Příběh o Genjim)  a ze 13. století Tale of the Heike byli zdrojem umělecké inspirace japonskou historií i pro ukijo-e. Známí bojovníci a šermíři jako Mijamoto Musaši (1584 - 1645) se stali častými subjekty, stejně tak jako zobrazení různých monster, nadpřirozena a hrdinů japonské a čínské mytologie. Od 17. do 19. století se Japonsko izolovalo od zbytku světa. Obchod, primárně soustředěný na Holandsko a Čínu, byl omezen na ostrov Dedžima blízko Nagasaki. Mimořádné obrazy zvané Nagasaki-e byly prodávány turistům z ciziny výměnou za jejich zboží. Po uzavření dohod z roku 1859 se přístav Jokohama stal jednou ze vstupních bran západních obchodníků do Japonska. Zvláště po roce 1858 do roku 1862 se tisky Yokohama-e s různými úrovněmi reality a fantazie staly dokumenty ukazujícími rostoucí komunitu obyvatel západního světa, se kterými nyní Japonci přicházeli do styku. Zvláště populární byly triptychy scén ze Západu a západní technologie. Speciálními tisky byly tisky surimono, luxusní limitované edice určené pro vzdělance a literární znalce, obvyklou součástí designu byl pětiřádkový verš kyóka ke zvláštní příležitosti (nový rok) či uchiwa-e, obrázky tištěné na obdélníkových listech rýžového papíru waši, ořezány podél okrajů a vlepeny na kostru z bambusu.

Ukijo-e žánry
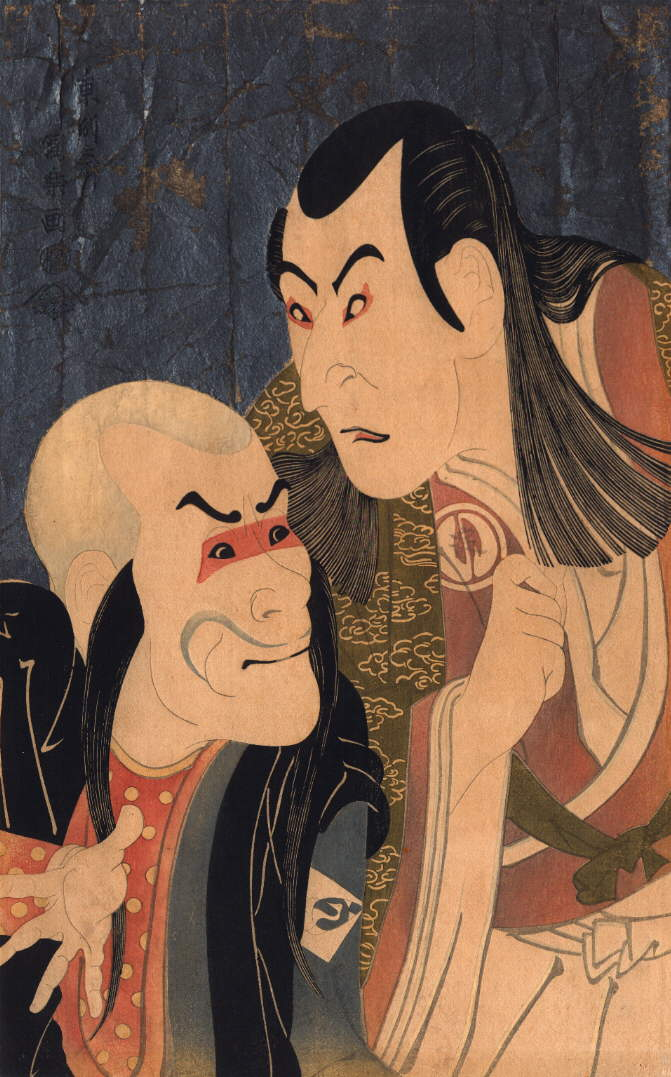
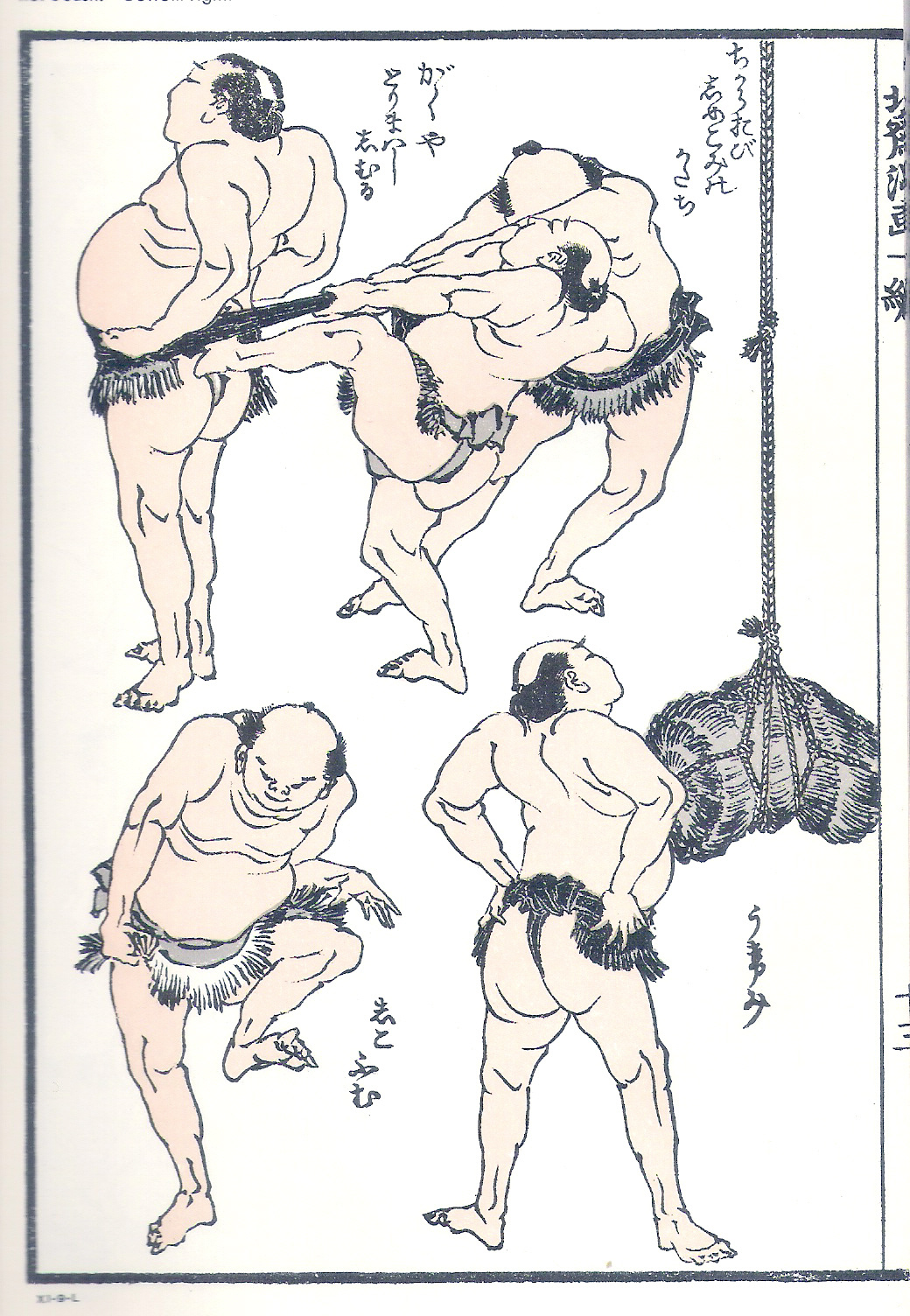
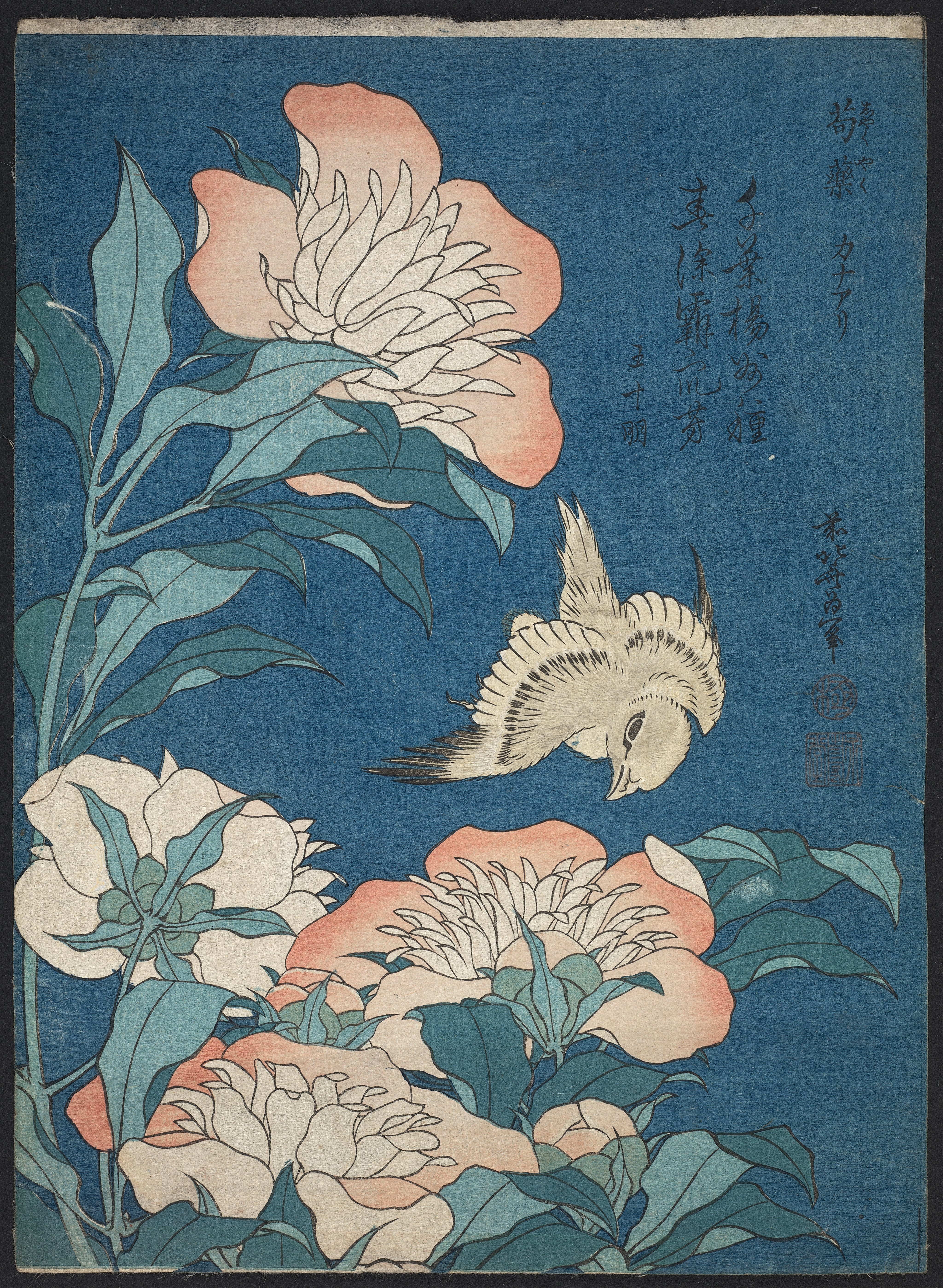
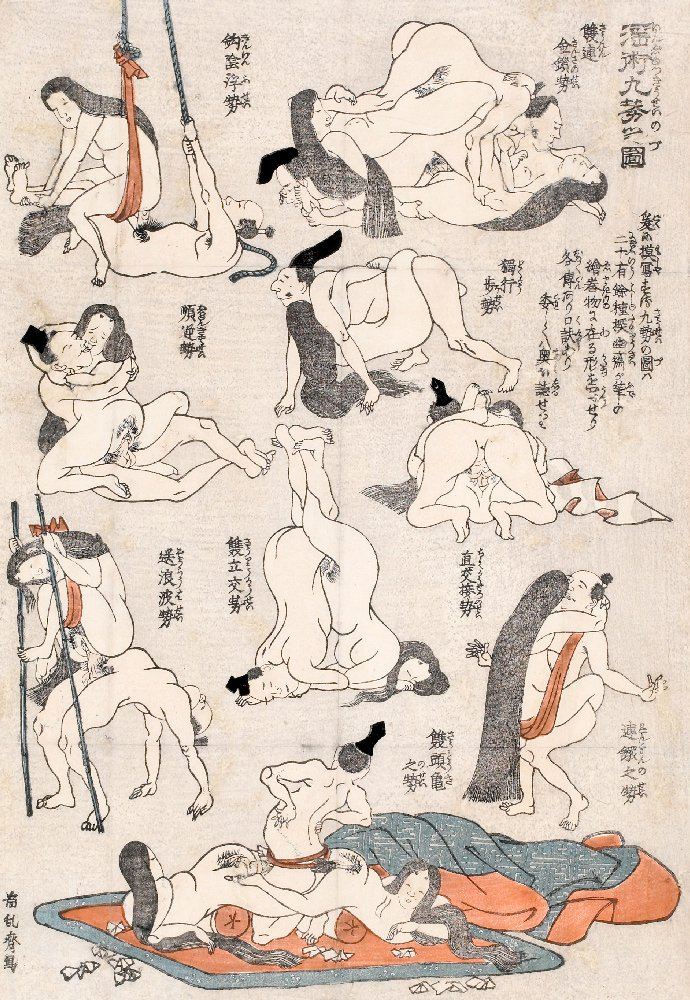
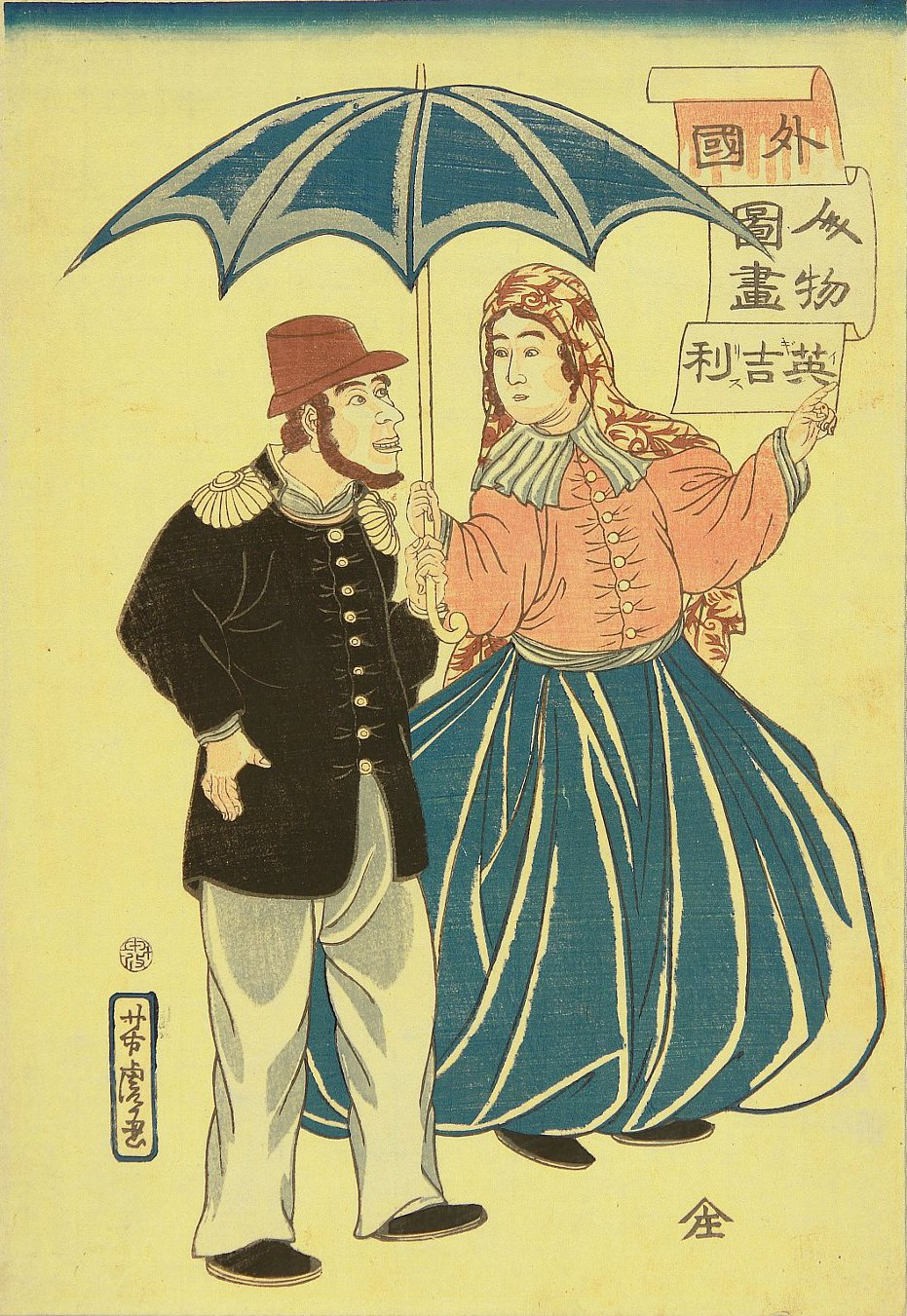

Popis obrázků v galerii:
- Yakuša-e tisk, dva herci divadla kabuki, autor Šaraku, 1794
- Zápasníci sumó připravující se na zápas, e-hon tisk, stránka ze série Hokusai Mangam, autor Hokusai, rané 19. století
- Pivoňky a kanárci, kachó-ga tisk, autor Kacušika Hokusai, z nepojmenované série známé jako Malé květy, asi 1834
- Ilustrace různých sexuálních pozic, tisky šunga, z manuálu o sexu Poklady skryté v našich kapsách, Keisai Eisen, mezi 1830–1840
- Anglický pár, Yokohama-e tisk, Utagawa Jošitora, 1860

## Produkce

### Malířství
Ukijo-e umělci často dělali obojí, jak tisky tak obrazy; někteří se specializovali na jeden nebo druhý žánr. V kontrastu s předchozími tradicemi, ukijo-e malíři dávali přednost jasným, ostrým barvám, často ohraničeným konturami s inkoustem sumi (sumi ink), s účinkem podobným tiskové linii. Nelimitováni technickými omezeními tisku, malíři měli k dispozici širší škálu technik, pigmentů a povrchů. Umělci vyráběli pigmenty z minerálních nebo organických látek, jako je světlice, mušle, olovo a minerál cinabar, později používali syntetická barviva dovážená ze Západu, jako je pařížská zeleň či pruská modř na hedvábné nebo papírové kakemono, makimono, nebo skládací zástěny byóbu.

Ukijo-e malby
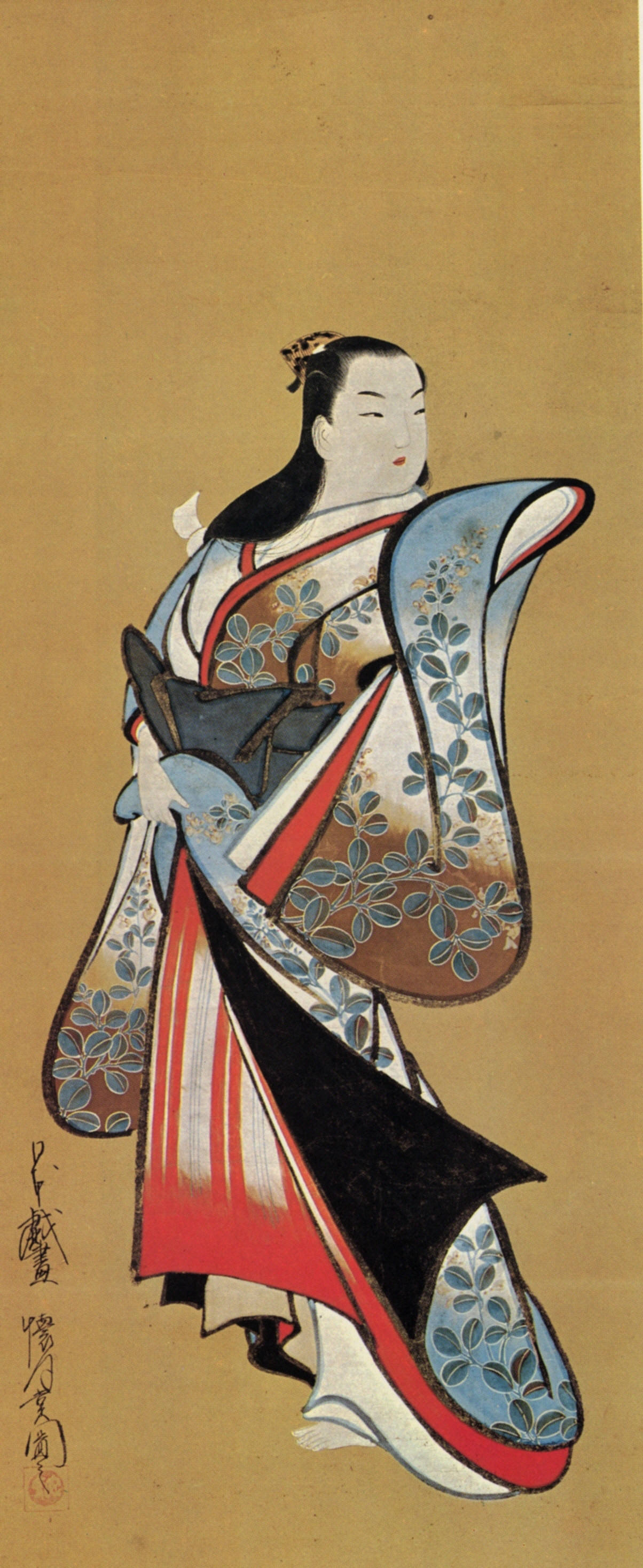
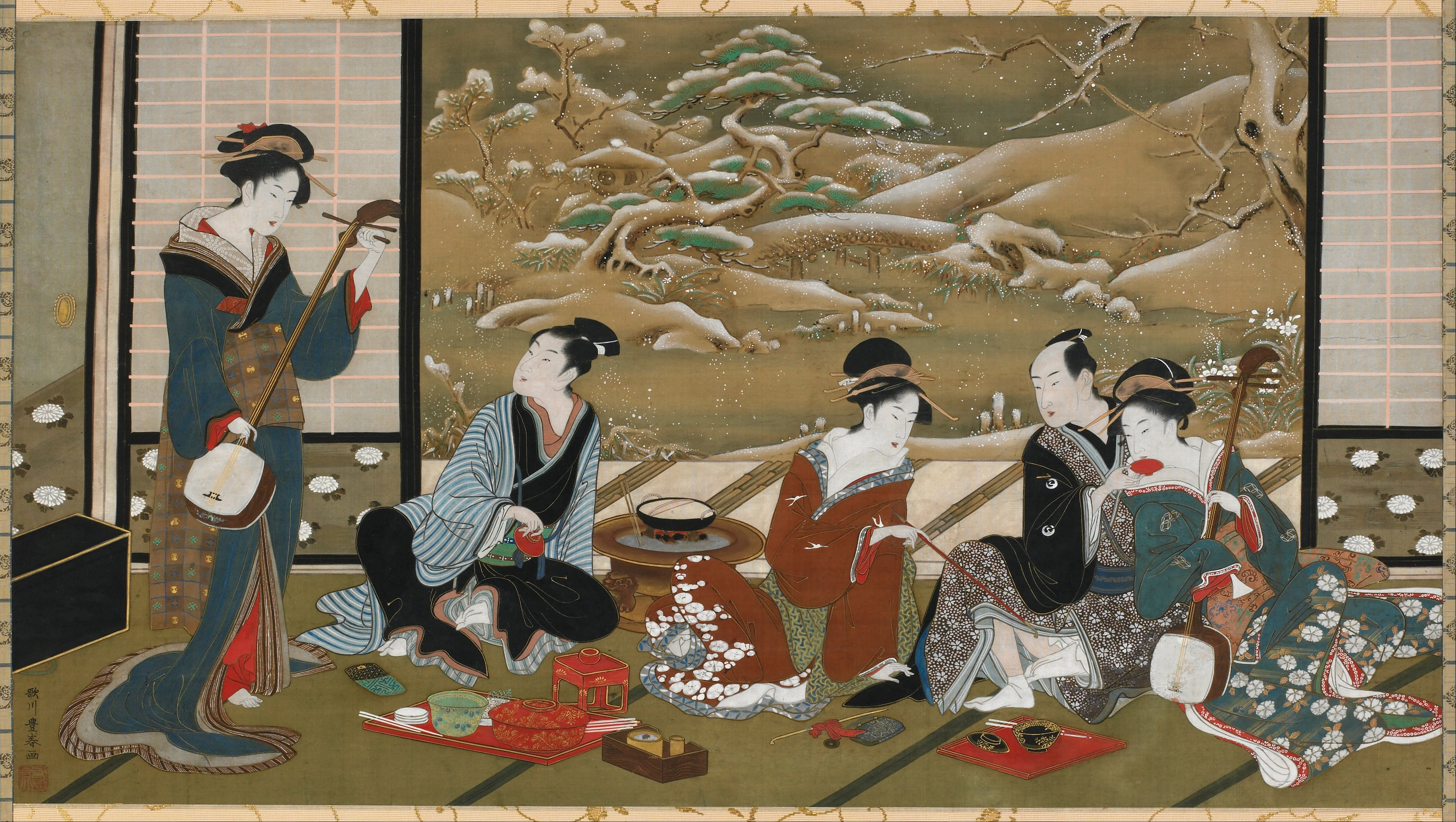
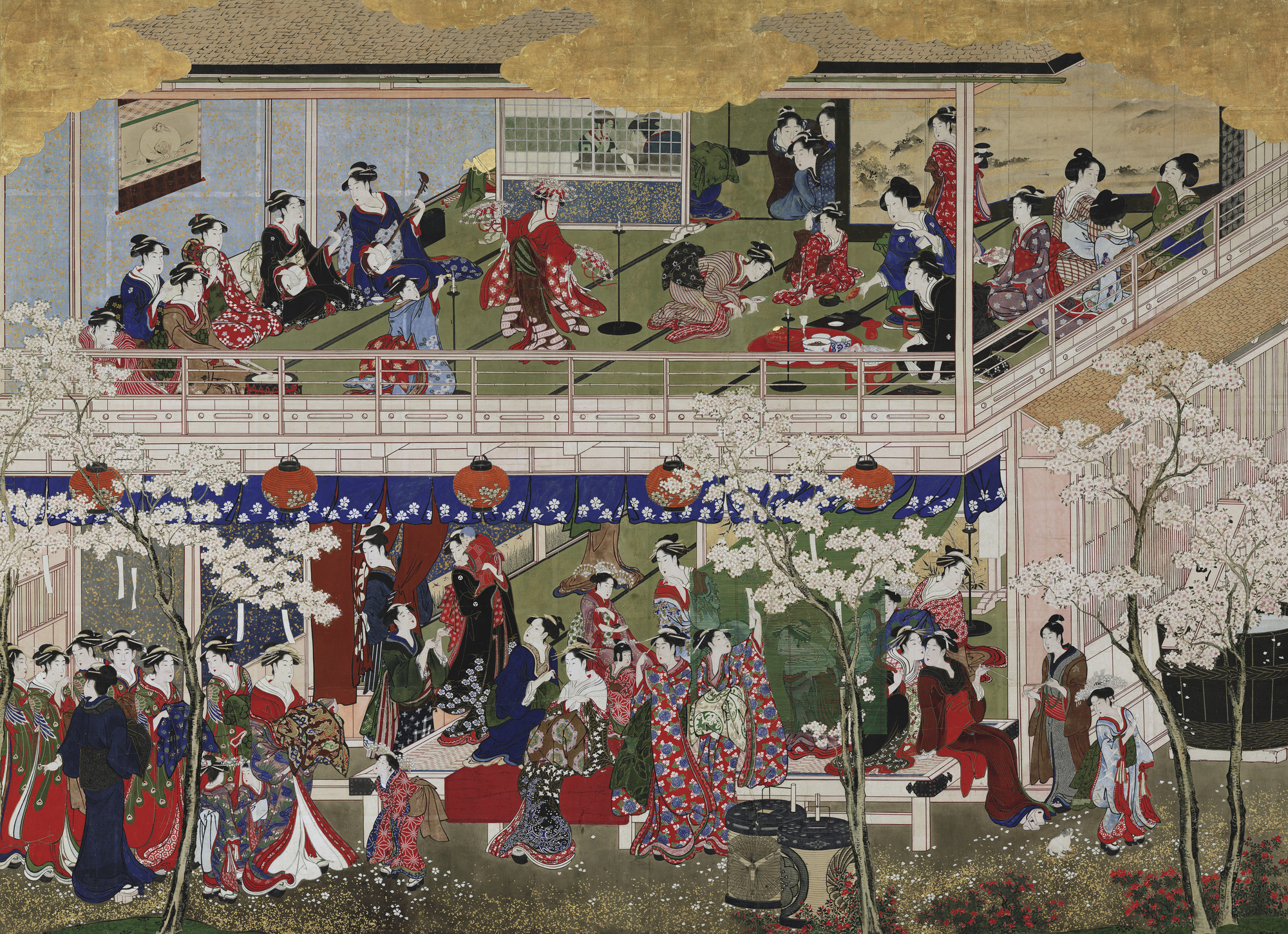
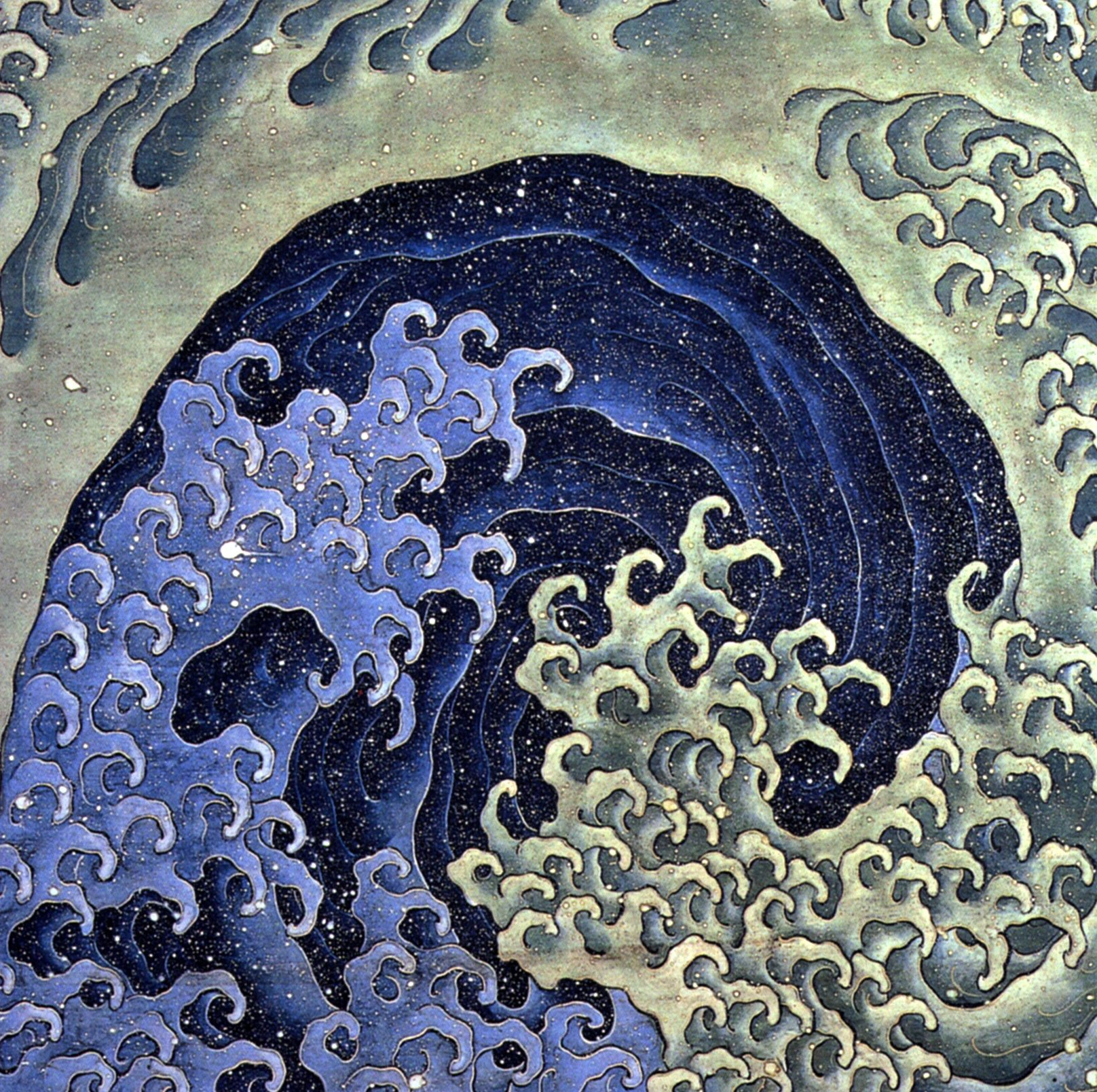

Popis obrázků v galerii:
- Barevný obraz elegantně oblečené japonské ženy, Bijin-ga, Kaigetsudó Ando, 18. století
- Obraz tří japonských žen bavících dva japonské muže, Večírek v zimě, Utagawa Tojoharu, 18. až 19. století
- Obraz Yošiwara no Hana, Utamaro Kitagawa, asi 1788–1791
- Stylizované vlny pokrývající celý obraz, název Ženská vlna, Hokusai, polovina 19. století

### Tisky

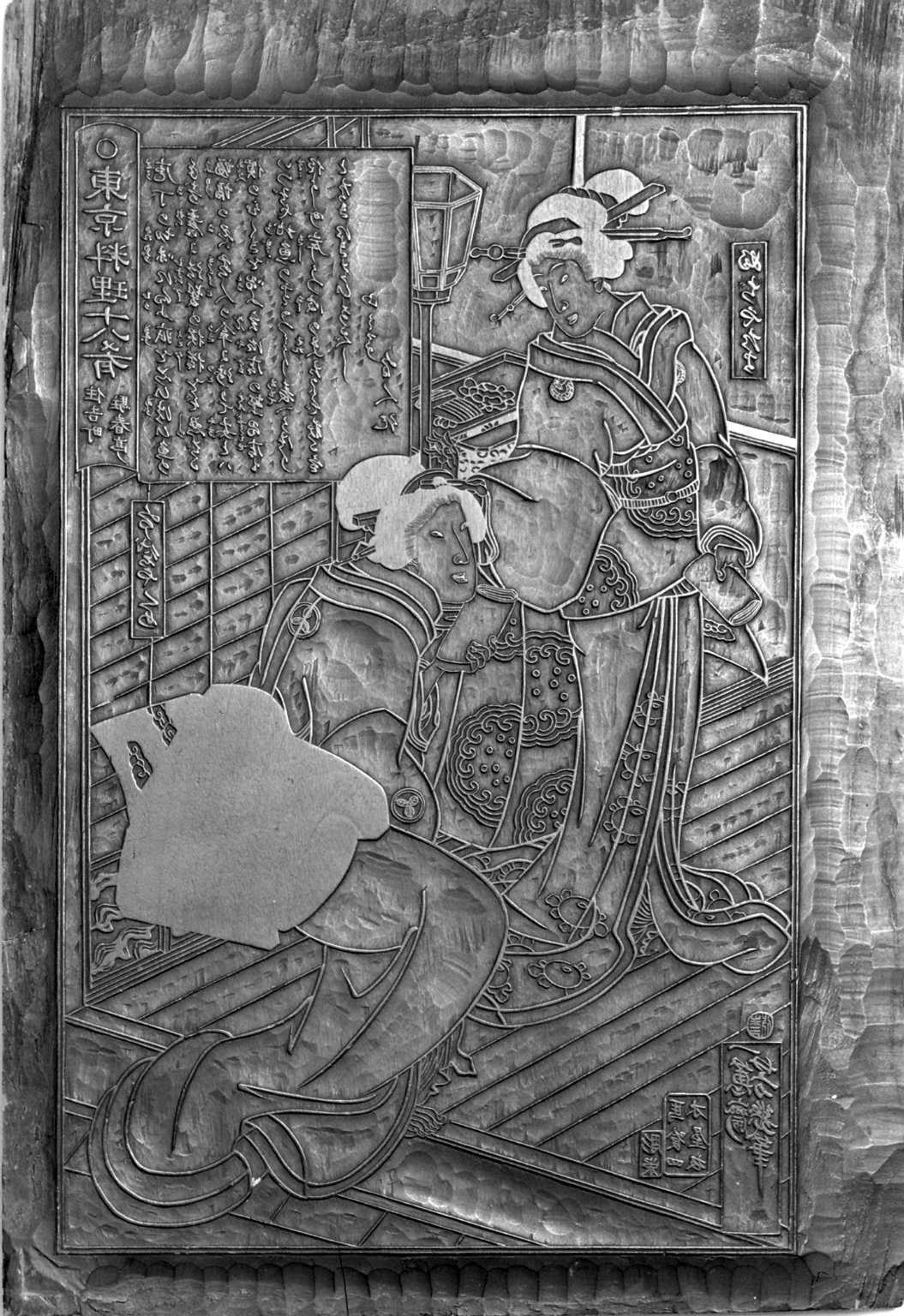
Vyřezaný bloček pro ukio-e tisk, Utagawa Jošiku, 1862

Ukijo-e tisky byla práce týmů řemeslníků na několika úrovních. Práce byla rozdělena do čtyř skupin: vydavatel, který pověřil návrháře, měl na starosti propagaci a distribuci hotového díla, umělec, který vytvořil návrh, řezbář, který vyřezal štoček pro tisk a tiskárna, která vytvořila konečný tisk. Na hotový tisk byly obvykle připsány pouze jména umělců a vydavatelů. Tisky ukijo-e ohromovaly znalce spíše kvalitou ručního papíru než samotným mechanickým tiskem jako na Západě. Umělec vytvořil kresbu na tenkém papíru, který byl nalepen na blok třešňového dřeva. Potíral se olejem, dokud horní vrstvy papíru nemohly být stáhnuty a zanechaly průsvitnou vrstvu papíru, která sloužila jako vodítko pro umístění vyřezaného bločku. Blok řezačky odstřihl nečerné plochy obrazu a zanechal vyvýšené oblasti, které byly napuštěny olejem, aby otisk zůstal. Původní kresba byla v tomto procesu zničena. Tisky byly zhotoveny z bloků lícem nahoru, takže tiskárna mohla měnit tlak pro vytvoření různých efektů a sledovat, jak papír absorbuje vodu na bázi sumi inkoustu, aplikovanou rychle v rovnoměrných horizontálních zdvizích. Mezi triky tiskárny patřilo reliéfní zobrazení obrazu, kterého bylo dosaženo lisováním neuzavřeného dřevěného bloku na papír, aby se dosáhlo efektů, jako jsou struktury oděvních vzorů nebo rybářských sítí. Mezi další účinky patřilo leštění; otřením achátem, aby se rozjasnily barvy, lakování; přetisk; poprášení kovem nebo slídou; a spreje napodobující padající sníh.
Ukijo-e tisk byl komerční uměleckou formou a vydavatel hrál důležitou roli. Vydavatelské prostředí bylo vysoce konkurenční, z celého období je známo více než tisíc vydavatelů. Mezi roky 1840 a 1850 bylo asi 250 distributorů jen v samotném Edu, poté klesl na asi 200. Počet poklesl po otevření se Japonska, asi 40 jich zůstalo do 20. století. Vydavatelé vlastnili dřevěné vyřezané bločky a autorská práva a od pozdního 18. století si vynutili svá autorská práva přes Picture Book a Print Publishers Guil (Spolek vydavatelů tisků). Tisky, které byly opakovaně vydávány byly obzvláště ziskové, neboť vydavatel mohl dřevořez použít znovu bez nákladů na jeho výrobu. Dřevěné bločky byly také obchodovány nebo prodávány jiným vydavatelům nebo zastavárnám. Vydavatelé byli obvykle také prodejci a běžně prodávali své zboží ve vlastních obchodech. Kromě umělecké pečeti vydavatelé označovali tisky vlastními pečetěmi - buď jednoduchým logem, jiní měli logo dosti komplikované, s adresou nebo dalšími informacemi.
Návrháři tisku prošli učňovským obdobím dříve než jim bylo uděleno právo produkovat své vlastní tisky, které by mohli podepsat svým jménem. Očekávalo se, že mladí designéři pokryjí část nebo všechny náklady na vyřezání dřevěných bločků. Jak umělci získali slávu, vydavatelé obvykle tyto náklady pokryli a umělci mohli požadovat vyšší poplatky.

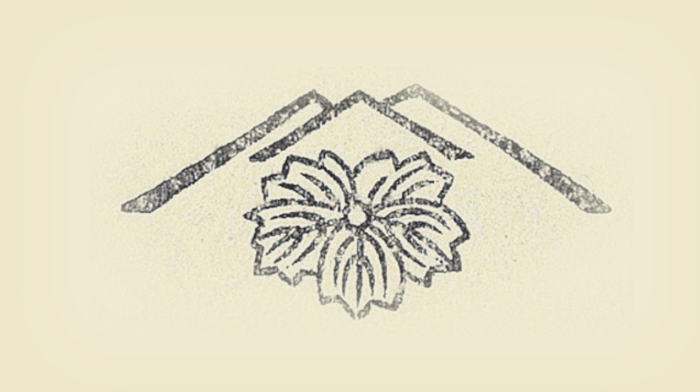
Vydavatelská pečeť Tsutaya Júzaburóa, který distribuoval díla Utamary a Šarakua, rok 1790

V pre-moderním Japonsku lidé mohli během svého života měnit své jméno. Osobní jméno z dětství - yómyó - mohlo být odlišné od jejich osobního jména zokumyó v dospělosti. Jméno umělce se skládalo z příjmení umělce gasei  následovaného osobním jménem azana. Gasei bylo nejčastěji přebíráno ze školy, do které umělec patřil, jako například Utagawa nebo Torii, a azana bylo převzato podle čínského zvyku z mistrovského uměleckého jména - například mnoho studentů Tojokuni (豊 国) převzalo kuni (国) od jména Tojokuni, stejně tak i Kunisada (国 貞) a Kunijoši (国 芳). Jména umělců podepsaných na jejich dílech tak mohou být zdrojem zmatku, protože umělci občas měnili jméno během své kariéry. Extrémním příkladem toho byl Hokusai, který během své sedmdesátileté kariéry používal přes sto jmen. Výtisky byly masově uváděny na trh a v polovině 19. století mohl jít celkový objem tisků do tisíců. Maloobchodníci a cestující je prodávali za ceny dostupné pro prosperující městské obyvatelstvo. V některých případech byl tisk kimona inzerován pod jménem umělce. Od druhé poloviny 17. století byly tisky často prodávány jako součást série, každý tisk byl opatřený razítkem s názvem série a číslem tisku v té sérii. To se ukázalo jako úspěšná marketingová technika, protože sběratelé koupili každý nový tisk v sérii, aby jejich sbírky byly kompletní. V 19. století množství tisků takových sérií, jako například Hirošigův cyklus Padesát tři stanic na cestě Tókaidó, šlo do desítek kusů.

Výroba ukijo-e tisků
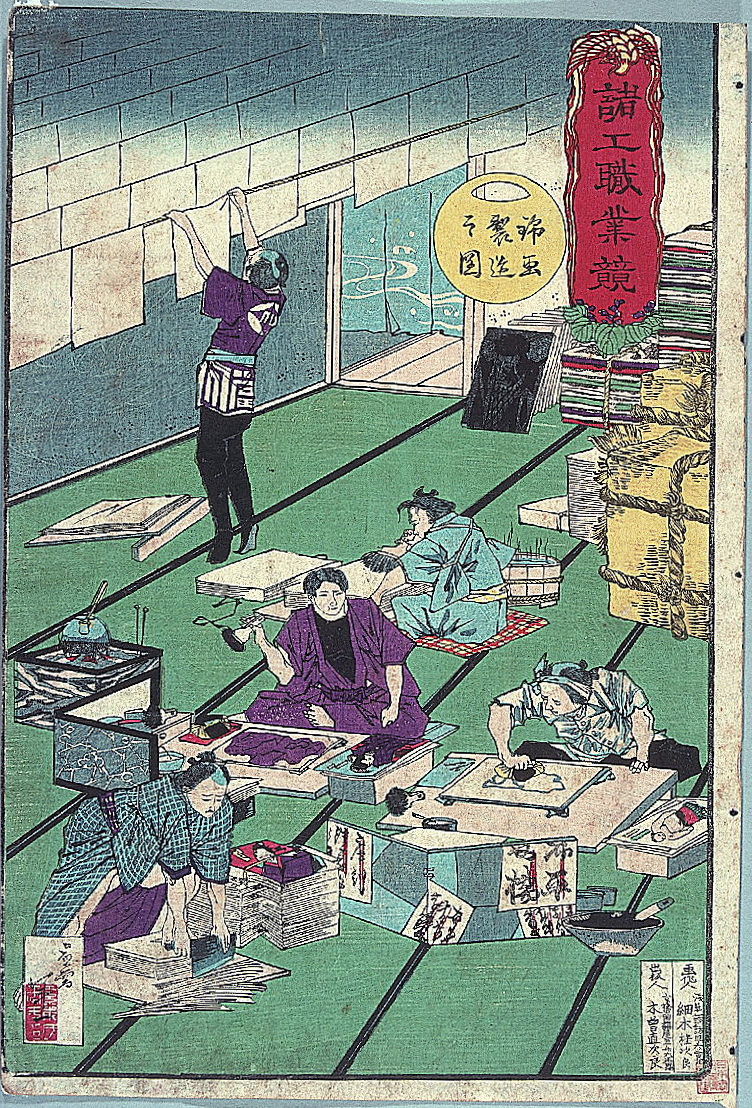
Vytváření výtisků, barevný tisk, skupina japonských mužů, kteří se věnují tisku, Hosoki Tošikazu, 1879
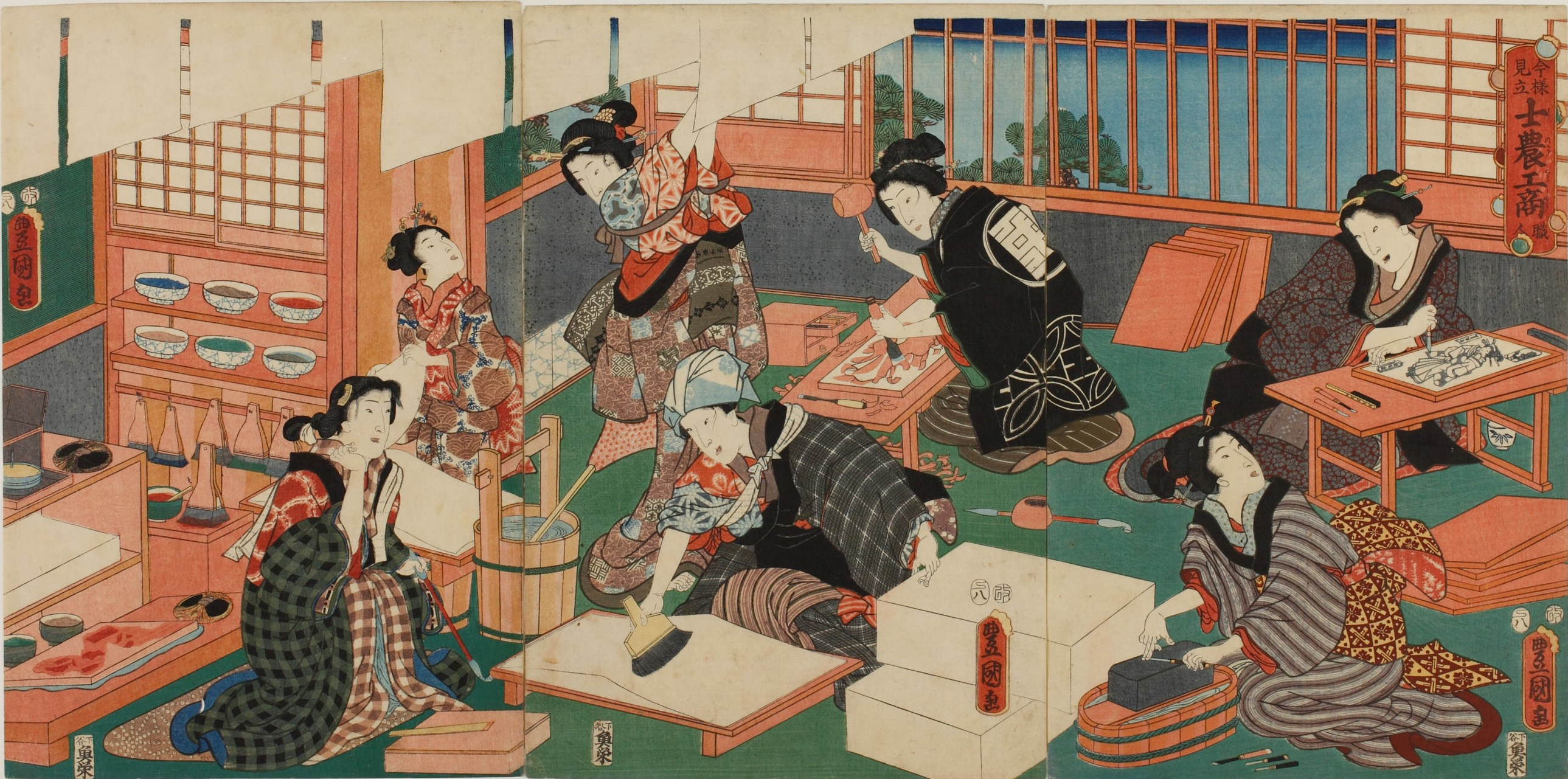
Barevný tisk skupiny elegantně oblečených japonských žen, které tisknou. Autor Kunisada, 1857. Skutečná tiskárna by nebyla osazená takovými kráskami.
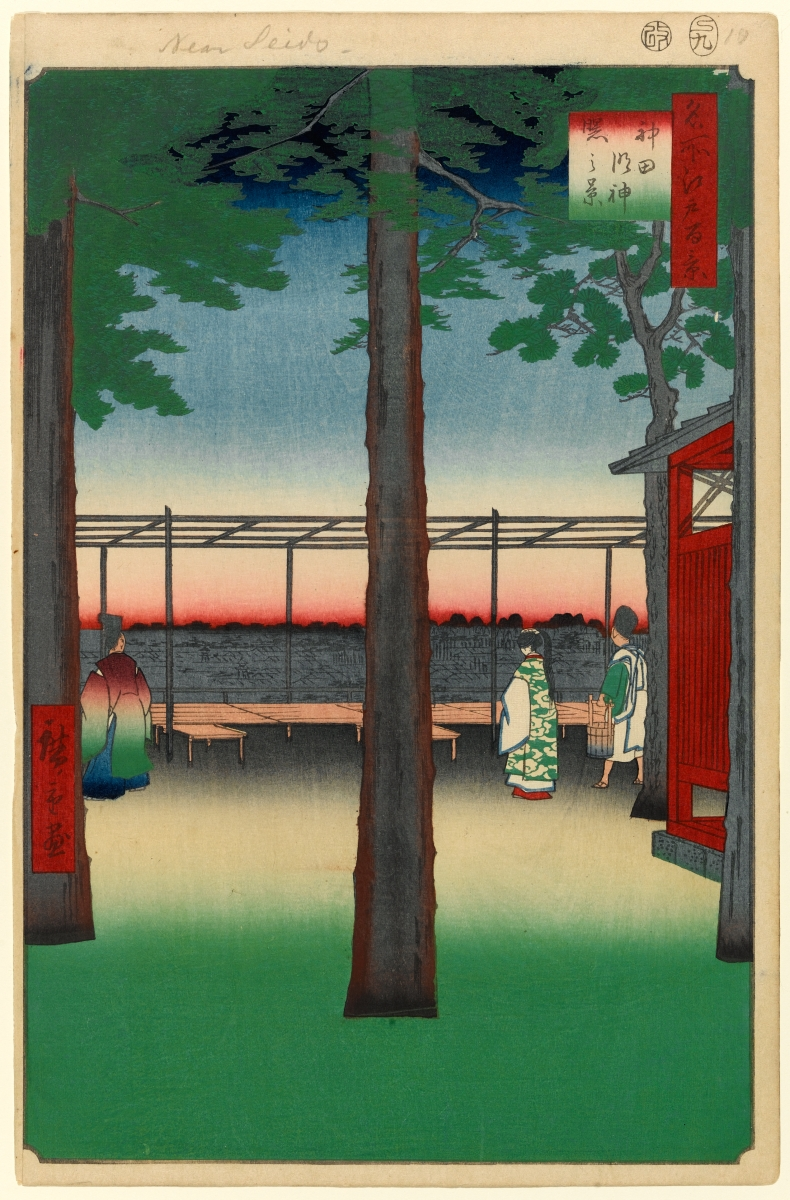
Tisk bokaši, ze série Sto slavných pohledů na Edo, č. 10, část 1, Jaro, autor Hirošige, asi 1857

#### Barevné tisky
Zatímco barevný tisk v Japonsku pochází z let 1640, na tisky ukijo-e byl používán pouze černý inkoust. Barva byla někdy přidána ručně, pomocí červeného inkoustu v tan-e tiscích, nebo později pomocí růžového světlicového inkoustu v tiscích beni-e. Barevný tisk se používal pro knižní ilustrace od roku 1720 a pro jednotlivé listy od roku 1740. Pro každou barvu se použil tisk s bločkem speciálně určeným pro tuto barvu. Raný barevný tisk byl omezen na růžovou a zelenou; techniky rozšířené v následujících dvou desetiletích umožnily až pět barev. Kolem roku 1760 se objevil plně barevný tisk uplatňovaný u nišiki-e tisků. za použití deseti i více štočků. Aby byly bločky pro každou barvu správně zarovnány, byly na jednom rohu a na sousední straně umístěny registrační značky zvané kentó. Tiskárny nejprve používaly barvy z přírodních barviv, z minerálních nebo rostlinných zdrojů. Barvy měly průsvitnou kvalitu, která umožňovala míchání různých barev z primárních červených, modrých a žlutých pigmentů. V 18. století se stala zvláště populární pruská modř, používaná zejména v krajinách Hokusai a Hirošige, jako byl bokaši tisk – technika používaná v japonském tisku, která dosahuje variace v sytosti jedné nebo více barev ručně použitím gradace inkoustu na navlhčený dřevěný tiskový blok namísto rovnoměrného barvení bločku. Tato ruční aplikace musela být opakována pro každý list papíru, který byl potištěn. Někde tiskárna dosahovala gradace barev mícháním jedné barvy do druhé. Levnější a konzistentnější syntetická anilinová barviva přišla ze Západu v roce 1864. Barvy byly tvrdší a jasnější než tradiční pigmenty. Vláda Meidži podporovala jejich použití jako součást širší politiky přibližování Japonska západu.

## Kritika a historiografie

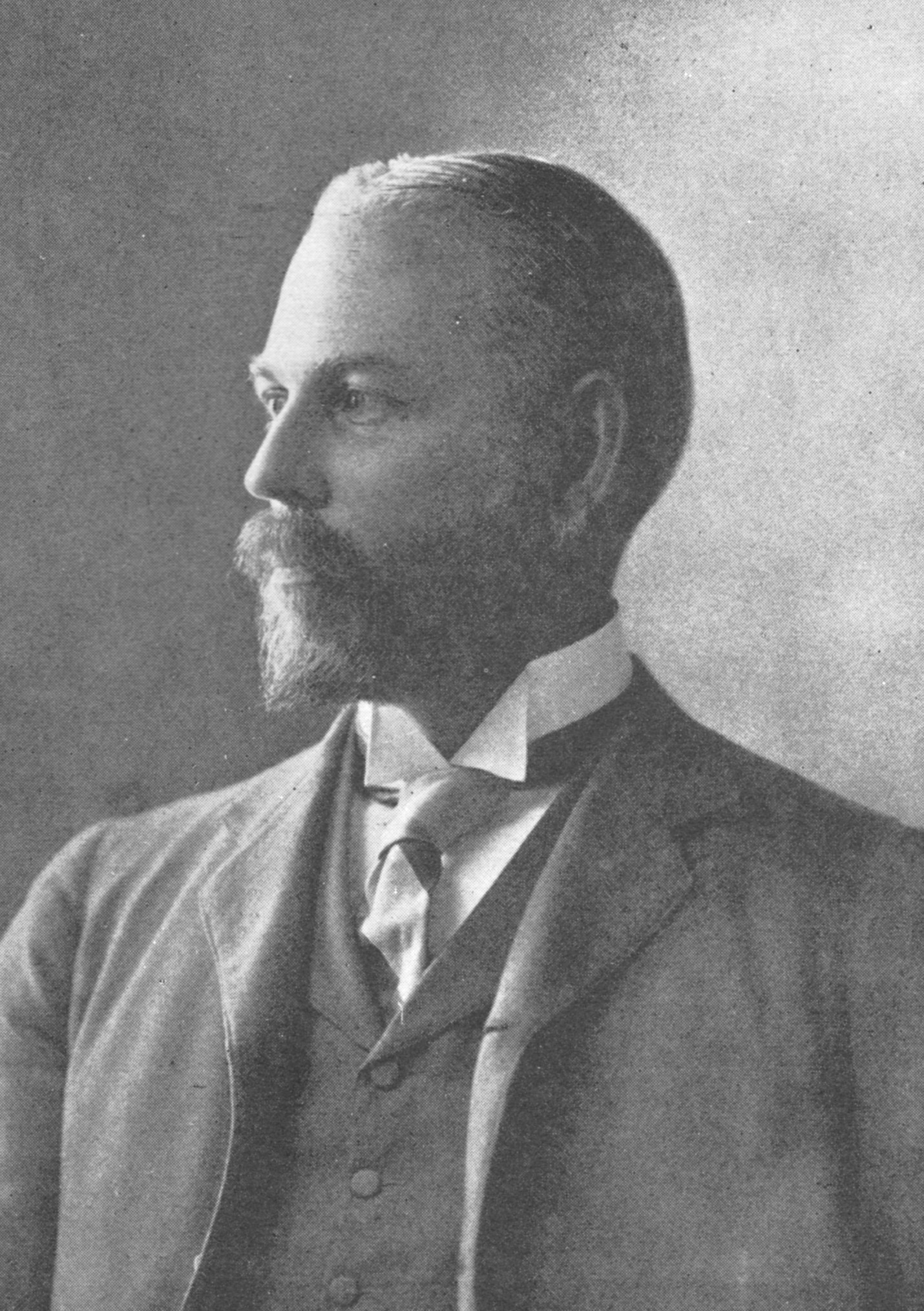
Ernest Fenollosa byl první, kdo nastudoval a publikoval komplexní historii ukijo-e

Současné záznamy umělců ukijo-e jsou vzácné. Nejvýznamnější je Ukiyo-e Ruikó (Různé myšlenky o Ukijo-e), sbírka komentářů a životopisů umělců, kterou sestavil Óta Nanpo. První verze pochází asi z roku 1790. Dílo existuje v mnoha vydáních s četnými úpravami. Je známo více než 120 variant Ukijo-e Ruikó. Před druhou světovou válkou převládající pohled na ukijo-e zdůrazňoval centralitu tisků; tento pohled je připisován malíři Moronobu. Po válce se přemýšlelo o důležitosti obrazů ukijo-e a přímých souvislostech s obrazy Jamato-e ze 17. století; tento pohled vidí jako původce žánru malíře Matabei. Toto hledisko bylo obzvláště favorizováno mezi japonskými výzkumníky třicátých let 20. století, ale militaristická vláda tento názor potlačovala, důvodem bylo zdůrazňování rozdílu mezi svitky Jamato-e, spojovanými s dvorem a tisky spojené s někdy anti-autoritářskou třídou obchodníků.
První komplexní historické a kritické práce o ukijo-e pocházely ze Západu. Ernest Fenollosa byl profesorem filozofie na Imperial University v Tokiu od roku 1878 a zároveň byl komisařem výtvarných umění pro japonskou vládu z roku 1886. Jeho spis Masters of Ukioye z roku 1896 byl prvním komplexním přehledem a připravil způsob přístupu k historii pro většinu pozdějších prací. Začínal s malířem Matabei s primitivní malbou, ta se vyvinula v pozdním 18. století ve zlatý věk, pak následoval pokles úrovně s příchodem Utamary, po něm pak následovalo krátké oživení s umělcem Hokusai a Hirošigeho krajinami. Laurence Binyon, kurátor orientálních tisků a kreseb v Britském muzeu, napsal v roce 1908 spis Painting in the Far East (Malířství na dálném východě), který byl podobný práci Fenollosy, ale uvedl umělce Utamaro a Šaraku mezi mistry. Arthur Davison Ficke stavěl na pracích Fenollosy a Binyona s více komplexními údaji a v roce 1915 uvedl spis Chats on Japanese Prints (Rozhovor o japonských tiscích). V roce 1954 James A. Michener vydal práci The Floating World, kde široce uvedl chronologii ranějších prací, upustil od klasifikace podle období a uvedl starší umělce ne jako primitivy, ale jako dokonalé mistry vycházející z předchozích malířských tradic. Podle Michenera a jeho spolupracovníka Richarda Laneho, s ukijo-e začal spíše Moronobu Matabei. Kniha uznává umělce jako Jošitoši a Kijošika jako pozdní mistry. Je patrná tendence zaměřovat se při studiu ukijo-e na katalogizaci umělců, což je přístup, který postrádá přísnost a originalitu, která se aplikuje na uměleckou analýzu v jiných oblastech. Takové katalogy jsou četné, ale většinou se soustředí na skupinu uznávaných géniů. K původnímu hodnocení ukijo-e a jeho umělců, zejména s ohledem na relativně méně známé umělce, byl přidán malý originální výzkum. Zatímco obchodní charakter ukijo-e byl vždy uznáván, hodnocení umělců a jejich děl spočívalo na estetických preferencích znalců a věnovalo málo pozornosti současnému komerčnímu úspěchu. Od počátku 20. století historici manga (japonské komiksy a karikatury) vyvinuli příběhy spojující uměleckou formu 20. století s tradičním japonským uměním. Zvláštní důraz je kladen na Hokusai Manga jako jejich předchůdce, ačkoli tato kniha není vyprávění a ani samotný termín nepochází od Hokusaie. V angličtině a jiných jazycích je slovo manga používáno v omezujícím smyslu pro japonské komiksy nebo komiksy v japonského stylu, zatímco v japonštině to značí všechny formy komiksů a karikatur.

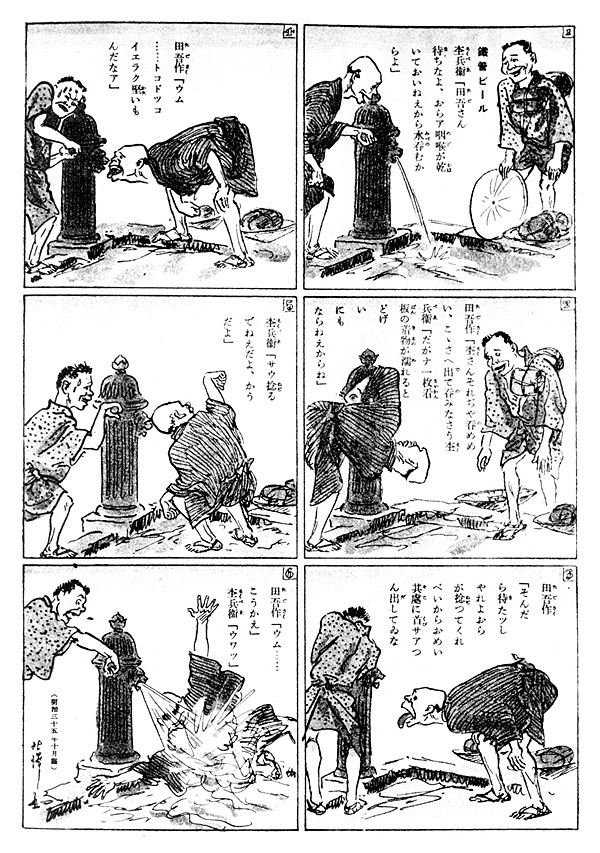
Historie manga nachází často předcůdce v knize Hokusai Manga

## Sbírky
Vládnoucí třídy striktně omezily prostor povolený pro domácnosti nižších společenských tříd; relativně malá velikost ukijo-e byla ideální pro zavěšení v těchto domech. Dochoval se malý záznam o patronech ukijo-e obrazů. Obrazy se prodávaly za podstatně vyšší ceny než tisky - mnohdy byla cena tisícinásobná. Koupit si je tak mohli jen bohatí lidé, nejčastěji obchodníci a možná někteří ze samurajů. Příkladem jsou tisky pozdního období, které byly produkovány ve velkém množství v 19. století, starší tisky měly jen malou šanci na přežití. Umění ukijo-e bylo spojeno hlavně s městem Edo a návštěvníci Eda často kupovali to, co oni sami nazývali azuma-e (obrázky východního hlavního města) jako suvenýry. Trh s ukijo-e byl velmi různorodý, protože tisky byly prodávány různorodé veřejnosti, od pracujících po bohaté obchodníky. Je známo málo konkrétních kupců. Detailní záznamy v Edo byly pořizovány ve velkém rozsahu o kurtizánách, hercích a zápasnících sumo, ale žádné záznamy týkající se ukijo-e se nedochovaly – pokud vůbec kdy existovaly. Určení toho, co se rozumí demografií spotřeby ukijo-e, vyžadovalo nepřímé prostředky.
Stanovení cen, za které se tisky prodávaly je výzvou pro odborníky, protože záznamů o přesných číslech je málo a existuje značná rozmanitost v kvalitě výroby, velikosti, nabídce a poptávce, a metodách, které prošly změnami, jako jsou například zavedení celobarevného tisku. Je také obtížné určit, jaké ceny lze zvažovat, protože sociální a ekonomické podmínky se v průběhu období vyvíjely. Záznamy o cenách tisků z 19. století, které se dochovaly udávají ceny jak nízké, 16 mon až k ceně 100 mon za luxusní vydání. Jun'ichi Ókubo navrhuje, že ceny v rozmezí 20 až 30 mon byly pravděpodobně určeny pro standardní tisky. Jako volné srovnání, mísa nudlí soba v raném 19. století se typicky prodávala za 16 mon.

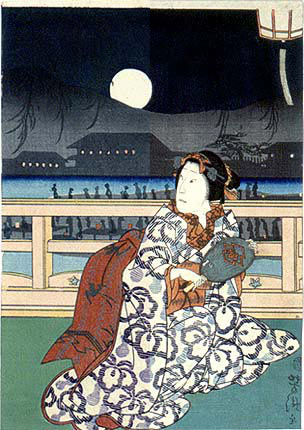
Ukijo-e tisky jsou citlivé na světlo. Obrázek kombinuje dvě fotografie stejného snímku. Pravá strana fotografie je vybledlá. Levá polovina ukazuje tento tisk v roce 1989, pravá ukazuje stejný tisk poté, co byl vystaven na světle do roku 2001. Utagawa Jošitaki, 19. století.

Ukijo-e výtisky jsou citlivé na světlo (viz obrázek vpravo). Levá polovina ukazuje tento tisk v roce 1989, pravá ukazuje stejný tisk poté v roce 2001. Barvy ve výtiscích ukijo-e jsou náchylné k vyblednutí, když jsou déle vystaveny i nízkým úrovním světla; dlouhodobé vystavování je proto nežádoucí. Papír, na který se tisklo, ztrácí kvalitu, když přichází do styku s kyselými materiály, takže skladovací boxy, složky a držáky musí být neutrální nebo alkalické. Výtisky by měly být pravidelně kontrolovány z hlediska problémů vyžadujících ošetření a měly by být uchovávány při relativní vlhkosti 70% nebo méně, aby se zabránilo vzniku plísní.
Papír a pigmenty v obrazech ukijo-e jsou kromě světla citlivé i na sezónní změny vlhkosti. Držáky musí být pružné, jinak by se tisky mohly při prudkých změnách vlhkosti roztrhnout. V éře Edo byly listy připevněny na papír s dlouhými vlákny a zachovány rolováním v obyčejných krabicích ze dřeva stromu pavlovnie plstnaté (Paulownia tomentosa), umístěných v jiném dřevěném boxu. Doba prohlídek během výstav v muzeích či galeriích musí být omezena, aby se zabránilo zhoršení vlivem světla a znečištění životního prostředí. Rolování způsobuje konkávnosti v papíru a odvíjení a převrácení svitků způsobuje jejich rýhování. Ideální relativní vlhkost prostředí pro svitky by měla být mezi 50% a 60%; příliš velké sucho způsobuje křehkost.
Jelikož se ukijo-e tiskly hromadně, je na místě uvážit odlišnost od sbírání obrazů. Existují velké rozdíly ve stavu, vzácnosti, nákladech a kvalitě existujících výtisků. Výtisky mohou mít poškozeny skvrnami, zahnědnutím, napadením škůdci či polámány, barvy mohou vyblednout nebo mohou být retušovány. Řezbáři mohli změnit barvy nebo složení tisků, které prošly několika edicemi. Když byl po tisku prováděn řez, nemusel být na všech kopiích okraj vždy stejný, občas mohl zasahovat i do okraje obrazu. Finanční hodnoty deskotisků závisí na různých faktorech, včetně pověsti umělce, stavu tisku, rarity a toho, zda se jedná o originální výtisk - dokonce i vysoce kvalitní pozdější tisk stojí zlomek ceny originálu. Kolem roku 2016 činila rekordní cena za tisk ukijo-e prodávaný v aukci 745.000 euro za obraz Utamaro Fukaku Šinobu Koi (asi 1793–1794).
Výtisky ukijo-e často procházely několika edicemi, někdy se změnami provedenými na blocích v pozdějších vydáních. Edice vyrobené novými tiskovými bločky také cirkulují, stejně tak jako legitimní pozdější reprodukce, ale také se objevují pirátská vydání a padělky. Takamizawa Enji (1870–1927), producent reprodukcí ukijo-e, vyvinul metodu recuting woodblocks k tisku čerstvých barev na vybledlých originálech, přes které používal tabákový popel, aby čerstvý inkoust vypadal jako starý. Tyto obnovené tisky prodával jako originály. Mezi podvedenými sběrateli byl také americký architekt Frank Lloyd Wright, který od tohoto obchodníka do USA přivezl 1500 tisků, z nichž některé prodal dříve než byl podvod odhalen.
Ukijo-e umělci se podepisují v japonském stylu, příjmení předchází osobní jméno a známí umělci jako Utamaro a Hokusai mají osobní jméno vlastní. Obchodníci se běžně odkazují na ukijo-e tisky podle standardních velikostí, obvyklé rozměry jsou 34,5cm × 22,5cm aiban, 22,5cm × 19cm chúban a 38cm × 23cm óban - přesné velikosti se liší, papír mohl být po tisku oříznut odlišně.

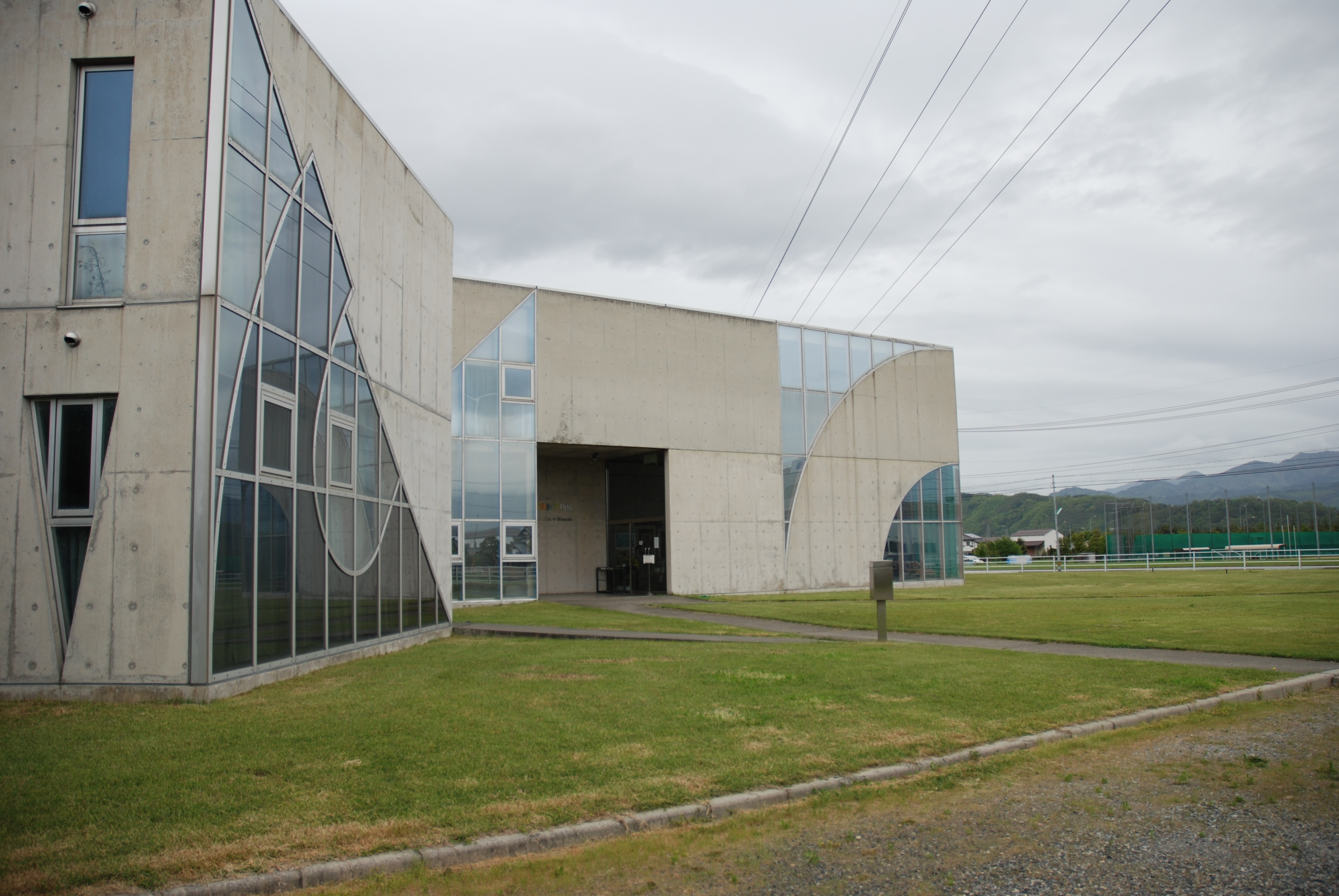
Japonské muzeum umění ukijo-e

Mnoho z největších vysoce kvalitních sbírek ukijo-e leží mimo Japonsko. Mnoho tisků získala například do své sbírky Francouzská národní knihovna v první polovině 19. století. Britské muzeum založilo svou sbírku v roce 1860. Koncem 20. století obsahovala kolem 70 000 položek. Největší sbírku, více než 100 000 položek, vlastní Muzeum výtvarného umění v Bostonu.. Kolekci založil Ernest Francisco Fenollosa, který muzeu daroval svou sbírku v roce 1912. První výstava tisků ukijo-e v Japonsku byla pravděpodobně prezentována v roce 1925 Kójirem Macukatou, který sbírku v Paříži shromáždil během první světové války a později ji daroval National Museum of Modern Art (Národnímu muzeu moderního umění) v Tokiu. Největší sbírka ukijo-e v Japonsku obsahuje více než 100 000 kusů v Japan Ukiyo-e Museum v japonském městě Macumoto v provincii Nagano.